# Giappone
Il Giappone (AFI: [ʤapˈpoːne]; in giapponese 日本?, Nihon  o ?, Nippon ), ufficialmente Stato del Giappone (日本国?, Nihon-koku o ?, Nippon-koku) è uno Stato insulare dell'Asia orientale. Situato nell'Oceano Pacifico, è limitato a ovest dal Mar del Giappone, a nord dal Mare di Ochotsk, a est dall'Oceano Pacifico settentrionale e a sud dal Mar Cinese Orientale. È un arcipelago perlopiù montuoso di 14 125 isole, le cui cinque più grandi sono Hokkaidō, Honshū, Kyūshū, Shikoku e Okinawa, che da sole rappresentano circa il 97% della superficie terrestre del Giappone. Molte isole sono montagne, alcune di origine vulcanica; la vetta più alta è il Fuji, un vulcano in quiescenza dal 1707. Con una popolazione di circa 126 milioni di abitanti, è l'undicesimo paese più popolato al mondo. La Grande Area di Tokyo, che include Tokyo e numerose prefetture vicine, è la più grande area metropolitana del mondo con oltre 38 milioni di residenti.
Ricerche archeologiche indicano che l'arcipelago è abitato dal Paleolitico superiore e la prima menzione scritta è rintracciabile in un libro di storia cinese del I secolo a.C., il Libro degli Han. Il paese fu a lungo dominato da signori feudali e dalla casta guerriera dei samurai, quindi dal bakufu fino al 1868, quando divenne un impero limitatamente parlamentare. Fu una delle grandi potenze tra il XIX e il XX secolo, fino alla disfatta del 1945, dopo la quale ha imboccato un percorso di democratizzazione: nel 1947 una nuova Costituzione privò l'imperatore del Giappone di numerosi poteri e sancì la rinascita del parlamento.
Grande potenza regionale asiatica, il Giappone è la quarta maggiore economia per prodotto interno lordo al mondo, dopo Stati Uniti, Cina e Germania, e la quarta maggiore per potere d'acquisto; è anche il quarto maggiore esportatore e il sesto maggiore importatore a livello mondiale. È inoltre uno Stato membro del G7. Il Giappone ha un moderno apparato militare utilizzato per l'autodifesa, per missioni di pace e per aiutare gli alleati all'estero nel rispetto della Costituzione. Si piazza diciannovesimo a livello mondiale per lo sviluppo umano, e vanta una qualità di vita molto elevata.

## Etimologia del nome
In giapponese Giappone si dice Nihon () o Nippon (, più formale e utilizzato in occasioni ufficiali, come eventi sportivi internazionali) e si scrive con i caratteri 日本?, che significano rispettivamente "Sole" (日?, nichi) e "origine" (本?, hon); insieme hanno quindi il significato di "origine del Sole". Per questo motivo il Giappone è spesso identificato come la "terra del Sole nascente" o il "paese del Sol Levante". Questo è di fatto il nome che i cinesi hanno dato al paese che rispetto al loro si trova a est: all'origine del Sole. Prima dell'introduzione del nome Nihon il Giappone era conosciuto con il nome Wa (倭?) o Wakoku (倭国?).
L'esonimo italiano "Giappone" è affine al francese Japon, al tedesco Japan e all'inglese Japan, i quali derivano tutti dalla pronuncia cinese RìběnP (o RìběnguóP) dei caratteri 日本. Il nome "Giappone", unitamente alle omologhe forme nelle altre lingue occidentali, fu introdotto in Europa da Marco Polo, il quale si riferiva al paese usando il termine "Cipango" o "Zipangu", storpiatura del cinese Rìběnguó. Dal rinnovamento Meiji fino alla fine della seconda guerra mondiale, il nome completo del Giappone è stato Dai Nippon Teikoku (大日本帝国?), che significa "Impero del Grande Giappone". Da allora il nome ufficiale è diventato Nihon-koku o Nippon-koku (日本国?), in cui il suffisso koku (国?) significa "paese", "nazione" o "Stato".

## Storia

### Preistoria ed età classica
regioni sopra il livello del mare
     regioni prive di vegetazione
     mare

Il Giappone durante l'ultimo massimo glaciale nel Pleistocene superiore, circa 20000 anni fa.
regioni sopra il livello del mare
regioni prive di vegetazione
mare

Si ritiene che i primi esseri umani, homo sapiens o addirittura erectus, siano arrivati in Giappone circa 200 000 anni fa attraverso istmi che anticamente collegavano le isole al continente. Si trattava di famiglie allargate (100-150 persone) di cacciatori-raccoglitori, che vivevano in rifugi artificiali provvisori (più raramente nelle caverne) e prediligevano la costa e le pianure; i resti scheletrici sinora scoperti, comunque, sono stati datati al massimo a 17 000 anni fa.
Uno stile di vita più sedentario e un inizio di civiltà sono stati fatti risalire al 13 000 a.C., quando comparvero vasi in ceramica caratterizzati da una decorazione a cordicella (jōmon) da cui il nome dell'omonimo periodo. Forme di agricoltura primitiva sono attestate dal 4000 a.C. nell'isola di Hokkaidō e nella porzione occidentale del paese (ma il riso arrivò solo intorno al 1000 a.C.) e fece loro eco la nascita di villaggi semi-permanenti, spesso sul litorale; comparvero anche tessuti di canapa (circa 5000 a.C.), si consolidarono le tecnologie per la caccia e cominciarono ad articolarsi i primi culti religiosi intrisi di sciamanesimo e di adorazione del soprannaturale.
I dati anatomici desunti dagli scheletri e le scoperte archeologiche dimostrano l'esistenza di un "popolo Jōmon" distinto, forse di origini mongoliche, e hanno provato che da esso discesero gli Ainu, veri indigeni giapponesi ma riconosciuti come tali solo nel 1997. L'era Jōmon terminò attorno al 400 a.C., a causa di una probabile invasione o migrazione di massa del popolo Yayoi: si trattava di genti più alte rispetto ai Jōmon, che facevano uso di armi in bronzo e ferro, coltivavano quasi esclusivamente riso e avevano una cultura diversa; si diffusero dalle propaggini sud-occidentali fino all'intero Honshū, mentre l'isola di Hokkaidō rimase impermeabile almeno sino all'VIII secolo d.C., inizio di quella sentita differenza tra giapponesi "veri" (cioè discendenti dagli Yayoi) e Ainu, viva ancor oggi.
L'età Yayoi vide una prima gerarchizzazione della società, una più spiccata suddivisione del territorio in risposta al bisogno di terra per coltivare il riso, la nascita di élite guerriere e l'introduzione della schiavitù, l'intensificarsi dei conflitti ma anche dei traffici commerciali; una crescita demografica portò a 2 milioni il totale di abitanti. Questi fattori provocarono una decisa attività politica e la formazione di tanti piccoli regni tribali.

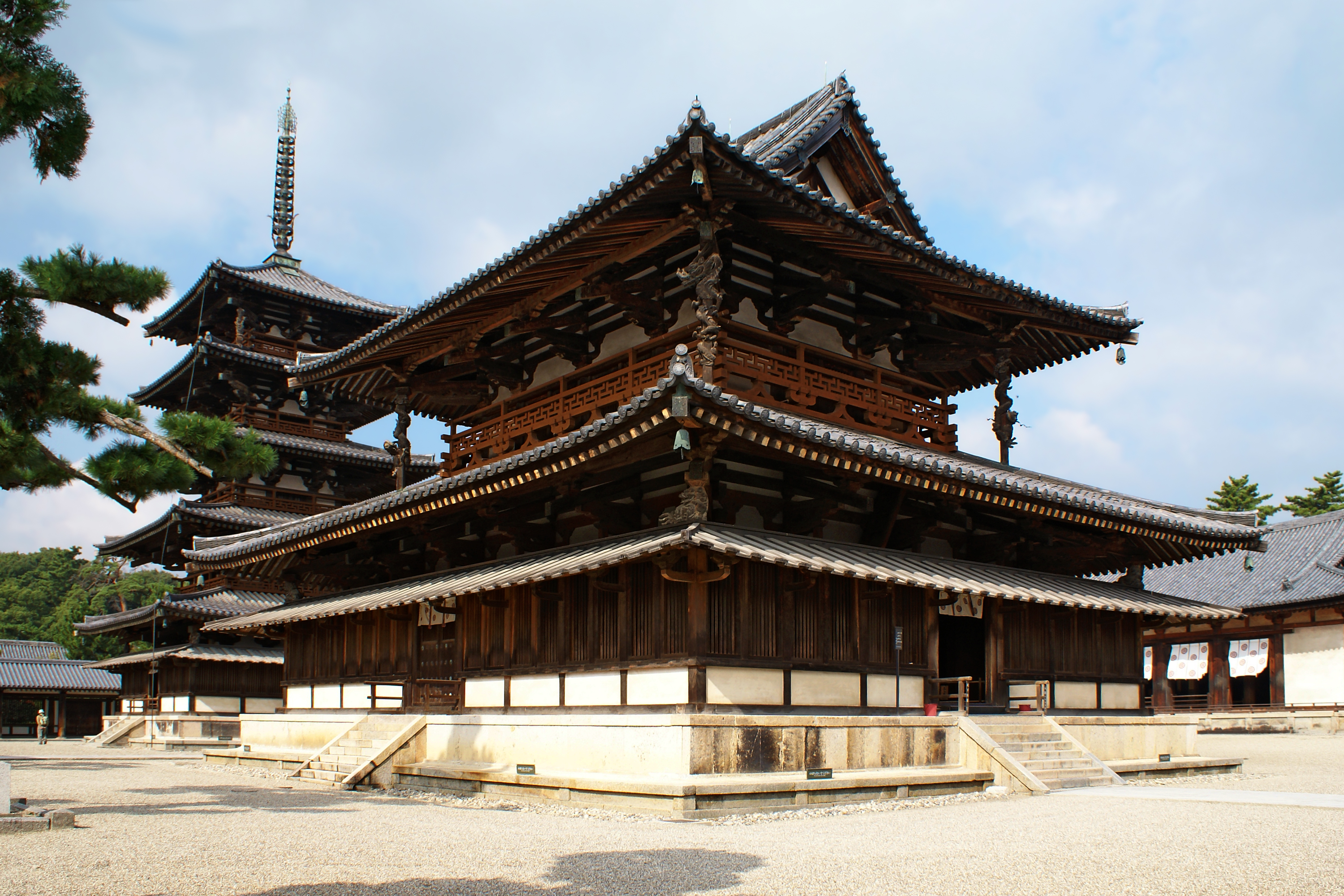
Hōryū-ji, complesso templare buddhista della città di Ikaruga: kondō, pagoda a cinque piani e porta centrale risalgono al periodo Asuka e sono considerati le più antiche costruzioni in legno esistenti al mondo

La fine della preistoria nipponica coincide con l'inizio del periodo Yayoi poiché, per la prima volta, si ritrovano tracce scritte sul Giappone in due fonti cinesi, il Libro degli Han e il Libro degli Wei. La prima opera identifica il Giappone come "terra di Wa", suddivisa in oltre cento raggruppamenti tribali. La seconda riporta nel dettaglio la visita di delegati di Wei e descrive il più potente di questi regni, lo Hsieh-ma-t'ai o Yamatai governato dalla regina-sciamana Himiko. Storici e ricercatori, per la gran parte, sono concordi nel localizzare il potentato nella regione di Nara, dove dopo la morte di Himiko (248 d.C.) si sviluppò una prima compagine statale detta appunto Yamato, caratterizzata in particolare dalle architetture funerarie a tumulo kofun. Il clan Yamato riuscì gradualmente a espandersi nelle isole maggiori, dosando le armi e la diplomazia, e fu il capostipite degli imperatori del Giappone: il primo in assoluto pare sia stato un certo Sujin.
Nel V secolo il clan Yamato e quindi la famiglia imperiale riuscirono effettivamente a porsi al di sopra dei notabili, che costituivano una scala sociale gerarchica; uno dei mezzi fu l'introduzione del buddhismo dal regno coreano di Baekje, mossa suggerita dal potente clan Soga di origini coreane, sì alleato degli Yamato, ma che puntava anche ad accrescere la sua influenza sulla famiglia imperiale; d'altronde l'imperatore Yōmei pensò che fosse utile disporre di una religione che avvicinasse le varie tribù nipponiche e che conferisse alla sua corte una maggiore dignità.
Infatti il periodo Yamato vide l'assimilazione di gran parte della cultura e delle cerimonie cinesi, fondamenta della civiltà giapponese: esponente di questo atteggiamento fu ad esempio il figlio di Yōmei, il principe Umayado imparentato con i Soga. A lui si devono la massiccia diffusione del buddhismo che si affiancò allo shintoismo, la ripresa di stabili relazioni con il rinnovato Impero cinese e la cosiddetta Costituzione di 17 articoli, documento d'ispirazione confuciana che regolava i rapporti tra corte e sottoposti.
Nel 645 il clan Soga fu scalzato da Fujiwara no Kamatari: a cominciare con lui il clan avrebbe avuto un deciso controllo dell'imperatore e della corte per alcuni secoli, aggiudicandosi in perpetuo la reggenza. Sempre i Fujiwara furono i promotori degli editti di riforma di Taika, che intensificarono l'adozione di pratiche culturali cinesi, e del ritsuryō, un sistema legislativo che centralizzò il potere, strutturò un'efficiente burocrazia e ribadì il primato della famiglia imperiale. Il suo status divino e monarchico fu riconfermato a posteriori dalle cronache epiche Kojiki e Nihon shoki, volute dall'imperatore Tenmu all'inizio dell'VIII secolo: secondo queste opere il primo imperatore fu Jinmu dal 660 a.C., nipote della grande dea shintoista Amaterasu. Negli stessi decenni si verificò una decisa crescita demografica, cui fece riscontro un affinamento e un aumento delle tassazioni sulla terra, che fu nazionalizzata; inoltre, in questo stesso periodo si affermò l'uso, tra i membri del ceto dominante, dell'espressione Nihon (日本?) per indicare lo Stato emergente.
Una capitale fissa (sino ad allora la corte era itinerante) fu fondata nel 710 e battezzata Heijō-kyō, antico nome dell'attuale Nara, secondo le tecniche urbanistiche cinesi; essa divenne il fulcro del buddhismo in Giappone - l'imperatore Shōmu vi fece costruire il grandioso Tōdai-ji - e proprio l'enorme influenza politica dei monaci convinse la corte ad andarsene nel 784. Nel 794 una nuova capitale fu fissata a Heian-kyō, o più semplicemente Kyoto, sede della monarchia nipponica per oltre un millennio. Furono raggiunti notevoli livelli di raffinatezza, nacquero e si articolarono arte, poesia e letteratura autoctone ma, in contemporanea, la monarchia perse progressivamente autorevolezza e influenza a causa dell'abuso della reggenza e dell'abdicazione (tecnica usata dalla famiglia imperiale per ostacolare i Fujiwara). Anche la stanzialità dei grandi aristocratici a corte rese invalsa la pratica di nominare amministratori e guardiani delle terre, spesso esentate dalle tasse. Peraltro la costruzione di ricchi templi buddhisti e le spese necessarie alla corte si tradussero in pesanti tassazioni per la popolazione, cresciuta nei secoli e legata all'agricoltura: unitamente a tecnologie inadatte, cicliche carestie e lottizzazioni, questi problemi convincevano molte famiglie contadine a porsi sotto la protezione degli amministratori. Costoro si rafforzarono progressivamente e divennero capaci di armare proprie milizie, formate da samurai.
Nel 1156 il clan Taira, forte dell'appoggio di parte dei nobili emancipatisi e delle loro truppe, rovesciò i Fujiwara e ne prese il posto. Tuttavia lotte intestine favorirono Minamoto no Yoritomo che, dopo alcuni anni di battaglie, conquistò Kyoto nel 1183 e annientò i Taira nel 1185, anno nel quale si concluse l'epoca Heian. Come risultato della guerra civile e di contemporanei disastri naturali, il paese era in rovina e la popolazione alla fame.

### Età medievale

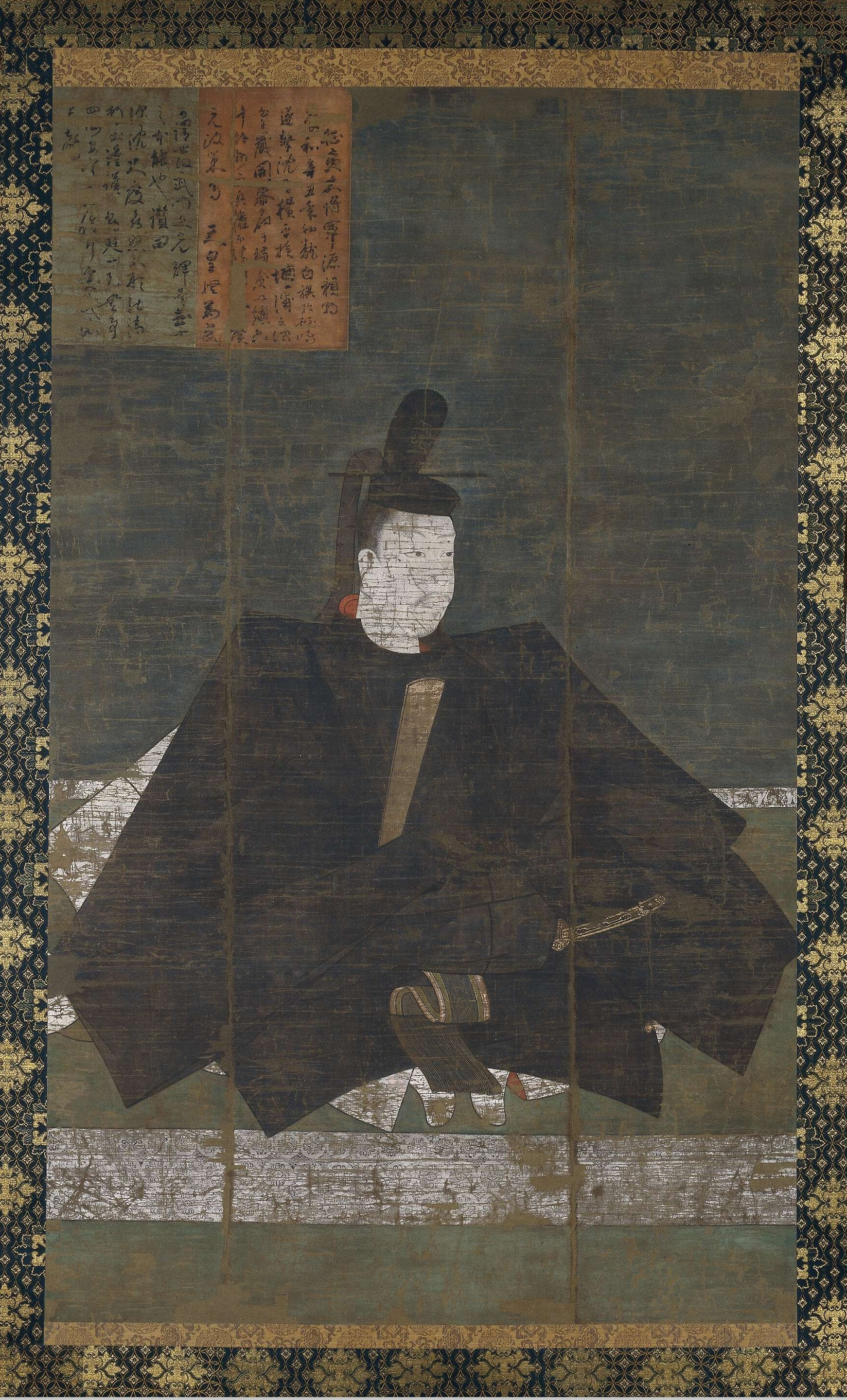
Minamoto no Yoritomo, primo shōgun permanente in Giappone

Yoritomo non intendeva però togliere di mezzo la famiglia imperiale. Al contrario, si fece investire della sua autorità mediante la nomina a shōgun (1192), una carica che risaliva alle antiche campagne militari nell'Honshū settentrionale: Yoritomo la rese permanente ed ereditaria, l'arricchì di un significato amministrativo e trasferì il baricentro del suo potere a Kamakura, nella pianura di Kantō sede dei Minamoto. L'imperatore e la corte rimasero a Kyoto, inaugurando un dualismo sbilanciato in favore dello shōgun.
Yoritomo formò una rete di signori-vassalli simile ai sistemi feudali occidentali per controllare la nazione, nominandoli amministratori o protettori; si costituì così un ceto militare che organizzava i numerosi possedimenti come riteneva più congeniale, ma che riscuoteva le tasse per il bakufu (vale a dire il governo shogunale), gli doveva obbedienza e gli forniva armati in caso di necessità. Diffidente e sospettoso, Yoritomo morì nel 1199 e lasciò solo due giovani figli che, dopo un breve intermezzo di congiure e omicidi, furono scavalcati dalla madre e vedova Hōjō Masako.
Ella assicurò il controllo della carica alla sua famiglia e le applicò la reggenza; i suoi successori mantennero saldo il controllo sulla corte, favorirono il buddhismo Zen e cercarono di frenare il proselitismo del buddhismo Nichiren strutturatosi attorno alla metà del XIII secolo. Gli Hōjō coordinarono anche le risorse militari giapponesi per respingere le tentate invasioni della dinastia Yuan mongola – gravi minacce che contribuirono a rafforzare il predominio della famiglia. Le due spedizioni mongole (1274 e 1281) fallirono in buona misura a causa di violenti uragani, battezzati dai giapponesi kamikaze e da allora idolatrati come manifestazione del divino favore di cui godeva il Sol Levante.
Il pericolo d'invasione giustificò un continuo stato di allarme e forti spese militari che, col tempo, alienarono agli Hōjō buona parte della nobiltà guerriera. Nel 1333 il dinamico imperatore Go-Daigo sobillò una ribellione che si concluse con il massacro del clan; il sovrano, intenzionato a ristabilire il potere temporale della famiglia, fu però a sua volta tradito dal condottiero samurai Ashikaga Takauji, lontano parente dei Minamoto. Egli cacciò Daigo da Kyoto, il quale fondò a Nara una seconda corte imperiale che sopravvisse sino al 1392 (periodo Nanboku-chō); Takauji nominò successore il giovane Kōmyō e da questi si fece proclamare shōgun nel 1338: a differenza degli Hōjō, fissò il bakufu nella stessa capitale, precisamente nel quartiere di Muromachi. Egli riciclò le strutture feudali dei predecessori, ma non aveva né terre con cui comprare la fedeltà di governatori e protettori, né il carisma necessario; la sua posizione fu indebolita anche da congiure interne al suo stesso clan.
Ashikaga Yoshimitsu fu l'ultimo del casato che seppe tenere a bada i nobili: fu lui a inventare per sé la figura di "shōgun in ritiro" e a riallacciare stabili relazioni con l'Impero cinese Ming, proclamandosene suddito. Inoltre sotto gli Ashikaga l'agricoltura migliorò tecniche e sementi e garantì derrate alimentari regolari; ma il XV secolo fu segnato dall'anarchia. Infatti dalla morte di Yoshimitsu (1408) lo shogunato fu marginalizzato dalle numerose famiglie escluse dalla corte che presero il controllo delle terre loro affidate, tennero per sé le rendite e costituirono propri eserciti di samurai; i capofamiglia divennero noti come daimyō e ben presto scatenarono un terribile conflitto, la guerra Ōnin (1467-1477). S'inaugurò così il sanguinoso periodo Sengoku, durante il quale si ebbero l'arrivo degli europei e l'introduzione in gran numero delle armi da fuoco. Il caos imperante e la frammentazione politica fornirono lo spunto per la formazione del teatro tragico nō e per la sistemazione organica del bushido (forte fu l'apporto del pensiero zen), ma fecero anche emergere Oda Nobunaga, Toyotomi Hideyoshi e Tokugawa Ieyasu.

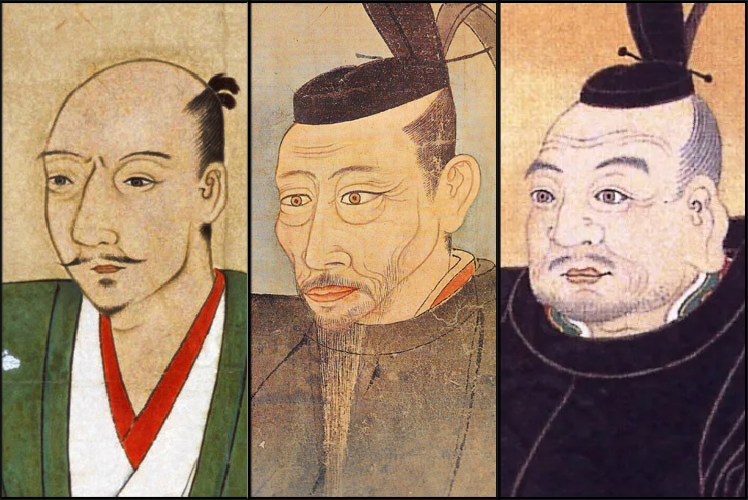
I tre grandi unificatori del Giappone. Da sinistra a destra: Oda Nobunaga, Toyotomi Hideyoshi e Tokugawa Ieyasu.

Oda era uno stratega feroce e di grande acume che, dal piccolo dominio di famiglia a Owari, occupò buona parte del Giappone di allora cogliendo una serie di grandi vittorie, come quella di Nagashino (1575), le quali furono possibili grazie anche all'impiego massiccio di armi da fuoco. Conquistò Kyoto in nome degli Ashikaga ormai al crepuscolo, tanto che riuscì a mettere da parte l'ultimo shōgun Ashikaga Yoshiaki, e si costruì il sontuoso castello di Azuchi; si occupò anche di sterminare il clero buddhista per distruggerne il potere temporale. Tra gli altri provvedimenti lanciò l'unificazione di pesi e misure e ordinò un inventario di tutte le armi nel paese, allo scopo di confiscarle. I suoi piani di conquista integrale del paese terminarono però nel 1582 con il tradimento dei suoi generali e il suo suicidio. La sua eredità fu raccolta da Toyotomi, divenuto da soldato uno degli ufficiali più abili di Oda. Egli sconfisse i traditori, si fece elargire le cariche di kanpaku e taikō, piazzando sotto il proprio controllo il piccolo Oda Hidenobu; sconfisse quindi i troppo autonomi daimyō Shimazu del dominio di Satsuma e stipulò un'alleanza con il potente clan Mōri.
Quali strumenti per consolidare la sua posizione e impedire la ricaduta nelle guerre civili, Toyotomi istituzionalizzò la pratica di tenere in ostaggio le famiglie dei daimyō nel suo castello di Momoyama, redistribuì feudi e terre, potenziò e completò nel 1588 la confisca delle armi – fu così sancita la netta divisione tra popolani e samurai/bushi. Nel 1591, infine, ridusse all'obbedienza l'Honshū settentrionale e completò l'unificazione nazionale. Toyotomi dovette inoltre occuparsi di come agire con gli occidentali, arrivati in Giappone nel 1543 e che, oltre alle armi, avevano portato anche il cristianesimo (con Francesco Saverio e poi Alessandro Valignano): consentì alla continuazione degli scambi commerciali ma con i cristiani si risolse ad adoperare misure repressive. Nel 1592 aggredì la Corea senza successo e ritentò nel 1597, ma la seconda spedizione fu annullata al momento della sua morte l'anno successivo. Toyotomi aveva già creato uno speciale consiglio di reggenza che vegliasse su suo figlio infante, ma i suoi membri cercarono subito di assicurarsi la successione; scoppiò una guerra civile che nella battaglia di Sekigahara (1600) vide trionfare Tokugawa Ieyasu, già uomo di Oda e signore di vasti possedimenti avuti nel 1590 proprio di Toyotomi, tra i quali il più importante era la pianura del Kantō con la capitale Edo. Ieyasu fu nominato shōgun e, nel 1615, annientò definitivamente i Toyotomi a Osaka.

### Periodo Edo

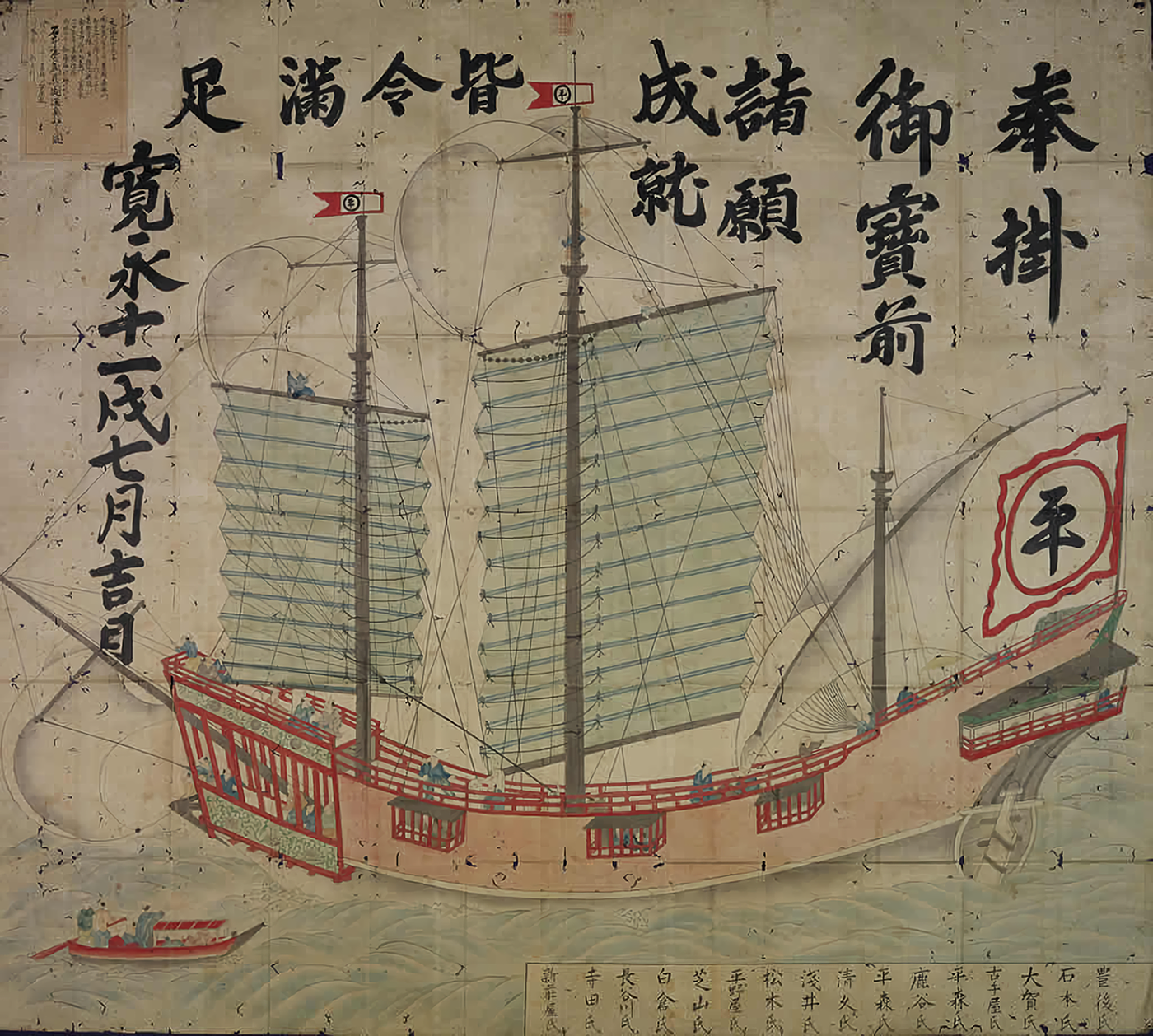
Una nave shuinsen: sino al 1639 fu il vettore dei commerci nipponici con l'Asia e gli europei

Tokugawa Ieyasu morì nel 1616, ma la famiglia seppe conservare con abilità il proprio predominio attraverso una serie di misure. La prima fu quella di distinguere i fudai daimyō ("interni") e i tozama daimyō ("esterni"): i primi, che erano i più fedeli, si imparentarono con i Tokugawa ed ebbero anche rettifiche o aggiunte ai propri domini; i secondi raggruppavano i vecchi nemici o i clan poco affidabili, solitamente localizzati nelle zone periferiche del Giappone e oggetto di intromissioni dello shogunato riguardo alle politiche matrimoniali o alle successioni. Erano però, quasi sempre, i daimyō con i territori più estesi. Tokugawa Hidetada ideò poi il sankin kōtai, che regolamentava e intensificava la pratica di tenere in ostaggio le famiglie di tutti i signori, questa volta a Edo (intanto divenuta una grande città).
I Tokugawa si assicurarono poi che ogni dominio avesse un solo castello e che, regolarmente, inviasse a Edo un elenco di ricchezze ed entrate: in questo modo il bakufu poteva commissionare opere di pubblica utilità e monitorare le finanze del ceto. L'imperatore fu lasciato a Kyoto con la corte e, per quanto circondato da un alone sacro, era utile per lo più a legittimare lo shogunato. I Tokugawa escogitarono quindi una piramide sociale sottostante a casata imperiale, bakufu e aristocratici che, dall'alto in basso, poneva i samurai, i contadini e i mercanti; era tesa a fornire una serie di leggi e disposizioni che dovevano assicurare a tutti un posto nella comunità ma, in realtà, consentiva una certa mobilità. Nel 1639 Tokugawa Iemitsu, dopo una rivolta popolare cui parteciparono cristiani giapponesi, emanò un editto che diede inizio a una politica isolazionista nota come sakoku.
Contatti e influenze esterne furono respinti o attentamente selezionati; i portoghesi, noti cristianizzatori, vennero espulsi dal loro scalo commerciale a Nagasaki e Dejima, dove furono sostituiti dagli olandesi, a loro volta trasportati con la forza dalle autorità dal precedente avamposto commerciale di Hirado. Scambi commerciali scrupolosamente regolati poterono continuare solo attraverso il Satsuma (che, per concessione dello shōgun, conquistò le isole Ryūkyū), il porto di Nagasaki, Tsushima e Hokkaidō, lungo le cui coste sorse comunque una rete di empori e stazioni. Il sistema delle navi shuinsen fu smantellato. La repressione del cristianesimo, d'altro canto, fu ripresa e lo shogunato arrivò vicino a eradicare la religione.

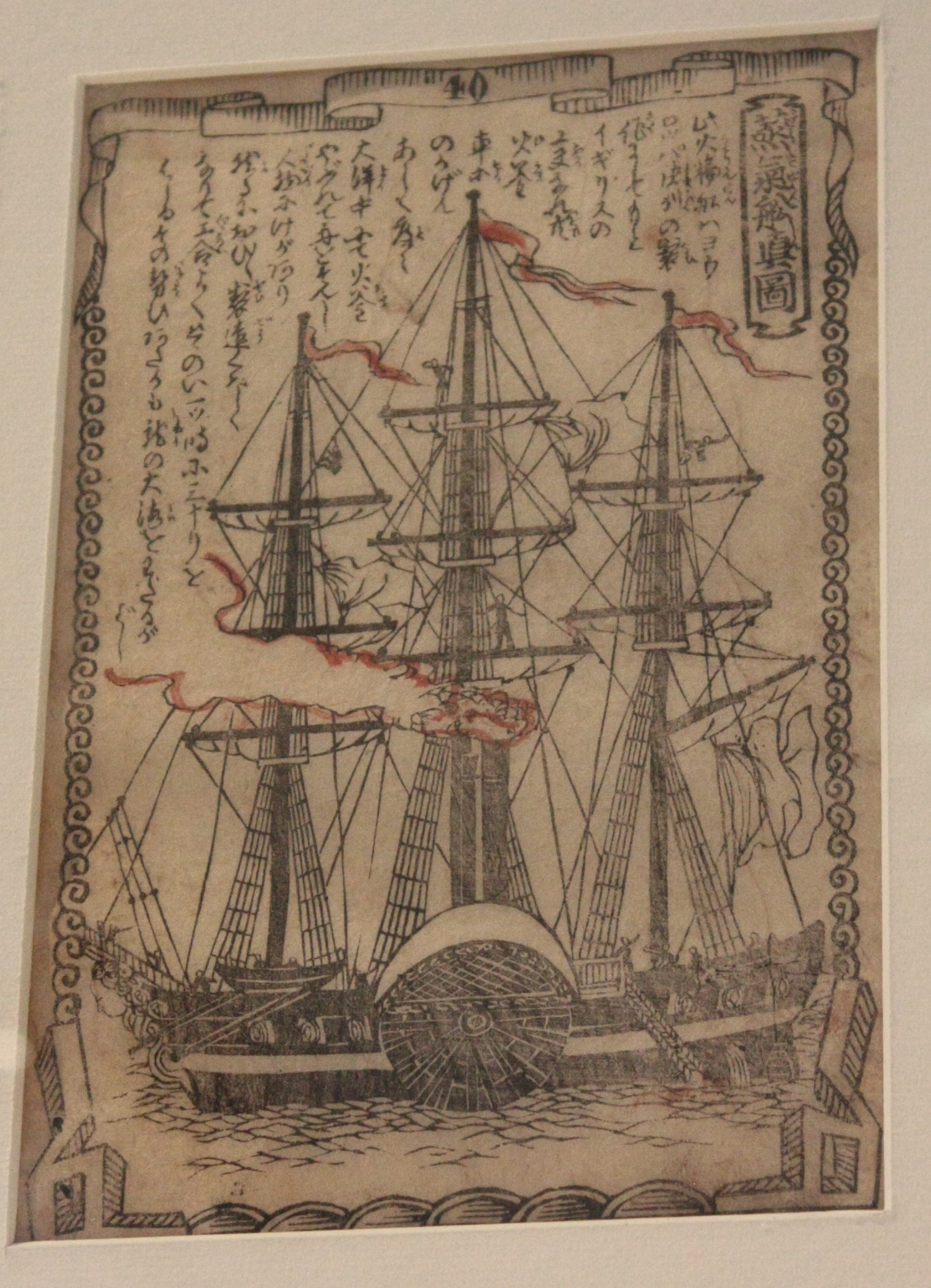
Una delle "navi nere" in un'illustrazione giapponese coeva

Il Giappone consolidò l'unità politica, amministrativa e istituzionale ma assistette a due importanti, ancorché lente, trasformazioni sociali. I samurai, essendo venute meno le guerre, divennero un ceto di amministratori parassitario al servizio dei daimyō; nelle grandi città, specie il porto-magazzino di Osaka, sorse il ceto mercantile chōnin che sfruttò le grandi disponibilità di denaro per infiltrarsi nei ceti superiori o per divenire creditori dei signori e dei samurai più importanti, le cui entrate si basavano sullo sfruttamento della classe contadina. I samurai soprattutto furono accaniti lettori delle opere scientifico-culturali occidentali, una cui limitata circolazione era tollerata dallo shogunato. Questi studi ebbero comunque poca influenza sull'originale evolversi della civiltà giapponese, sullo shintoismo e sugli usi sociali. Eppure il sakoku cominciò a incrinarsi all'inizio del XIX secolo: spese eccessive, tasse esose, alcune sollevazioni contadine, rinnovato dinamismo politico dei daimyō e di Kyoto, visite o richieste di sosta da parte di bastimenti europeo-statunitensi in aumento. Fu anzi Tokugawa Ienari che, per scongiurare un'espansione russa nell'Hokkaidō, cercò di assimilare gli Ainu tra 1799 e 1821.
Dal 1825 si dispose la cacciata violenta di ogni nave straniera ma, dopo l'incredibile disfatta della dinastia Qing per mano britannica nel 1842, l'ordine fu annullato; tuttavia Nagasaki fu confermato unico porto aperto agli stranieri. Nel luglio 1853 quattro unità da guerra statunitensi arrivarono al largo della baia di Edo e il comandante, commodoro Matthew Perry, assunse un atteggiamento intimidatorio che alla fine convinse gli inviati del bakufu a portare una lettera presidenziale all'imperatore. Perry tornò nel febbraio 1854 e i funzionari shogunali sottoscrissero la convenzione di Kanagawa: era l'inizio dell'epoca dei trattati ineguali e della forzata apertura del Giappone (1854-1866), che costituirono una forte umiliazione per lo Stato nipponico. In particolare i grandi aristocratici e il bakufu erano divisi sull'opportunità di abbandonare del tutto l'isolazionismo oppure cercare di rinnovarlo; si generò una crisi politica tale che nel 1868 scoppiò la guerra Boshin tra le forze dello shogunato da una parte e un inedito schieramento imperiale dall'altro, composto in particolare dai tozama Satsuma, Chōshū, Hizen e Tosa e che aveva dalla sua parte il sovrano Kōmei. La guerra civile si concluse nel 1869 con la deposizione dell'ultimo shōgun Tokugawa Yoshinobu e il trionfo della fazione imperiale che, intanto, aveva visto salire al trono il giovane imperatore Mutsuhito.. Durante il XIX secolo spicca, inoltre, la figura di Sakamoto Ryōma, considerato spesso l'eroe nazionale .

### Età contemporanea

#### Grande potenza e disfatta

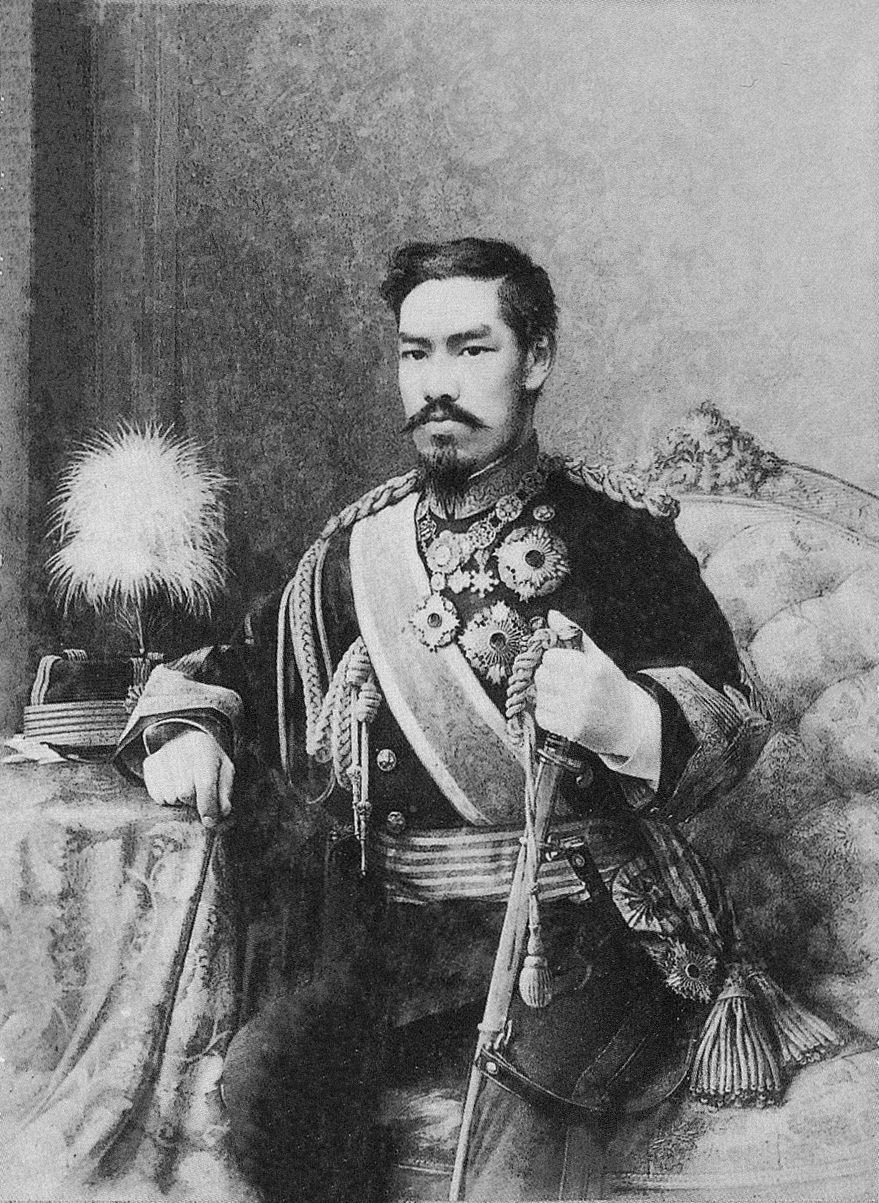
L'Imperatore Meiji

Mutsuhito era un adolescente che fu circondato da una schiera di uomini provenienti soprattutto da Satsuma e Chōshū, quasi sempre samurai che avevano avuto modo di studiare le lingue o le opere occidentali. Divenuti poi noti come genrō, avevano combattuto per restaurare l'imperatore ed espellere gli occidentali. In realtà compresero che imparare dai cosiddetti "barbari" era la chiave per evitare di divenire un protettorato, colonia o comunque di condividere il destino dell'Impero cinese. Furono costoro a dare vita al rinnovamento Meiji: il Giappone si dotò di un parlamento bicamerale, di un esecutivo e di una corte di giustizia con i codici più recenti; una Costituzione ispirata al modello prussiano entrò in vigore nel 1889 e consacrò l'imperatore (ora a Edo, ribattezzata Tokyo) come fonte della legge, capo delle forze armate e decisore politico.
Fu redatto un aggiornato catasto e nel 1873 un'imposta unica sulla proprietà terriera garantì entrate al governo. La piramide sociale Tokugawa fu dissolta, gli ex-daimyō furono indennizzati e gli antichi domini trasformati in prefetture; per i samurai non fu fatto nulla del genere ed essi dovettero cercare un'occupazione – molti confluirono nelle nuove forze armate imperiali il cui patrono spirituale fu Yamagata Aritomo. Nel 1877 il nuovo Esercito soffocò una rivolta capitanata da Saigō Takamori, uno dei genrō rimasto deluso dai provvedimenti presi dai suoi colleghi. Il rinnovamento interessò soprattutto il settore industriale, realizzato quasi dal nulla spremendo le campagne, e vide la nascita degli zaibatsu, grandi agglomerati a guida familiare e con proprie banche; una Banca del Giappone fu istituita nel 1882. Ancora, si assisté all'impetuosa posa di ferrovie, alla diffusione del telegrafo, al rapido formarsi sia di un'opinione pubblica sia di partiti politici.
In generale, però, il potere rimase saldamente nelle mani della famiglia imperiale (oggetto di un rinnovato e sentito culto) e soprattutto dei genrō: ad esempio Itō Hirobumi fu primo ministro quattro volte, Yamagata tre volte capo di stato maggiore dell'Esercito e poi primo ministro, Inoue Kaoru fu l'artefice della riforma agricola e fu ministro in quattro diversi dicasteri. Le nuove capacità produttive e finanziarie furono in gran parte investite in infrastrutture e nella creazione di forze armate moderne, utili a difendere il paese ma anche per proteggere o espandere gli interessi nipponici nell'Asia nord-orientale e nel Pacifico.
Entrato nell'età industriale, il Giappone aveva scarse risorse interne (materie prime o mercati che fossero) e, guidato anche dal timore di essere minacciato dalle potenze occidentali (soprattutto l'Impero russo), intraprese due conflitti decisivi. La prima guerra sino-giapponese (1894-1895) fruttò una lauta indennità e l'isola di Formosa, ma al contempo scatenò preoccupazioni nelle potenze europee circa la debolezza della Cina e la sorprendente trasformazione del Giappone. In particolare i rapporti con la Russia, insediatasi in Manciuria, peggiorarono al punto che Tokyo mosse guerra all'Impero zarista (1904-1905). Dopo la sanguinosa battaglia di Mukden e la grande vittoria a Tsushima fu firmata la pace: per la prima volta una nazione asiatica aveva vinto una potenza europea.
Il Giappone, pur finanziariamente stremato, annetté metà dell'isola di Sachalin e incorporò la concessione del Kwantung ex-russa; nel 1910 poté intervenire senza remore in Corea e la ridusse a colonia, quindi nel 1911 i trattati ineguali furono rimpiazzati da accordi paritari. Quattro anni più tardi l'Impero giapponese intervenne nella prima guerra mondiale e conquistò rapidamente tutti i possedimenti tedeschi a nord dell'equatore (Tsingtao, isole Caroline, isole Marianne, eccetto Guam statunitense, isole Marshall); alla conferenza di pace del 1919 si vide riconosciuti gli arcipelaghi nella forma di un Mandato del Pacifico meridionale concesso dalla Società delle Nazioni, inedita assemblea internazionale della quale il Giappone fu cofondatore assieme alle grandi potenze di allora. In appena vent'anni era riuscito a entrare nel consesso degli Stati più influenti e a ritagliarsi un proprio impero coloniale.

L'Impero giapponese e l'Estremo Oriente nel 1939

Nel frattempo la scomparsa progressiva dei genrō, la morte di Mutsuhito (1912) e l'arrivo al trono del debole Taishō posero le premesse per la cosiddetta democrazia Taishō. Durante gli anni venti, dopo una grande crescita economica favorita dalla guerra, il Giappone dovette però affrontare una forte recessione, le spese cagionate dal grande terremoto del Kantō del 1923, una grave crisi finanziaria nel 1927 e infine i contraccolpi della Grande depressione (1929); la miseria diffusa nelle campagne e gli scandali che coinvolsero partiti e zaibatsu contribuirono alla nascita di un ultranazionalismo militarista e anti-occidentale che si diffuse soprattutto tra sottufficiali e ufficiali inferiori. Lo stesso esercito imperiale, peraltro, era scosso dalle lotte tra le fazioni Kōdōha e Tōseiha, mentre nel Kwantung il sodalizio tra la potente compagnia Mantetsu e l'Armata del Kwantung costituì un polo di potere semindipendente, che vide come una sciagura lo stabilirsi della Repubblica nazionalista cinese. La firma dei trattati navali di Washington (1922) e di Londra (1930), infine, scatenò rancori e insubordinazione anche nella Marina imperiale.
Dal 1930 si verificarono una serie di attentati contro le istituzioni e gli zaibatsu e furono svelate addirittura congiure per una non meglio precisata "restaurazione Shōwa" (dal nome dell'era di Hirohito, imperatore dal 1926). Ufficiali dell'Armata del Kwantung, che vedevano la Manciuria come soluzione ai problemi economici, la occuparono con un pretesto nel 1931, causando l'abbandono della Società delle Nazioni (1933). Gli episodi di sangue e di ribellione ebbero il culmine con l'incidente del 26 febbraio 1936: la sommossa nella capitale fu soffocata e la Kōdōha eliminata, ma le forze armate avevano aumentato la presa sia sulla popolazione, sia sulle istituzioni; le idee di espansione imperiale, di un progetto volto a unire sotto l'ala giapponese l'Asia orientale erano tipiche anche della Tōseiha e trovarono molti sostenitori, compreso il principe Fumimaro Konoe, primo ministro dal giugno 1937. Egli e Hirohito, due mesi dopo, non obiettarono alla conquista di Pechino dopo un incidente minore con i soldati nazionalisti, prologo della seconda guerra sino-giapponese: intrapresa con iniziale superficialità, divenne un incubo logistico e militare per l'Esercito imperiale che vi impegnò gran parte delle sue divisioni.

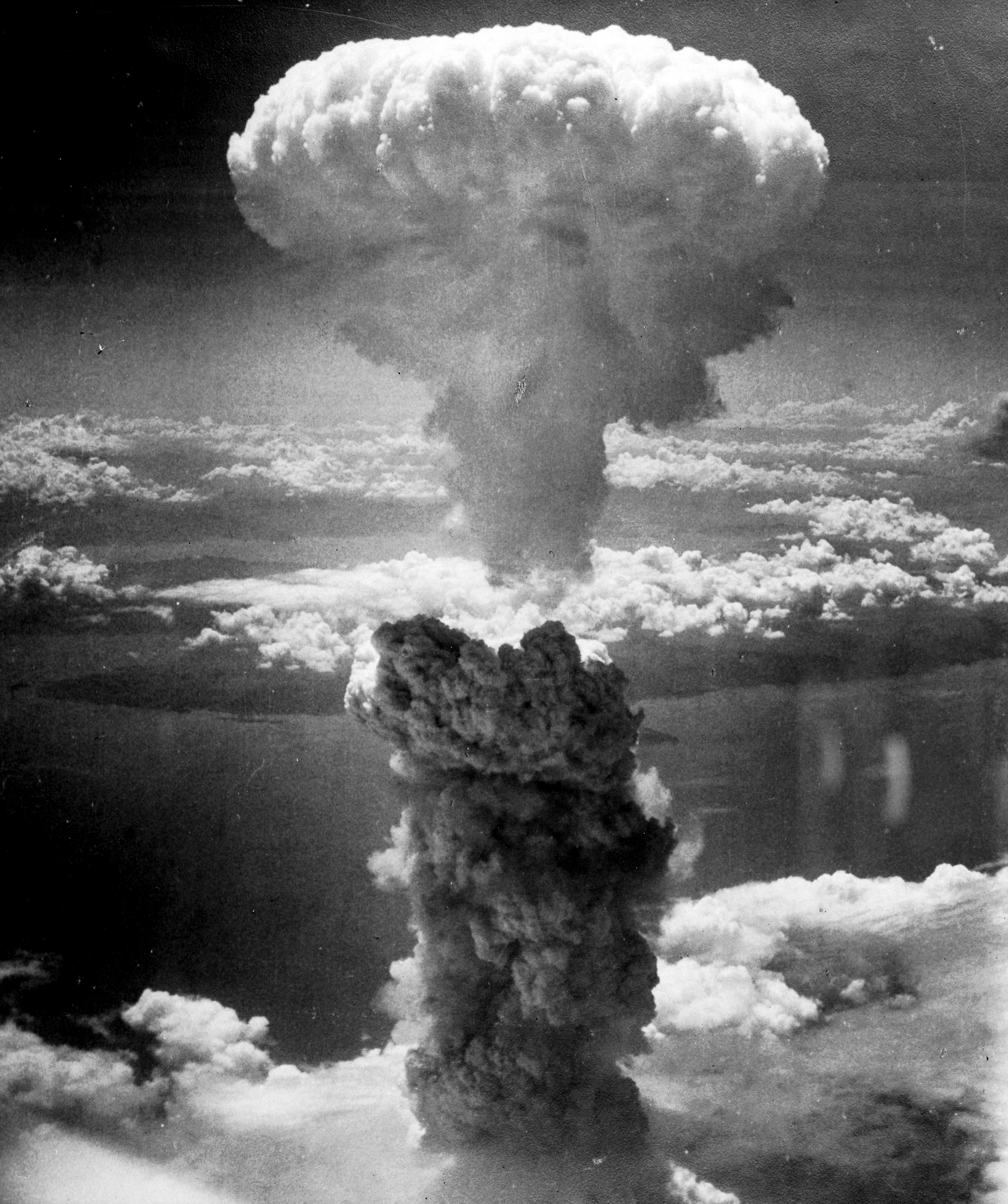
Il fungo nucleare su Nagasaki, 9 agosto 1945

A metà anni trenta il Giappone denunciò i trattati navali e si avvicinò alla Germania nazista e all'Italia fascista, che contestavano l'ordine mondiale di Versailles. Nel 1936-37 queste tre potenze si unirono nel patto anticomintern contro l'Unione Sovietica, elemento di preoccupazione per il Giappone e la sua politica continentale. Al confine con la Manciuria si erano verificati svariati incidenti, l'ultimo dei quali sfociò nella battaglia di Khalkhin Gol nel 1939, una vittoria sovietica che infranse la strategia detta hokushin-ron.
Il Giappone, affamato di materie prime per i crescenti impegni bellici e poi per i primi embarghi economici da parte di Stati Uniti, Impero britannico e Regno dei Paesi Bassi, iniziò una penetrazione economico-militare nel Sud-est asiatico, in ciò facilitato dai trionfi tedeschi in Europa. Diplomaticamente isolato e colpito da sanzioni che alimentarono una mentalità da assediato, il Giappone firmò con la Germania nazista e l'Italia fascista il patto tripartito, quindi tra il settembre 1940 e l'estate 1941 occupò l'Indocina francese: queste azioni furono giudicate inaccettabili dalle potenze anglosassoni che subito fermarono le vitali vendite di petrolio e numerosi altri materiali al Giappone, imitati dalle Indie orientali olandesi.
Il governo del principe Konoe cercò una soluzione diplomatica, ma non volle cedere nessuna delle conquiste effettuate dal 1931 ed era pressato dalle forze armate, specialmente dalla Marina imperiale per le calanti scorte di combustibili. Nell'ottobre 1941 si formò un nuovo esecutivo guidato dal generale Hideki Tōjō che, alla fine, dette ordine di procedere con l'attacco di Pearl Harbor e attuare i piani di espansione verso sud (nanshin-ron), già preparati durante il mandato di Konoe. Il 7 dicembre 1941 le portaerei sorpresero a Pearl Harbor la United States Navy e, contemporaneamente, scattarono le operazioni contro i possedimenti occidentali nel Pacifico; in pochi mesi l'Impero giapponese stabilì effettivamente una Sfera di co-prosperità della Grande Asia orientale e l'intero conflitto sino-nipponico confluì nella seconda guerra mondiale.
Inizialmente trionfante, il Giappone dovette segnare battute d'arresto con la battaglia del Mar dei Coralli (maggio 1942) e la battaglia delle Midway (giugno 1942); il punto di svolta fu la difficile campagna di Guadalcanal, vinta dagli Alleati nel febbraio 1943. Da allora, compresso su tutti i fronti, il Giappone perse progressivamente l'iniziativa militare e l'appoggio di quelle élite indigene che avevano accolto bene la cacciata degli ex padroni coloniali. Gravi disfatte navali come quella del Mare delle Filippine (giugno 1944) si sommarono a disastrose sconfitte in Birmania, nelle Filippine e all'incremento vertiginoso di crimini di guerra di ogni sorta.
Solo sul vasto fronte cinese il Giappone fu capace di mantenere le conquiste fino all'ultimo e anzi di passare alla controffensiva, pur senza cogliere decisivi successi strategici. Nel 1945 le battaglie di Iwo Jima e di Okinawa presagirono l'invasione statunitense delle isole metropolitane, per le quali si preparò una difesa all'ultimo sangue. Tuttavia i distruttivi bombardamenti strategici, il blocco navale, soprattutto i bombardamenti atomici di Hiroshima e Nagasaki e l'attacco in massa sovietico in Manciuria convinsero Hirohito e la dirigenza politico-militare ad accettare la dichiarazione di Potsdam. La resa del Giappone fu effettiva il 2 settembre 1945, suggellando la distruzione completa del paese e la sua subordinazione alle autorità d'occupazione statunitensi, rette dal generale Douglas MacArthur in qualità di Comandante supremo delle forze alleate (SCAP).

#### Il dopoguerra come potenza economica mondiale

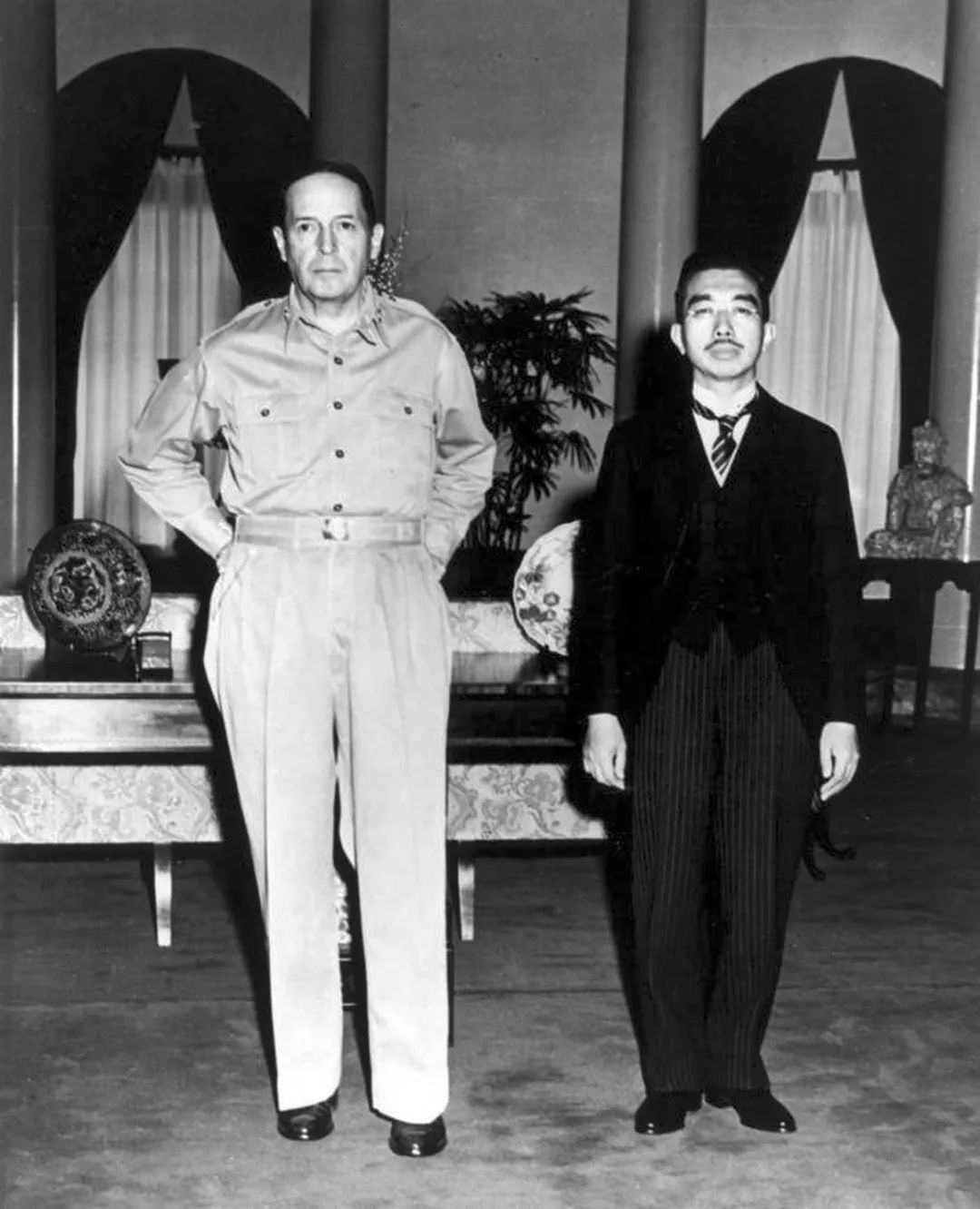
Il generale MacArthur e l'imperatore Hirohito si incontrarono poco dopo la fine della guerra

MacArthur godeva del pieno appoggio di Washington e di vasti poteri; incontrò anche di persona Hirohito ed ebbe quasi carta bianca per la democratizzazione, demilitarizzazione e deindustrializzazione del Giappone. Le forze armate imperiali furono smobilitate e sciolte, fu intrapresa una massiccia epurazione di istituzioni e burocrazia, ma l'impalcatura imperiale fu tenuta in essere e lo stesso Hirohito rimase sul trono, previa la negazione della sua natura divina; nel 1947 entrò in vigore una nuova Costituzione del Giappone, ispirata a quella statunitense che, oltre a inglobare i provvedimenti già attivati, garantì i diritti fondamentali, il suffragio universale, la parità dei sessi, separò lo Stato dallo shintoismo e dichiarò nell'articolo 9 la «rinuncia alla guerra come diritto sovrano della nazione».
Nel 1948 si concluse anche il controverso processo di Tokyo: infatti gli occupanti statunitensi fecero in modo di escludere sia Hirohito sia la famiglia imperiale dal procedimento (contro il parere anche di alcuni giapponesi) e, persino, insabbiarono la vicenda dell'Unità 731 in cambio dei risultati ottenuti dagli scienziati nipponici con anni di esperimenti su cavie umane. In ambito economico, già alla fine del 1945, iniziò lo smantellamento degli zaibatsu, la requisizione di macchinari e nel 1947 fu varata una legge antimonopolio. Fu poi introdotta una vasta riforma agraria che favorì i piccoli proprietari e altre norme riconobbero i diritti dei lavoratori, fecero rinascere i sindacati e, soprattutto, i partiti (nel 1940 erano tutti confluiti nel Taisei Yokusankai).
Tra le nuove formazioni si segnalarono il Partito democratico e il Partito liberale di Shigeru Yoshida che, nel 1955, li fuse in un Partito liberaldemocratico (PLD) che avrebbe monopolizzato l'esecutivo giapponese nei decenni successivi. Yoshida si allineò a un'opera di censura dello SCAP nell'ambito dell'istruzione e fu d'accordo con la proibizione di un grande sciopero previsto nell'aprile 1947, impedito da MacArthur perché capeggiato dal leader di sinistra Yashirō Ii.

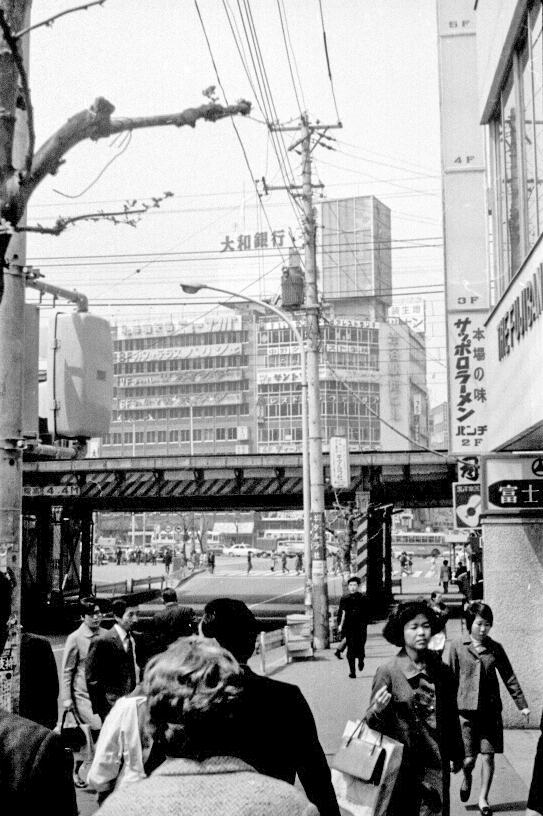
Uno scorcio di Tokyo negli anni settanta. In seguito al boom economico del secondo dopoguerra il Giappone divenne la terza potenza economica mondiale.

Proprio la paura del comunismo e l'inizio della guerra fredda fecero cambiare la politica giapponese degli Stati Uniti. MacArhtur fece modificare le leggi antimonopolio per ricostituire gli zaibatsu (visti come necessari e in seguito sostituiti dai keiretsu) e furono restituite le apparecchiature; arrivarono due miliardi di dollari di finanziamento e nacque un Ministero del commercio internazionale e dell'industria (MITI) per coordinare governo, imprese industriali e burocrazia e pilotare lo sviluppo economico. Altri fattori che favorirono il cosiddetto miracolo economico giapponese furono la guerra di Corea (con le necessità delle forze della coalizione) e la voglia di ricominciare della popolazione, pronta a sacrifici e usa a ordine, obbedienza, impegno sul lavoro. Tra 1950 e 1973 – grazie anche alla continuità politica – l'economia nipponica crebbe annualmente a una media del 10%, i salari triplicarono, il potere d'acquisto incrementò nettamente, la forza lavoro abbandonò in massa le campagne per soddisfare le richieste del secondario e del terziario, ci fu un'impennata nell'edilizia e nel saldo naturale. Alla vigilia della crisi petrolifera il Giappone era la terza potenza economica mondiale, leader nella produzione di navi, televisori e radio. Nel 1952, intanto, era tornato pienamente indipendente con il trattato di San Francisco ed era stato ammesso nell'ONU nel 1956.
La posizione geopolitica del paese nella guerra fredda, però, aveva comportato due importanti decisioni: un trattato di sicurezza con gli Stati Uniti, concluso nel 1951 e tramutato poi in un trattato di mutua cooperazione (1960), e la rinascita di forze armate nazionali dette Jieitai (1954), cui fu destinato, per consuetudine, non più dell'1% del PIL annuo. Questo allineamento militare con gli Stati Uniti non fu ben accolto della popolazione e, a inizio anni sessanta, si verificarono massicce contestazioni studentesche, a loro volta causa di smodate risposte dall'estrema destra. Il governo dovette poi fare i conti con le rivendicazioni dei lavoratori e talvolta con scioperi, dei quali due particolarmente gravi – quello della Nissan Motor nel 1953 (finito con l'istituzione dei sindacati d'impresa) e quello delle miniere di carbone di Miike, giustificato dalla decisione degli esecutivi di Nobusuke Kishi e Hayato Ikeda di rimpiazzare il carbone con il petrolio, in ultimo effettuata.
Nell'ottobre 1973 la crisi petrolifera, perciò, colpì duramente il Giappone che allora attingeva oltre il 90% del greggio di cui aveva bisogno proprio dal Medio Oriente; per la prima volta dal 1945 la crescita economica fu negativa. I governi Tanaka e Miki, assieme al MITI, adottarono rapidamente la delocalizzazione degli impianti industriali, la promozione del risparmio energetico e investimenti nei settori a basso consumo, che in un paio d'anni consentirono di superare la crisi. Nel 1975 il PIL riprese ad aumentare annualmente del 4%. Questa specie di "secondo miracolo" impressionò numerose nazioni occidentali ancora in difficoltà e generò anche sia risentimento, sia una versione economica di "pericolo giallo" che, ad esempio, suggerì al presidente Richard Nixon mosse protezionistiche contro Tokyo. In risposta il Giappone abbandonò il sistema aureo. Le tensioni con le altre potenze del blocco occidentale divennero tali che fu necessario regolare i tassi di cambio con l'accordo del Plaza (1985), che svalutò il dollaro statunitense. Ciononostante, lo yen acquisì maggiore solidità e le merci nipponiche continuarono a essere prevalenti sui mercanti americani.
La ricchezza del Giappone visse anzi un'impennata quando il governo decise, negli anni ottanta, di sollecitare la domanda interna concedendo in prestito grosse somme a bassissimo tasso d'interesse, garantite con i prezzi dei terreni. Si generò così una bolla speculativa che, per alcuni anni, rese quella giapponese l'economia più dinamica del pianeta. L'opinione pubblica del paese, pur rinnovando la fiducia al PLD e al ceto politico, denunciò comunque un uso non corretto della ricchezza nipponica che, per esempio, non era investita nel rinnovamento di gran parte delle infrastrutture in cattive condizioni. Altre problematiche riguardavano la corruzione (scandalo Lockheed, scandalo Recruit), la carenza di assistenza sanitaria, l'inquinamento, la quasi assenza di verde pubblico nelle grandi metropoli, l'uso della fossa biologica per oltre il 50% delle abitazioni private. In ambito estero persistevano i timori che il Giappone «stesse comprando il pianeta» e l'isteria fu tale da giustificare atteggiamenti razzisti o offensivi; in risposta, intellettuali e politici giapponesi nutrirono un rinato sentimento nazionalista che assunse tinte sempre più preoccupanti, esemplificate dalla visita al santuario Yasukuni che il primo ministro Yasuhiro Nakasone compì nel 1985 e dal revisionismo storiografico nel ministero dell'istruzione. Nel 1989, tuttavia, la morte di Hirohito a gennaio e lo scoppio della bolla in autunno a causa di un'inflazione galoppante posero fine a un'epoca.

#### Dalla crisi degli anni novanta al XXI secolo

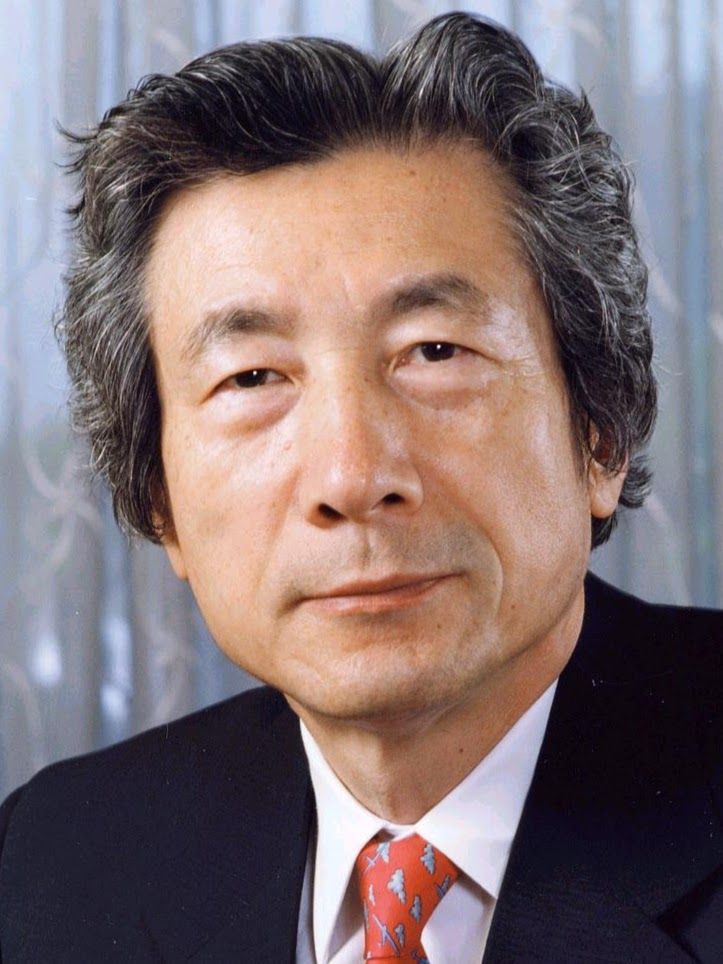
Jun'ichirō Koizumi, uno dei maggiori protagonisti della vita politica giapponese del dopoguerra

Il nuovo monarca, Akihito, iniziò a regnare in un momento estremamente difficile per il Giappone. La fine della bolla speculativa provocò un crollo verticale dell'economia che registrò cali anche dell'11%; potere d'acquisto e salari si contrassero e fu necessario chiamare dall'estero degli esperti per salvare decine di grandi ditte. La crisi fu uno schiaffo morale umiliante e smentì certezze quali il cosiddetto "impiego a vita", con licenziamenti in massa; tensioni e rancori con le altre potenze rientrarono rapidamente ma, d'altro canto, fu denunciato un aumento nella media annuale di suicidi e crimini tra la popolazione maschile. Neppure il potente PLD uscì incolume dai contraccolpi finanziari: nello stesso 1989 il primo ministro Noboru Takeshita, che aveva preso il posto di Nakasone nel 1988, dovette dimettersi per corruzione.
Il suo successore al governo e alla testa del partito fu del pari scalzato da uno scandalo e, perciò, una parte dell'elettorato si rivolse al Partito Socialista Giapponese che, alle elezioni anticipate del 1990, conquistò diversi seggi nella Dieta. Il PLD cercò di mantenersi al potere con Kiichi Miyazawa, peraltro già implicato nello scandalo Recruit: egli non fu capace di risollevare gli stipendi e il tenore di vita e nel 1993 dovette farsi da parte. Intanto il Partito Socialista, ribattezzatosi Partito Socialdemocratico, aveva animato una variegata alleanza all'opposizione che pose all'esecutivo Morihiro Hosokawa (Partito della rinascita); anch'egli, però, fu travolto da scandali e accuse.
La situazione fu sbloccata da una impensabile alleanza tra PSD e PLD che nel 1994 sfiduciò l'effimero esecutivo Hata, vinse le ennesime elezioni e costituì un governo guidato dal socialista Tomiichi Murayama. La stabilità raggiunta era però fragile e l'opinione pubblica condannò l'operato dei socialdemocratici tanto che, a nuove elezioni nel 1996, consegnò la maggioranza assoluta al PLD e al suo nuovo primo ministro; i conservatori erano così riusciti a tornare il partito più forte, mentre il PSD vide progressivamente calare i propri seggi. Il PLD continuava comunque a essere al centro di accuse, scandali e corruzioni e soltanto nell'aprile 2001 l'arrivo del riformista Jun'ichirō Koizumi segnò la ripresa di un governo stabile e duraturo. Sotto il suo mandato l'economia segnò una debole ripresa dell'1-2% annuo e nel 2004 la disoccupazione si stabilizzò al 5%.

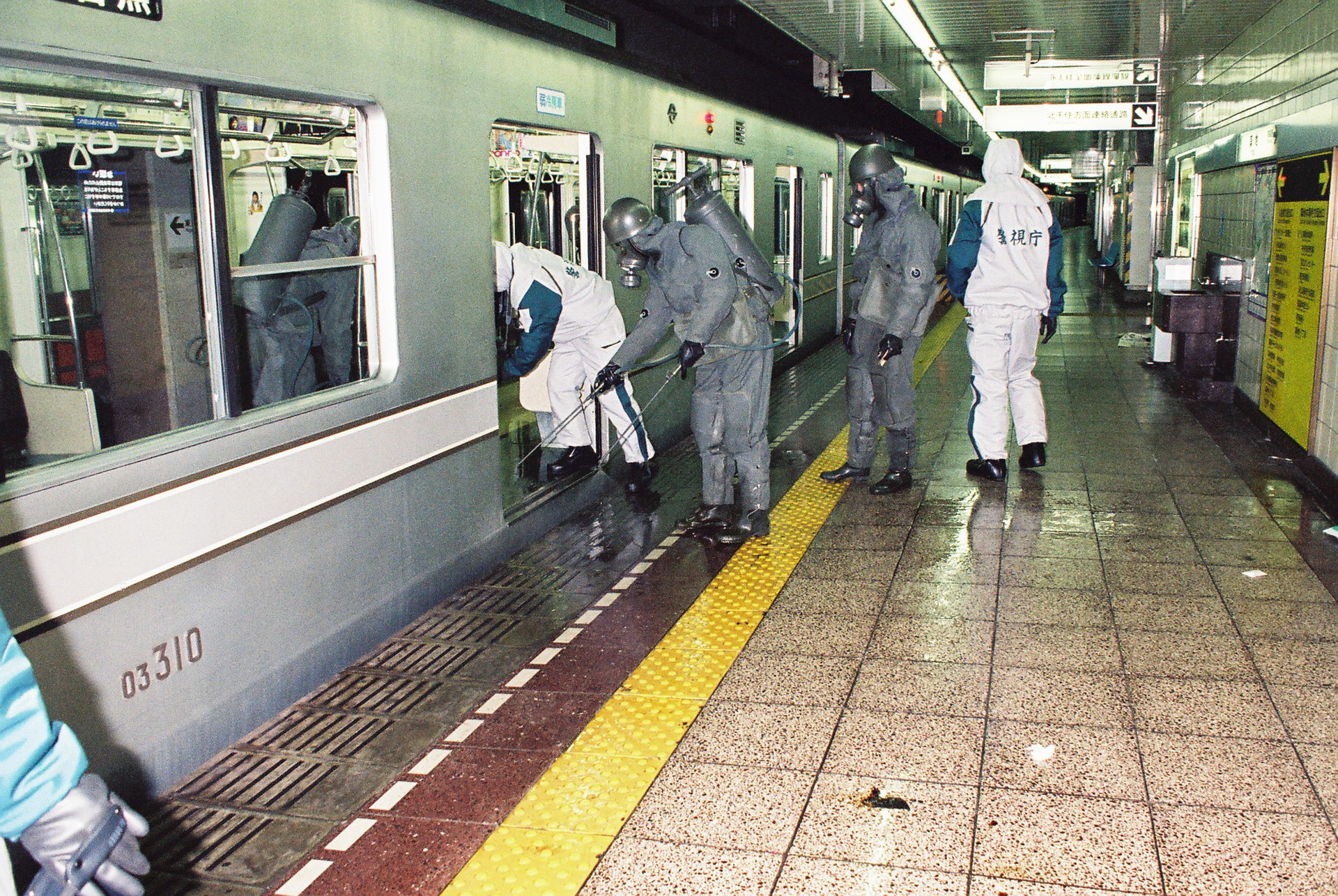
L'attentato alla metropolitana di Tokyo del 1995 fu il più sanguinoso atto di terrorismo nella storia del Giappone

In ogni caso gli anni novanta divennero il "decennio perduto" anche per una generale ansia tra la popolazione: indebolimento delle tradizioni e dell'etica, frammentazione del nucleo familiare, paura e insicurezza sia per tracollo finanziario sia per atti terroristici impressionanti. Il senso diffuso di sconfitta, di aver sprecato i sacrifici compiuti sin dagli anni cinquanta, si amalgamò alla presa di coscienza della dilagante corruzione della classe politica: perciò nei convulsi cambiamenti a cavallo tra XX e XXI secolo l'affluenza alle urne calò decisamente (appena il 27% degli aventi diritto votò nel novembre 2003). L'indebolimento economico esacerbò anche il problema dell'invecchiamento della popolazione, in termini di strutture, sanità e pensioni; un senso di disgregazione sociale rafforzò anche il fenomeno degli hikikomori.
L'esecutivo Koizumi rispose con nuove norme su assicurazioni mediche per gli anziani, abbracciò la decentralizzazione e la privatizzazione per tagliare la spesa pubblica, nel 2002 introdusse "zone speciali" che potevano derogare entro un certo limite dalle leggi e, così, facilitare la ripresa economica. Pochi cambiamenti, invece, si verificarono nell'atteggiamento del Giappone verso il proprio passato imperialista; alla morte di Hirohito non ci furono in pratica dichiarazioni ufficiali e, al contrario, Koizumi rinnovò le visite al tempio Yasukuni in qualità di capo di Stato. In ambito internazionale Koizumi rafforzò la collaborazione politico-militare con Washington dopo un peggioramento delle relazioni con la Corea del Nord, al punto da inviare effettivi della Jieitai in Iraq e portando in auge la questione dell'articolo 9.

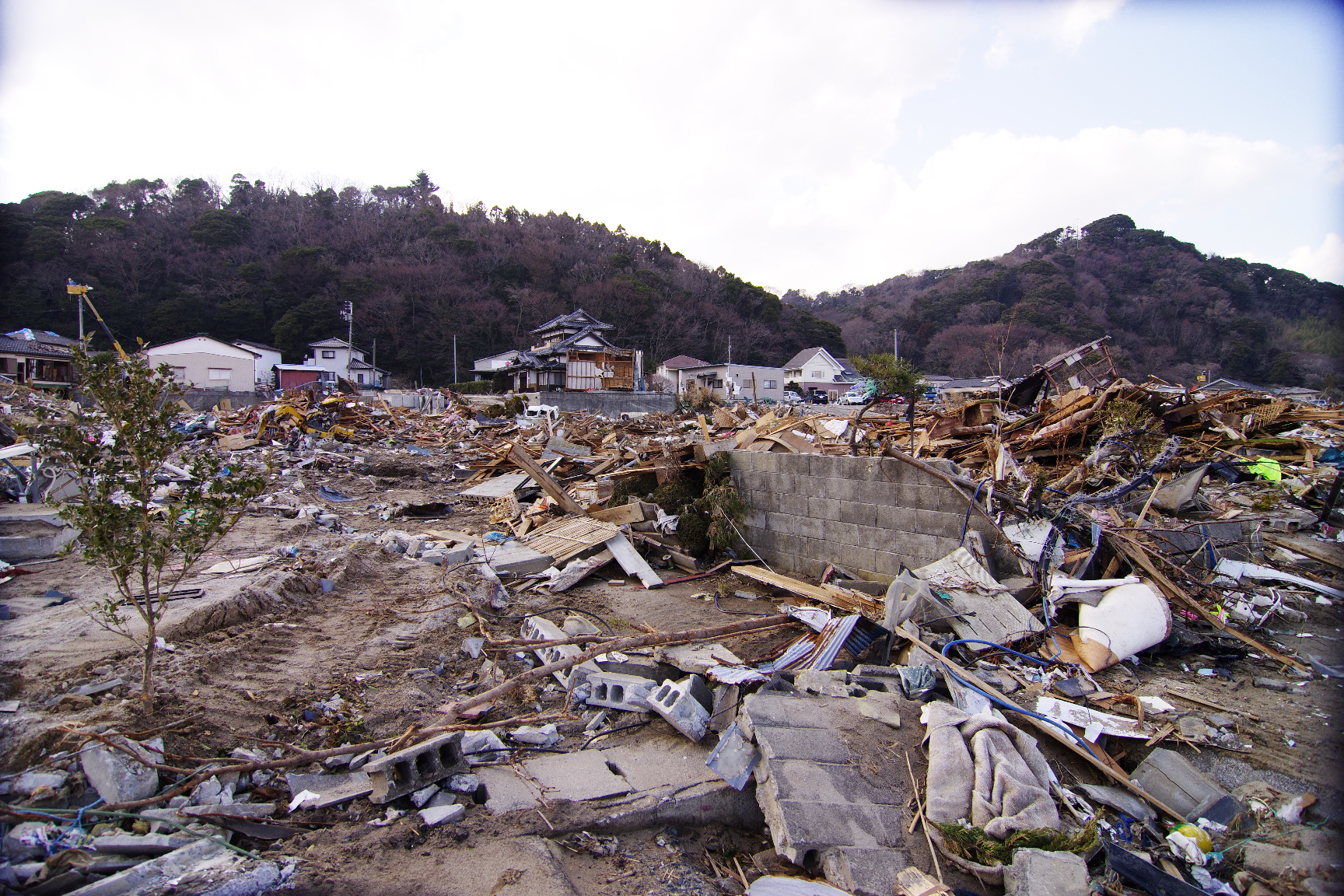
La città di Iwaki dopo il terremoto e maremoto del Tōhoku

La prolungata fase di recessione costò al Giappone il posto di seconda economia mondiale in favore della Cina e diede inizio a grandi cambiamenti nel tessuto politico. Nel 2009 la disfatta del PLD dopo decenni di egemonia, causata principalmente dall'incapacità dei governi Fukuda e Asō di fronteggiare le ricadute economiche della crisi mondiale di fine anni duemila, permise a Yukio Hatoyama di insediarsi come primo ministro a capo di una coalizione formata da Partito Democratico, Partito Socialdemocratico e Nuovo partito del popolo. Travolto dalle polemiche riguardanti il mantenimento delle basi militari statunitense a Okinawa e da uno scandalo sui finanziamenti ai partiti, Hatoyama fu tuttavia costretto a dimettersi ad appena nove mesi dal suo insediamento. Dopo minimi segnali di ripresa sotto il breve governo Kan, la situazione economica fu ulteriormente aggravata dal terremoto e maremoto del Tōhoku del 2011 e dal conseguente disastro nucleare di Fukushima Dai-ichi che provocarono 18 500 tra morti e dispersi.
Di conseguenza le autorità rinunciarono parzialmente al nucleare, ricorrendo alle importazioni per soddisfare il fabbisogno energetico del paese. Nell'agosto dello stesso anno Yoshihiko Noda successe al dimissionario Kan come nuovo primo ministro, il sesto in appena cinque anni; esperto di finanza e gradito alle alte sfere industriali, si propose di aumentare al 10% la tassa sui consumi entro il 2015 (in seguito posticipato al 2019), ma dovette scendere a compromessi con l'opposizione e promettere di tornare al voto. Inoltre, contrariamente alle sue iniziali intenzioni, non riuscì a trovare soluzioni alternative alla dipendenza del paese all'energia nucleare. Così il PLD vinse le successive elezioni del 2012 e il primo ministro Shinzō Abe, già al capo del governo nel biennio 2006-2007, intraprese una serie di iniziative molto ambiziose per rivitalizzare l'economia nazionale (la cosiddetta Abenomics), i cui benefici sono tuttavia ancora di difficile interpretazione.
Il 30 aprile 2019 si è concluso il periodo Heisei: iniziato l'8 gennaio 1989 con l'ascesa al trono dell'imperatore Akihito si conclude con la sua abdicazione (la prima in oltre 200 anni) e l'incoronazione del figlio Naruhito: è iniziato così il periodo Reiwa.

## Geografia

### Posizione e conformazione

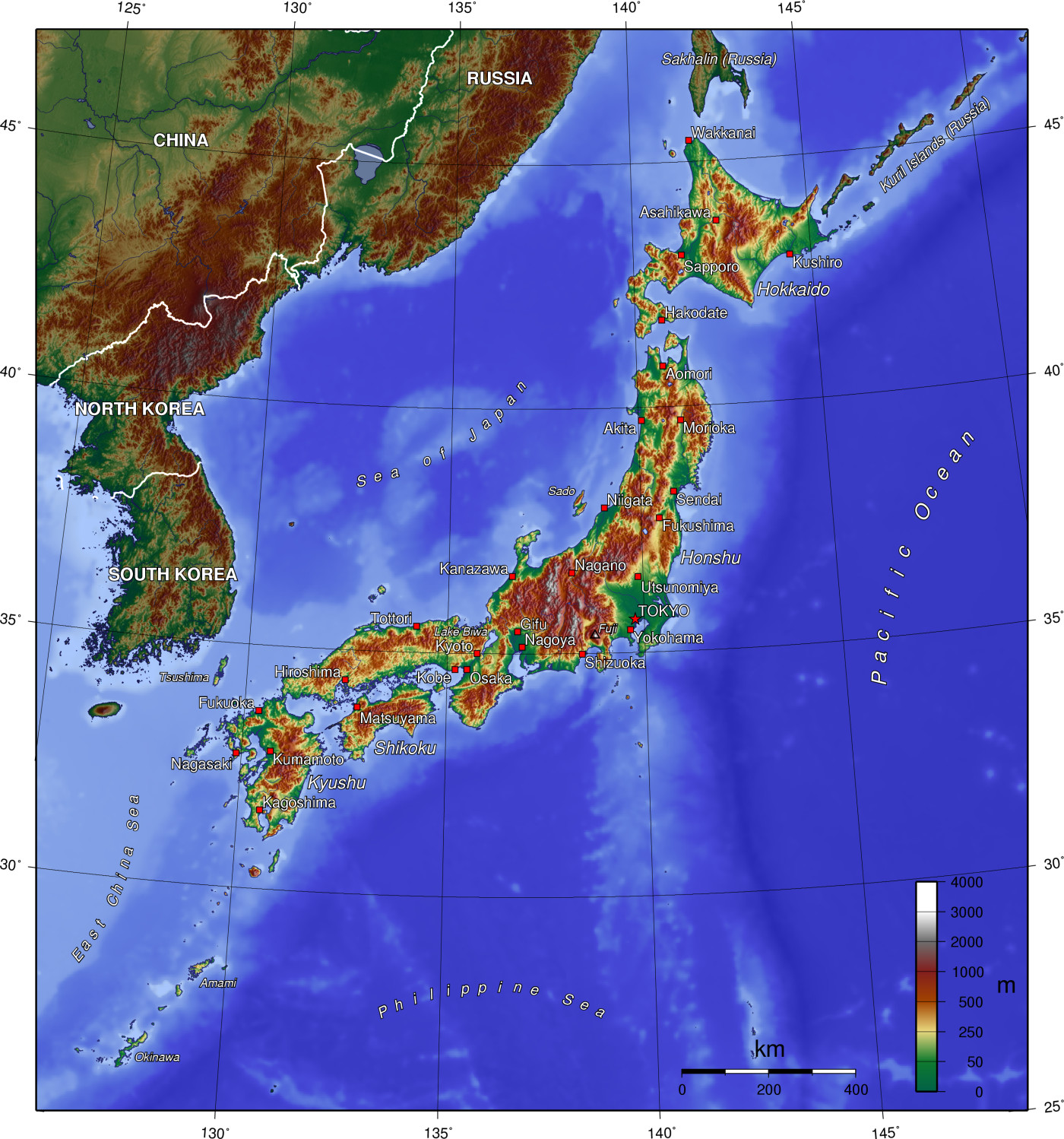
Mappa topografica del Giappone

Il Giappone si trova lungo le coste dell'Asia nord-orientale ed è formato da quattro isole principali: Hokkaidō, Honshū, Shikoku e Kyūshū, disposte da nord-est a sud-ovest a guisa di mezzaluna; a sud-ovest di Kyūshū si trova anche Okinawa, la maggiore dell'arcipelago Ryūkyū. Il paese si estende tra i 20° e i 45° di latitudine, 123° e 154° gradi longitudine est comprese le altre 6 847 piccole isole e ha una superficie totale di 377974 km². I confini con le altre nazioni sono tutti marittimi: a ovest è separato da Cina, Corea e Russia dal Mar del Giappone, a nord il Mare di Ochotsk lo divide dalla Russia, a est si trova l'Oceano Pacifico e a sud il Mar Cinese Orientale lo separa dalla Cina e da Taiwan.
La tettonica delle placche ha grande influenza sul paese, poiché il Giappone si trova proprio in un'area geologica relativamente giovane che, a sua volta, fa parte della cosiddetta cintura di fuoco del Pacifico: sono pertanto frequenti i terremoti anche distruttivi, i maremoti (tsunami) e sono stati conteggiati circa 200 vulcani quaternari, numerosi dei quali sono attivi. Di conseguenza il territorio ha un aspetto ondulato ed è occupato in gran parte dalle Alpi giapponesi, spesso ripide e ricoperte di foreste, caratterizzate da una serie intricata di gole, burroni, altipiani, valli. La vetta più alta è il Fuji (3 776 metri) e le poche grandi pianure costiere sono delimitate da una serie di colline che le separano dalle catene montuose vere e proprie. Al 2015 il 67,2% del territorio (254000 km²) era collinare e/o boschivo, soltanto il 19,3% della superficie nazionale risultava essere antropizzato e poco meno dell'11% era dedicato a un'intensiva agricoltura.

### Idrografia
La conformazione oro-morfologica delle principali isole ha fatto sì che i grandi corsi d'acqua giapponesi siano pochi, relativamente brevi e a regime torrentizio, perciò soggetti a cambiamenti di portata e profondità anche rilevanti. I più importanti sono concentrati sull'isola di Honshū: Shinano (367 km, il più esteso nella nazione), Tone (322 km), Kitakami (249 km), Abukuma (239 km), Kiso e Mogami (229 km), Tenryū (213 km) e Agano (210 km). Sull'isola di Hokkaidō scorrono lo Ishikari, con un letto di 268 km che ne fa il terzo fiume del Giappone, e il Teshio lungo 256 km. Al contrario il Giappone è punteggiato da laghi, tutti di origine vulcanica o glaciale; il più esteso e importante per la cultura nipponica è il lago Biwa, situato a est di Kyoto e con una superficie totale di 669,3 km², seguito dal Kasumigaura (168,1 km²) a oriente della capitale. Il lago Saroma, terzo per estensione con i suoi 151,3 km², è situato sulla costa settentrionale di Hokkaidō.

### Clima

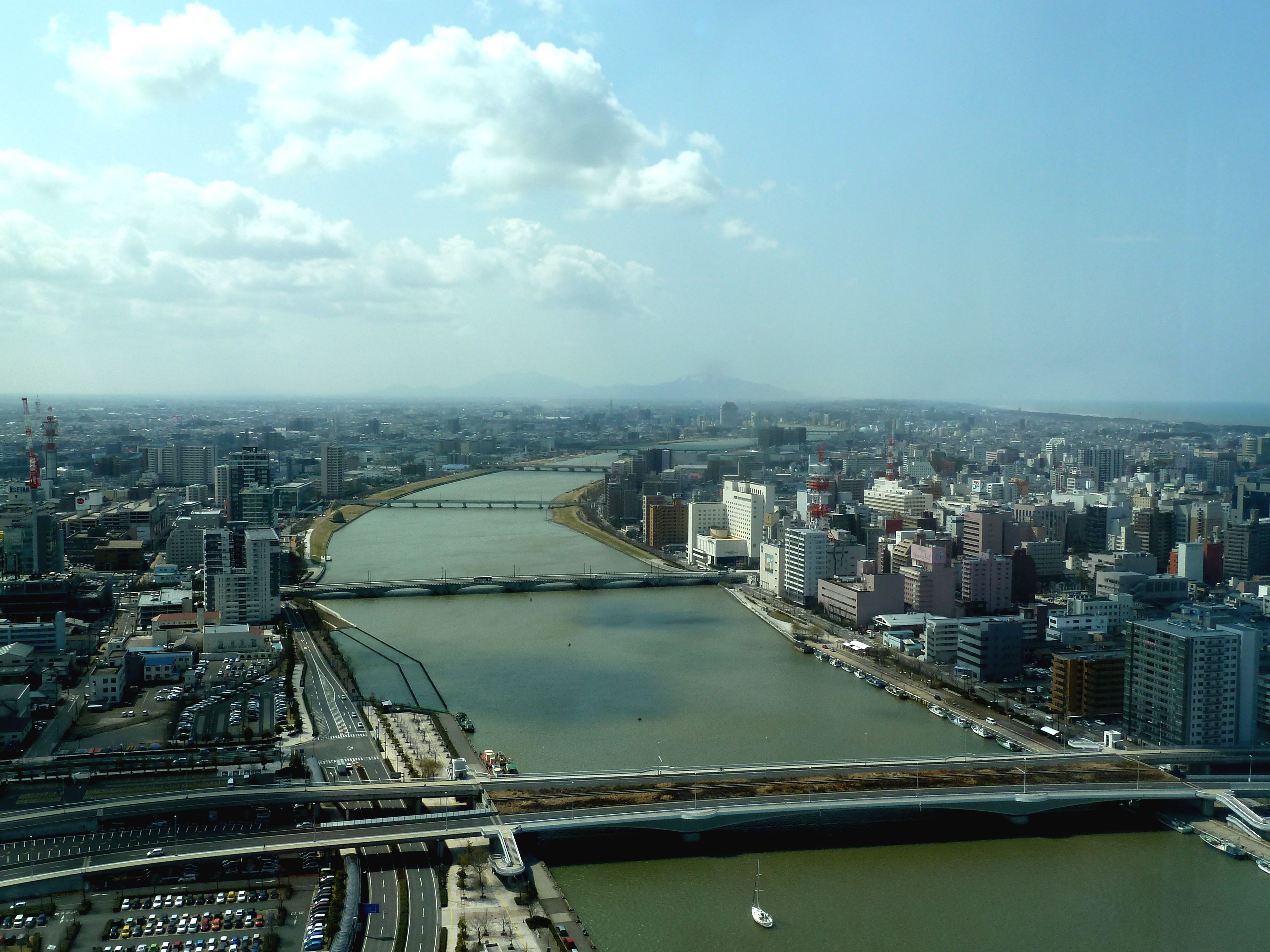
Vista aerea del fiume Shinano

Lo sviluppo in latitudine del Giappone fa sì che le temperature nazionali siano abbastanza variegate: dalla regione di Sapporo, dove la massima e la minima medie sono rispettivamente 12,9° e 5,3°, si arriva a Naha che presenta una media massima di 25,7° e una minima di 20,8°. Le grandi differenze sono dovute anche alla vicinanza con l'Asia.
Durante l'inverno la massa continentale è causa di alta pressione e venti freddi spirano lungo le coste del Mar del Giappone: lungo le coste occidentali del paese si registrano perciò basse temperature e non sono rare le nevicate; la presenza delle catene montuose, orientate secondo un asse nord-sud, fa sì che sulle coste orientali nipponiche il clima sia invece poco piovoso e relativamente secco. In estate, invece, l'Asia è interessata da bassa pressione che attira i venti da sud (che sono quelli che provocano i cicloni tropicali) e quelli settentrionali. Si verificano così le condizioni inverse, poiché sul versante pacifico si hanno alte temperature ed elevata umidità, mentre nel bacino del Mar del Giappone l'intensità delle precipitazioni cala drasticamente e si abbassano le temperature.
Tali eventi atmosferici sono rafforzati da due importanti correnti oceaniche. La Kuroshio, calda e proveniente dall'oceano Pacifico, lambisce soprattutto l'isola di Kyūshū e le propaggini meridionali di Honshū e mitiga l'influenza dei venti polari; invece la Oyashio, fredda, discende dalle isole Curili e scherma soprattutto Hokkaidō dal caldo tropicale. Generalmente, dunque, sono state individuate due macroaree climatiche: una centro-settentrionale a regime temperato, pur con inverni lunghi e freddi a Hokkaidō, e una centro-meridionale decisamente più calda, con zone subtropicali nella fascia più a sud (specie le isole Ryūkyū). Queste condizioni spiegano le precipitazioni, che nelle regioni meridionali possono arrivare anche a 2600 mm mentre, a nord, si aggirano al massimo sui 1000 mm. La prefettura di Tokyo si attesta a 1529 mm di pioggia annui, con temperature medie di 19,8° e 11,6°.

## Società

### Evoluzione demografica

Una famiglia giapponese

La popolazione giapponese ha vissuto una crescita continua dall'inizio del periodo Meiji, appena rallentata dai gravi eventi degli anni trenta e quaranta, e solitamente il tasso d'incremento calcolato su base quinquennale si è mantenuto attorno all'1%. La soglia dei 100 milioni è stata superata poco dopo il 1965 e la popolazione ha toccato il picco massimo di 128 057 000 nel 2010; intanto, però, il tasso d'incremento era decisamente diminuito e nel corso del 2005 era andato sotto lo zero. Perciò dagli anni dieci del XXI secolo si è registrata una tendenza inversa e, al 2018, gli abitanti censiti erano circa 126 433 000 per un saldo negativo del -0,21%, pur restando il Giappone 11º nella classifica degli Stati per popolazione. La composizione interna si è modificata nei decenni perché, se nel 1950 (anno in cui il Giappone cominciò a riprendersi dalla seconda guerra mondiale) appena il 4,9% degli abitanti aveva 65 o più anni d'età, nel 2018 gli ultrasessantacinquenni ammontavano al 28,1% (cioè 35,58 milioni), soltanto il 12,2% dei giapponesi aveva 15 anni o meno e il saldo demografico è stato pari a -3,6%.
L'aumento demografico accoppiato alla geografia del paese ha generato una forte densità di popolazione che, nel 2018, era in media di 341 ab./km²: dalla minima registrata a Hokkaidō (73 ab./km²) si arrivava ai 5000 ab./km² nella pianura del Kantō; la sola area metropolitana di Tokyo arrivava a ben 6169 ab./km². D'altronde in Giappone il 51,9% della popolazione totale vive nelle prime tre grandi aree metropolitane (Kantō, Chūkyō, Kansai) estese su una superficie totale di poco più di 33900 km² e, al 2000, quasi l'80% degli abitanti aveva dimora in città – numerosi, infatti, sono i centri con meno di 300 000 abitanti. Proiezioni demografiche rese note nel 2017, comunque, suggeriscono che la popolazione diminuirà a circa 111 milioni nel 2040 e a 93 milioni circa nel 2050, con un parallelo aumento al 38,1% degli anziani. Queste ipotesi si basano su una serie di constatazioni: l'aumento vertiginoso delle famiglie formate da un'unica persona (dal 27,6% al 34,6% nel periodo 2000-2015), il continuo saldo negativo, la costante diminuzione del tasso di fecondità totale (appena 1,26 figli per donna nel 2005, un poco ripresosi a 1,42 nel 2018), il quasi dimezzamento dei matrimoni (più di 1 milione nel 1970) e l'innalzamento dell'età media nel contrarli. Tale peculiare situazione si deve anche alla straordinaria speranza di vita, pari a 81 anni per gli uomini e a 87 per le donne al 2017, e al tasso di mortalità infantile di appena 1,9.

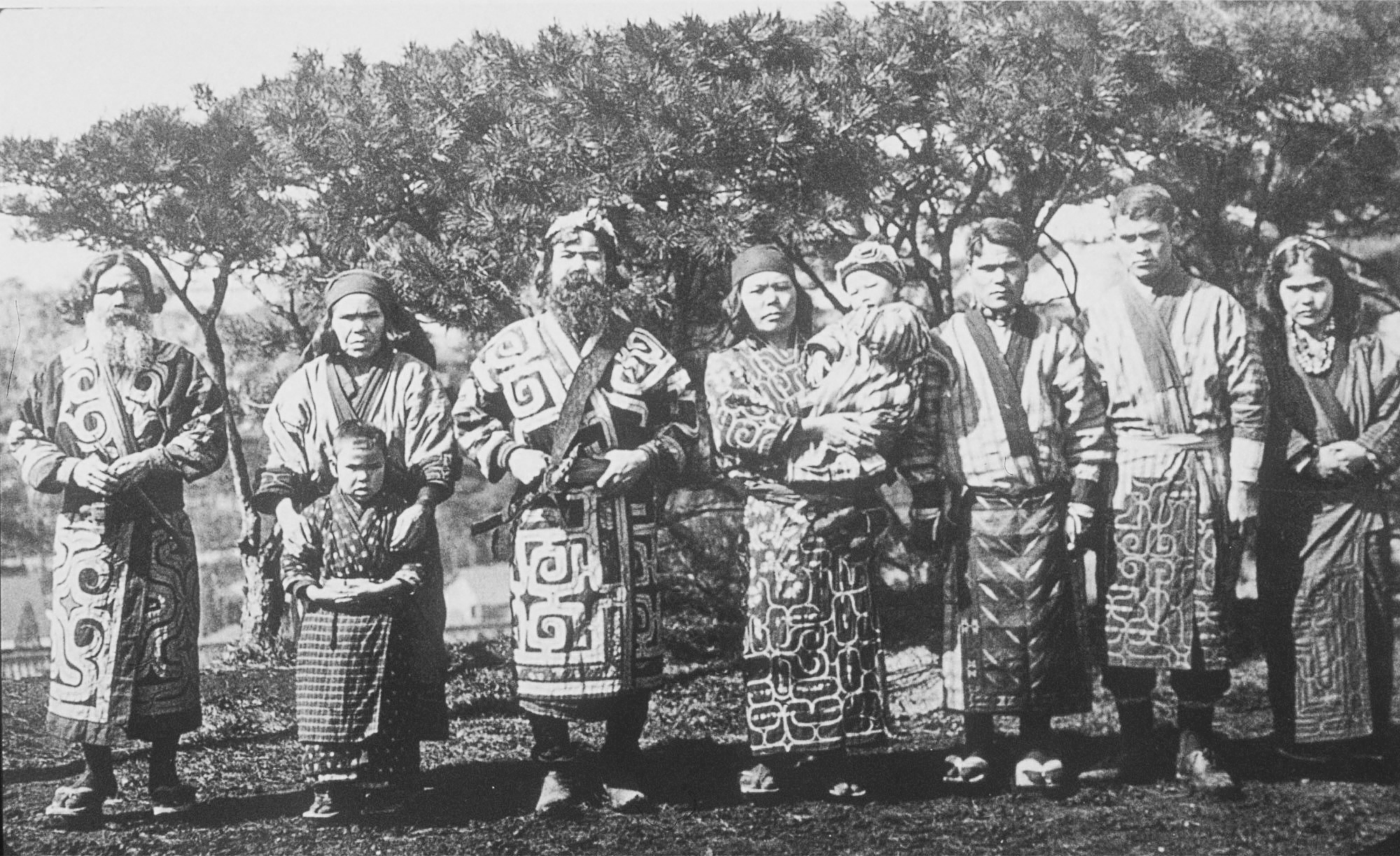
Ainu, una minoranza etnica del Giappone

Il 98,5% della popolazione è formato da cittadini di etnia giapponese, il resto da lavoratori stranieri coreani zainichi, cinesi zainichi, filippini, brasiliani per lo più di origine giapponese e peruviani anch'essi di origine giapponese fanno parte dei piccoli gruppi di minoranza presenti in Giappone.
L'etnia dominante è l'autoctono popolo Yamato; altri gruppi minoritari principali includono gli indigeni Ainu e i Ryukyuani, così come gruppi minoritari sociali quali i burakumin. Nelle Isole Ogasawara vivono gruppi di persone di diverse origini etniche e un decimo della popolazione ha origini europee, americane, micronesiane o polinesiane. La popolazione del Giappone è sostanzialmente etnicamente omogenea (nel 2009, i nati all'estero non naturalizzati costituivano solo l'1,7% della popolazione totale) e gli stessi giapponesi tendono a preservare l'idea del Giappone come una società monoculturale respingendo ogni necessità di riconoscere le differenze etniche in Giappone, benché tali richieste vengano inoltrate dalle stesse minoranze etniche degli Ainu e della gente Ryūkyū. L'ex primo ministro giapponese Tarō Asō ha una volta descritto il Giappone come una nazione di «una razza, una civiltà, una lingua e una cultura».
Per far fronte a questo problema sono state intraprese campagne di sensibilizzazione in favore dell'immigrazione e incentivi per le nascite, in modo da contrastare l'invecchiamento della popolazione della nazione. Inoltre il Giappone naturalizza circa 15 000 nuovi cittadini giapponesi all'anno.

### Religione

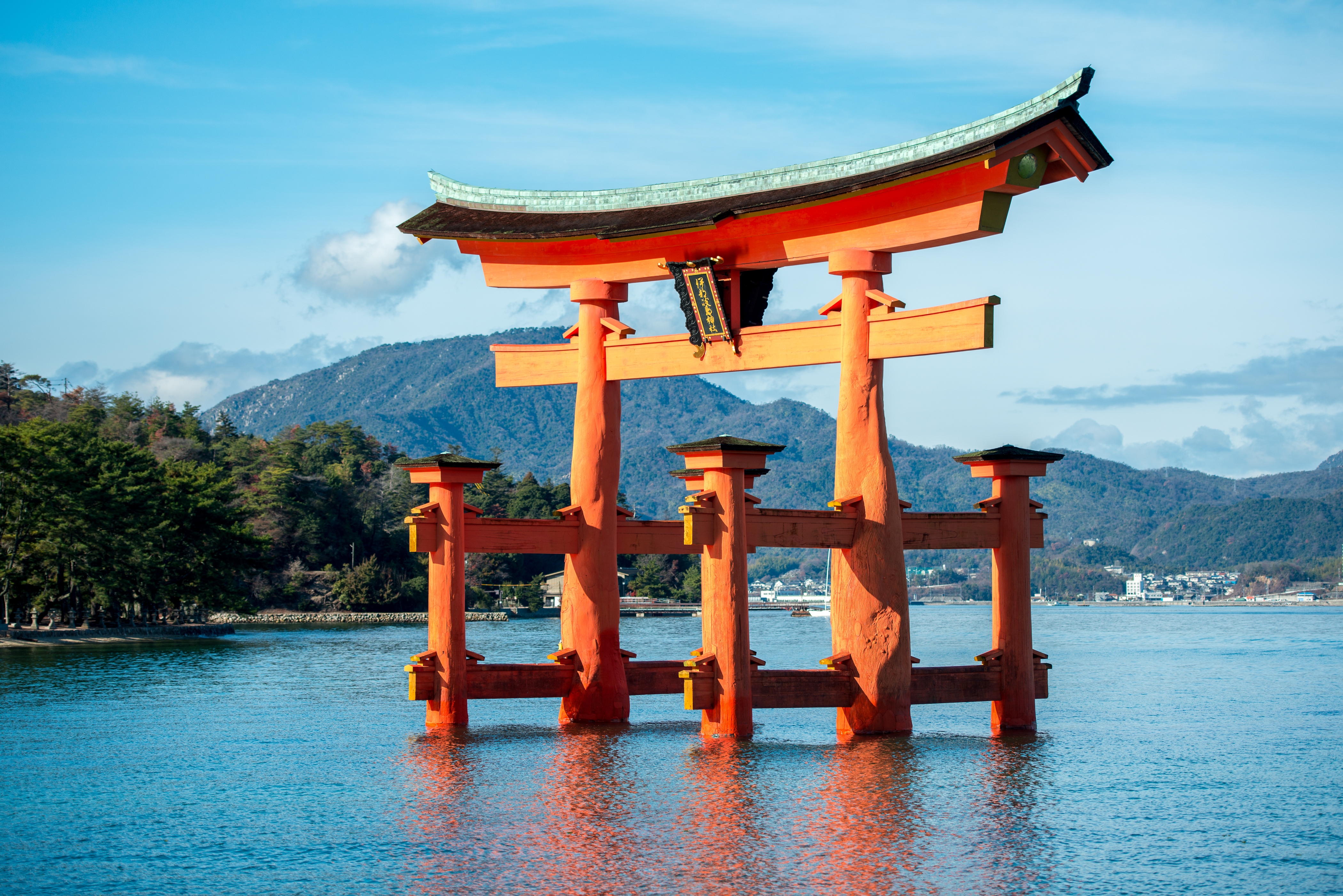
Torii (il portale tradizionale dei templi shintoisti) del santuario di Itsukushima

Il Giappone gode di una piena libertà religiosa ai sensi dell'articolo 20 della sua Costituzione. Secondo una ricerca del 2011 il 22% della popolazione giapponese segue la religione buddista. Secondo un'altra ricerca del 2008 si definiva buddista il 34% dei Giapponesi. Tra il 49% e il 67%, la popolazione giapponese non riferisce una affiliazione a una religione organizzata. Di fatto, la grande maggioranza della popolazione è legata a locali santuari e culti shintoisti e una larga fetta pratica un sincretismo di shintoismo e buddismo. Tra le minoranze religiose vi sono l'islam, l'induismo, l'ebraismo, il cristianesimo (il quale viene praticato da meno dell'1% della popolazione giapponese). Infine, a partire dalla metà del XIX secolo, numerosi nuovi movimenti religiosi sono emersi in Giappone.

### Lingue e dialetti

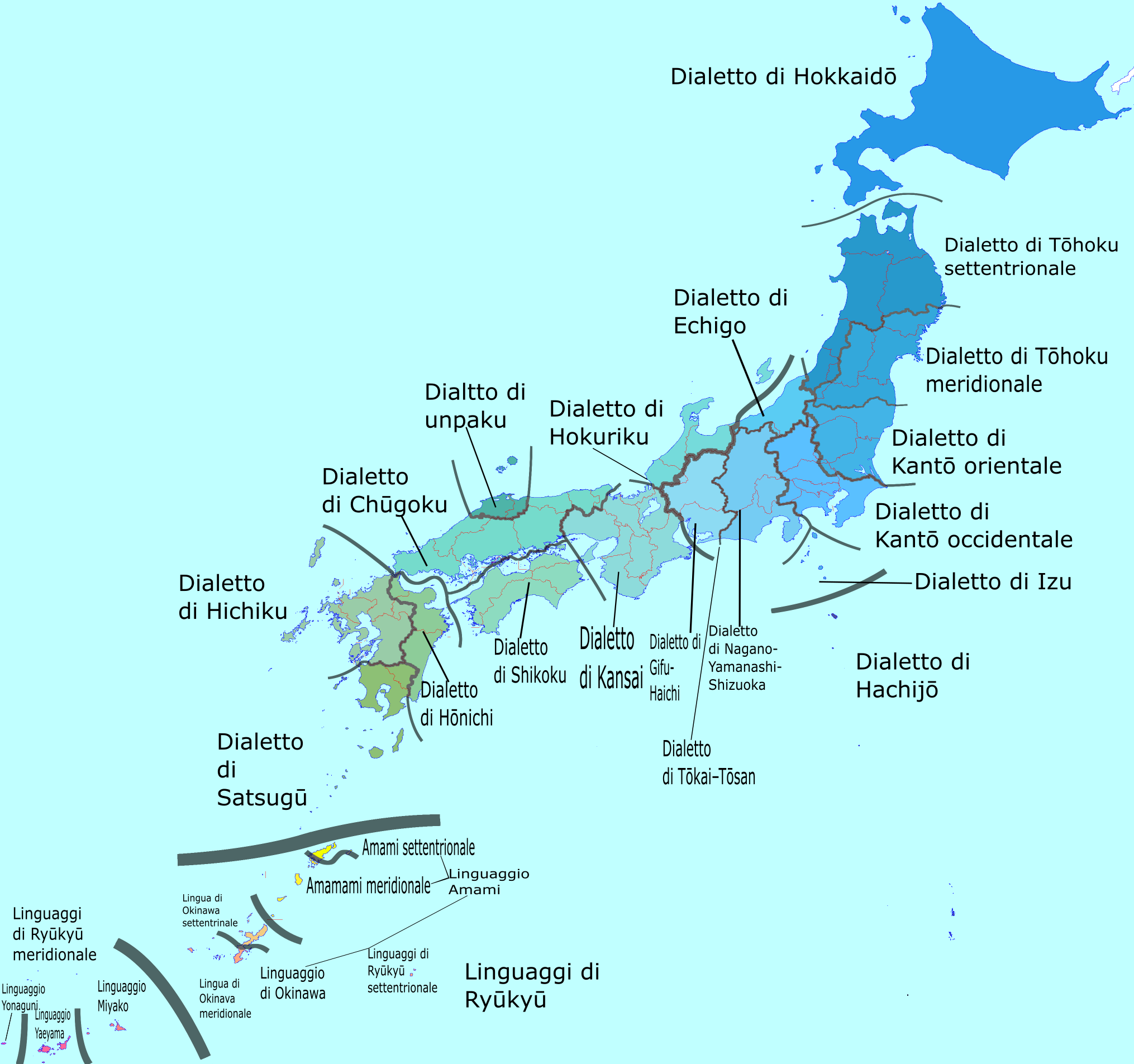
Distribuzione dei dialetti e dei linguaggi giapponesi

Più del 99% della popolazione parla giapponese come prima lingua. Il giapponese è una lingua agglutinante caratterizzata dalla presenza di un sistema di onorifici che riflettono la natura gerarchica della società giapponese, con forme verbali e un particolare vocabolario indicante lo stato sociale di chi parla e di chi ascolta. Il sistema di scrittura giapponese utilizza i kanji (caratteri cinesi) e due serie di kana (alfabeti sillabici basati sui caratteri cinesi semplificati), così come l'alfabeto latino e i numeri arabi.
Oltre il giapponese, le lingue ryukyuane, facenti parte della famiglia delle lingue nipponiche, continuano a essere usate a Okinawa, mentre la lingua ainu, che non ha alcuna relazione dimostrata con la lingua giapponese o qualsiasi altra lingua, è quasi scomparsa, utilizzata solamente da pochi anziani nativi a Hokkaido. Tutte le scuole pubbliche e private richiedono agli studenti di seguire corsi sia in giapponese sia in inglese.

## Politica
L'attuale sistema elettorale è stato approvato nel 1993 e modificato marginalmente prima delle elezioni del 2000. I governi giapponesi durano in media sedici mesi: ve ne sono stati 42 dal novembre 1955 al 2012 e addirittura 8 dal maggio 1947 al novembre 1955 (si è trattato in genere di governi di minoranza). Vi sono stati anche primi ministri che hanno presieduto più governi: Eisaku Satō è restato in carica per quasi 8 anni dal novembre 1964; più recentemente Jun'ichirō Koizumi ha guidato l'esecutivo per più di cinque anni dall'aprile 2001.
In Giappone vi sono oggi due principali partiti e numerosi altri minori ed è consuetudine che il segretario o presidente del partito di maggioranza diventi primo ministro. Il principale è il Partito Liberal Democratico (PLD) di tendenza conservatrice. Altri partiti importanti sono il Partito Costituzionale Democratico Giapponese e quelli Socialista e Comunista. In particolare il Partito Liberal Democratico ha governato ininterrottamente dal 1946 al 2009, riscuotendo sempre un grande consenso dal popolo.

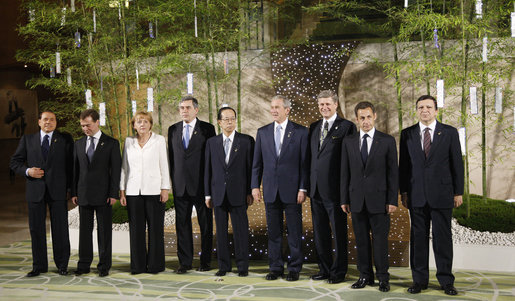
L'allora primo ministro Yasuo Fukuda rappresenta il Giappone al 34º G8, tenutosi a Hokkaidō nel 2008

Il Giappone è un membro del G8, dell'Asia-Pacific Economic Cooperation e dell'ASEAN Plus Three con ruolo di coordinatore nell'area di libero scambio dell'ASEAN, partecipando inoltre al Vertice dell'Asia orientale. Nel marzo 2007 ha siglato un patto di sicurezza con l'Australia, e nell'ottobre 2008 ne ha siglato un altro con l'India.
In seguito alla sconfitta del Giappone nella seconda guerra mondiale e alla successiva occupazione statunitense, il Giappone e gli Stati Uniti sono legati da solide relazioni economiche e militari.
Stato membro dell'ONU dal 1956, il Giappone ha servito anche come membro non permanente del Consiglio di sicurezza delle Nazioni Unite per un totale di 20 anni, più di recente nel 2009 e nel 2010. Fa inoltre parte della coalizione denominata G4 (India, Germania, Giappone e Brasile).
Ci sono tuttora svariate dispute aperte con le nazioni vicine relative al controllo di determinate isole, solitamente concernenti interessi di tipo economico (estrazione di petrolio o gas naturale), tra le quali le isole Curili con la Russia, le rocce di Liancourt con la Corea del Sud, le isole Senkaku con Cina e Taiwan e la disputa con la stessa Cina per quanto concerne l'amministrazione economica dell'isola di Okinotorishima. Ultimamente poi i rapporti con la Corea del Nord sono nuovamente degenerati in seguito agli esperimenti nucleari di quest'ultima. A metà febbraio 2007 il governo giapponese ha messo in orbita due satelliti-spia militari per la sorveglianza dallo spazio della regione, con particolare attenzione alla penisola coreana.

### Ordinamento dello Stato

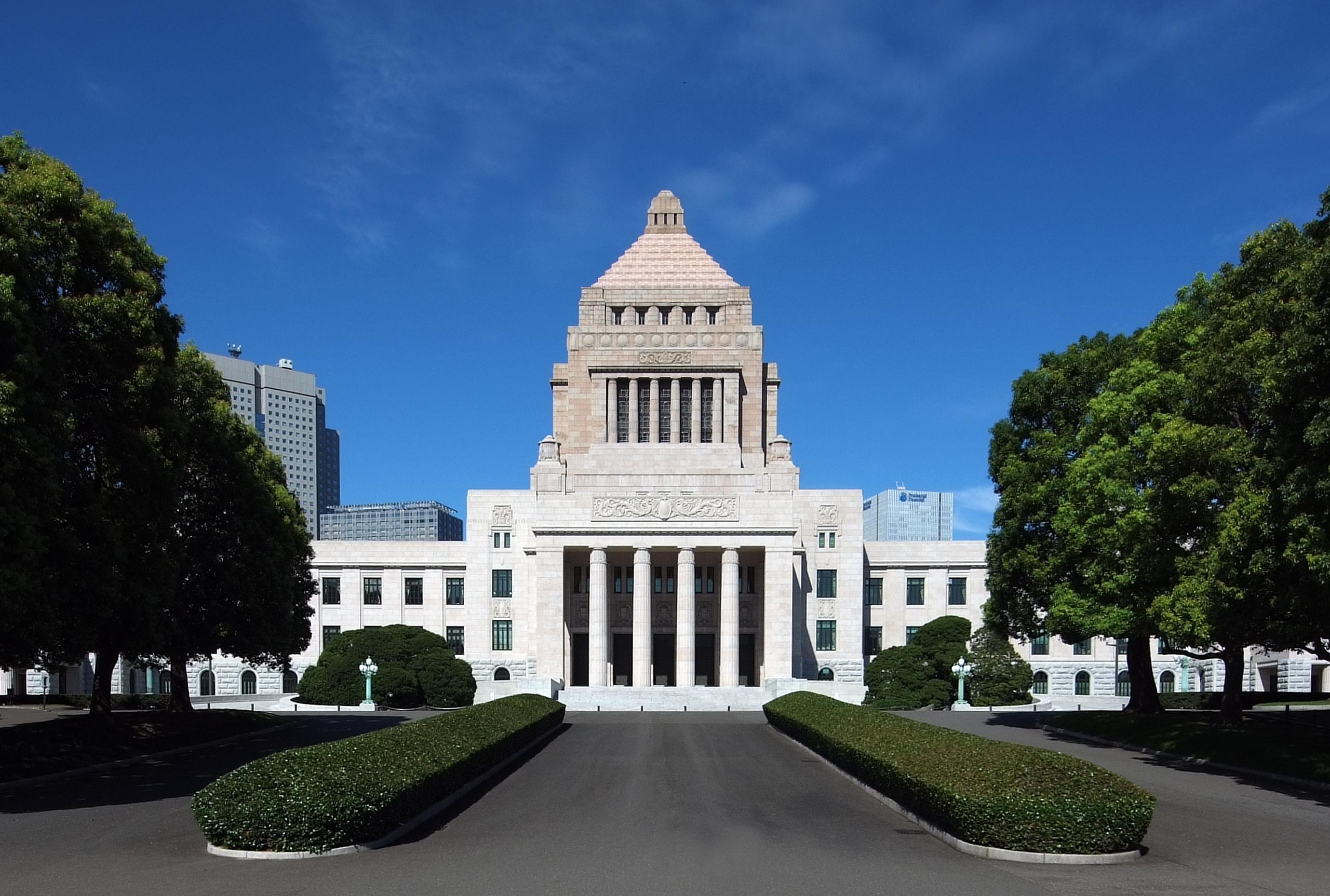
Il Palazzo della Dieta, a Tokyo

Formalmente il Giappone è una monarchia parlamentare ereditaria, ma il ruolo dell'imperatore, l'unico al mondo che può fregiarsi di questo titolo, è esclusivamente simbolico, come stabilito dalla Costituzione rigida in vigore dal 1947.. La Costituzione del Giappone è legge fondamentale dello Stato giapponese dal 1946. La successione avviene esclusivamente secondo la linea maschile della famiglia imperiale; in caso di mancanza di un erede, l'imperatore può essere scelto unicamente all'interno di quattro famiglie di principi di rango pari alla casa imperiale. L'ordinamento istituzionale giapponese è quindi identificabile con le moderne democrazie parlamentari; in confronto vi è una più marcata differenziazione dei poteri (legislativo, esecutivo, giudiziario), dovuta all'influenza degli Stati Uniti durante la stesura della costituzione. All'imperatore, almeno nominalmente, spetta anche la nomina del Primo Ministro, sulla base dell'esito delle consultazioni elettorali.
Il potere legislativo è affidato alla Dieta, suddivisa in una Camera dei rappresentanti (480 membri eletti a suffragio universale per 4 anni) e in una Camera dei consiglieri (252 membri eletti per 6 anni, rinnovabili per metà ogni tre anni). Il diritto di voto spetta a tutti i cittadini giapponesi che abbiano compiuto i venti anni.
Il potere esecutivo è esercitato dal primo ministro e dal Gabinetto, da costui nominato. Il primo ministro è scelto dalla Dieta e i ministri del Gabinetto devono essere in maggioranza membri della Dieta.

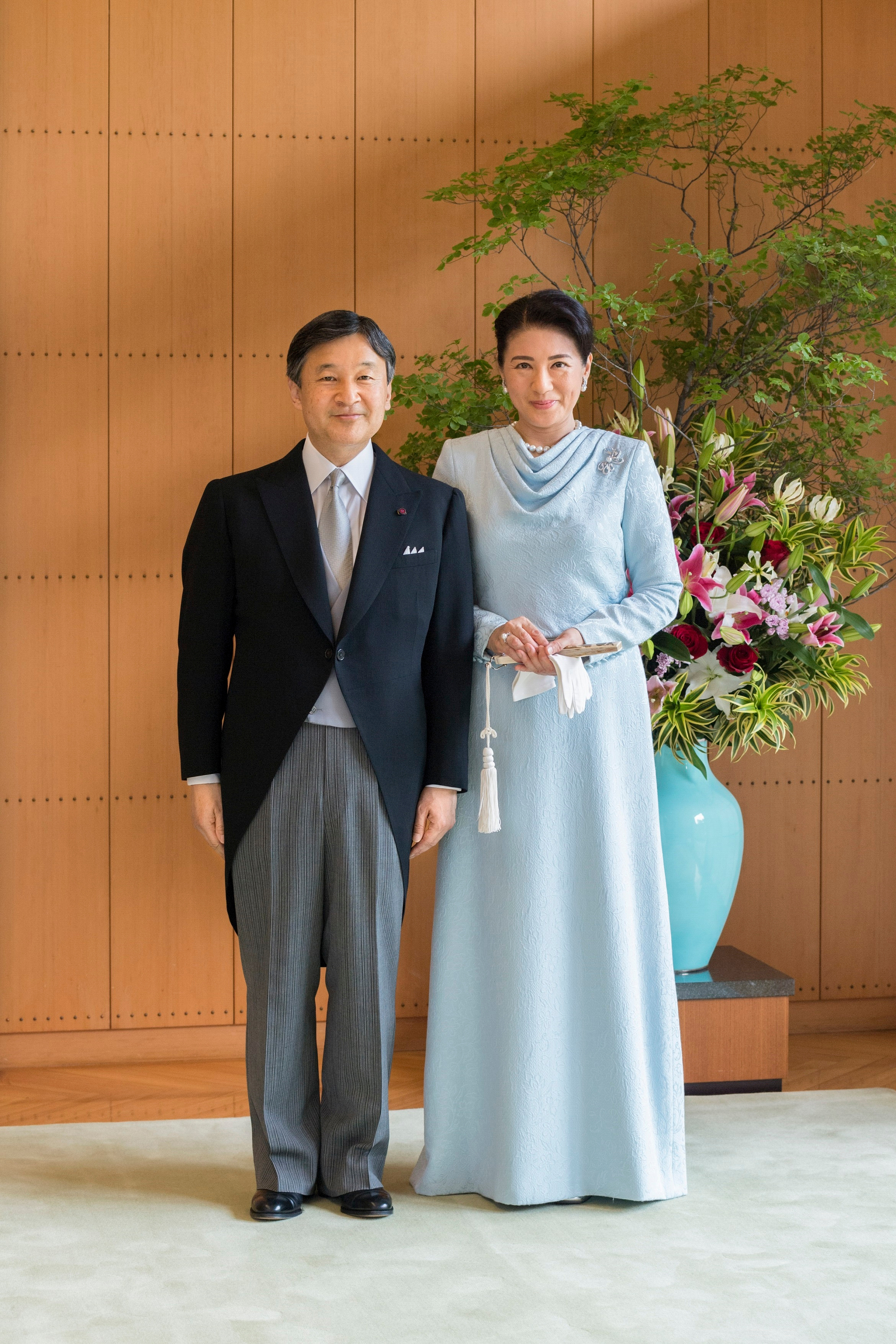
L'imperatore Naruhito e l'imperatrice Masako

Il potere giudiziario è del tutto separato e indipendente dal potere esecutivo: oltre che per ragioni di salute, i giudici possono essere allontanati dal loro incarico solo in caso di imputazione. È amministrato da una Corte suprema del Giappone e da corti inferiori, i cui giudici sono nominati dal Gabinetto per dieci anni. I giudici della Corte Suprema sono confermati o sfiduciati dagli elettori in occasione della prima elezione della Camera dei Rappresentanti successiva alla nomina. La Costituzione prevede altri tipi di tribunali: le alte corti, tribunali d'appello per i processi civili e penali condotti in primo grado da tribunali inferiori; tribunali circoscrizionali, che esercitano una giurisdizione sia d'appello sia di primo grado; tribunali di famiglia e inferiori, con giurisdizione esclusivamente di primo grado.
Tra i 47 paesi che praticano la pena di morte (dato 2008 dell'associazione Nessuno tocchi Caino), il Giappone si può contare tra i nove che si possono definire di democrazia liberale (considerando il sistema politico, i diritti umani, i diritti civili e politici, le libertà economiche e la pratica delle regole dello stato di diritto). Particolarità del Giappone è il fatto che ai detenuti nel braccio della morte non venga comunicata la data dell'esecuzione, ed essi ne siano informati solo un'ora prima della stessa. Con le diciassette esecuzioni effettuate nel 2008, il Giappone ha superato il numero record del 1975, anno in cui le esecuzioni furono quindici; nel 2007 erano state giustiziate nove persone, quattro nel 2006. Ciò mostra elementi di escalation, dato anche che dal 1998 al 2005 si è registrato un totale di sedici esecuzioni, ovvero una media di due all'anno. Fino al 2006, per quindici mesi, si era verificata una moratoria di fatto delle esecuzioni; il Ministro della Giustizia dell'epoca, Seiken Sugiura (di confessione buddista), era infatti contrario alla pena capitale.

### Suddivisioni amministrative
Dal punto di vista fisico, economico e sociale il Giappone può essere suddiviso in otto regioni: Hokkaidō, Tōhoku, Kantō, Chūbu, Kansai, Chūgoku, Shikoku, Kyūshū, a cui si aggiunge la regione delle isole Ryūkyū. Sebbene il Giappone sia spesso descritto come una nazione insulare omogenea, ognuna di queste regioni possiede in realtà caratteristiche distintive uniche e vi è anche una sostanziale differenza in fatto di culture e tradizioni tra Giappone orientale e Giappone occidentale.
Dal lato amministrativo, invece, il Paese si suddivide ufficialmente in 47 prefetture, ciascuna controllata da un governatore elettivo, da un'assemblea legislativa e da una burocrazia amministrativa. Ogni prefettura è ulteriormente suddivisa in città, paesi e villaggi.

### Città principali
| 1  | Tokyo    | Tokyo    | 9 396 597 |
| 2  | Yokohama | Kanagawa | 3 737 845 |
| 3  | Osaka    | Osaka    | 2 702 432 |
| 4  | Nagoya   | Aichi    | 2 288 240 |
| 5  | Sapporo  | Hokkaidō | 1 952 348 |
| 6  | Kōbe     | Hyōgo    | 1 542 935 |
| 7  | Fukuoka  | Fukuoka  | 1 529 040 |
| 8  | Kawasaki | Kanagawa | 1 488 031 |
| 9  | Kyoto    | Kyoto    | 1 415 775 |
| 10 | Saitama  | Saitama  | 1 292 016 |

Le aree urbanizzate si concentrano lungo le coste dove le città sono sorte in corrispondenza delle zone pianeggianti e coltivabili, sviluppandosi poi come centri portuali e industriali. Da Tokyo-Yokohama sino alle aree metropolitane di Nagoya e Osaka si estende un'unica grande conurbazione comprendente diverse città per un totale di oltre 50 milioni di abitanti.
La città più popolata è la capitale Tokyo, che con i suoi oltre 9 milioni di abitanti rappresenta il centro economico, politico e culturale del Paese. La sua area metropolitana, che comprende 23 quartieri speciali e la regione di Tama, raggiunge i 13,8 milioni di abitanti. 
Altri importanti centri sono Osaka, importante porto e scalo aeroportuale, nonché tra i principali centri finanziari del Paese; Nagoya, centro industriale che si distingue per le porcellane, i tessili e la ceramica; Kyoto, la capitale storica, nota soprattutto per i suoi templi e santuari; e Kōbe, importante porto, e tra le città più apprezzate dai turisti.

### Istituzioni

#### Ordinamento scolastico

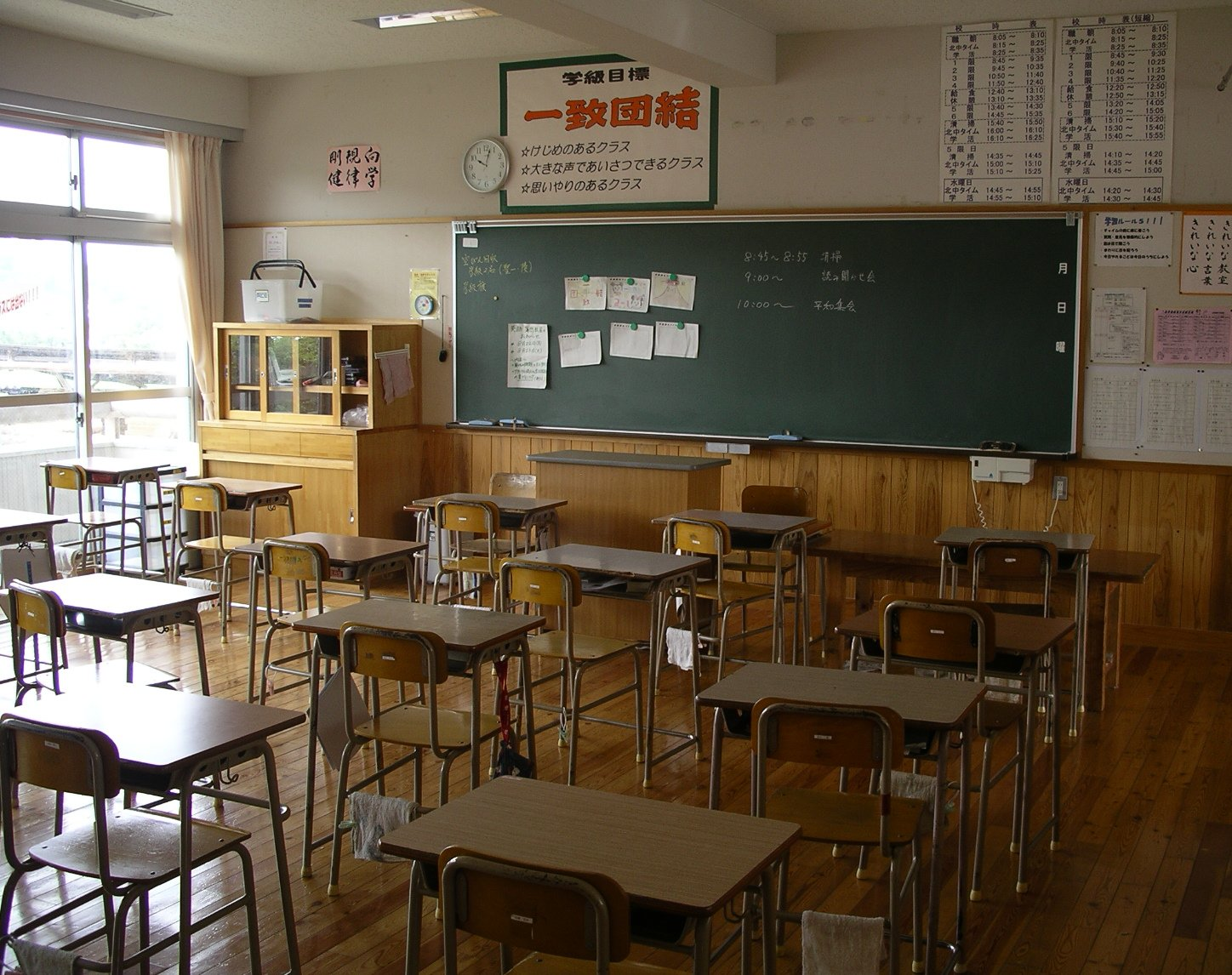
Una tipica aula di una scuola giapponese

Le scuole primarie, le scuole secondarie e le università sono state introdotte nel 1872 a seguito della restaurazione Meiji; in particolare, il più antico istituto accademico è l'Università imperiale di Tokyo (1877) Dal 1947 l'istruzione obbligatoria in Giappone comprende sei anni di scuola elementare e tre di scuola media per un totale di nove anni (dai sei ai quindici anni d'età). Quasi tutti gli studenti proseguono gli studi nei tre anni di liceo, mentre il 50% di essi frequenta un'università, una scuola professionale o un altro istituto di istruzione superiore, e di questi l'80% riesce a laurearsi.
Le due università di alto livello in Giappone sono l'Università di Tokyo e l'Università di Kyoto. Il Programma per la valutazione internazionale dell'allievo coordinato dall'OCSE collocava, nel 2007, la conoscenza globale e le competenze dei ragazzi giapponesi di quindici anni al sesto posto al mondo.

#### Sistema sanitario

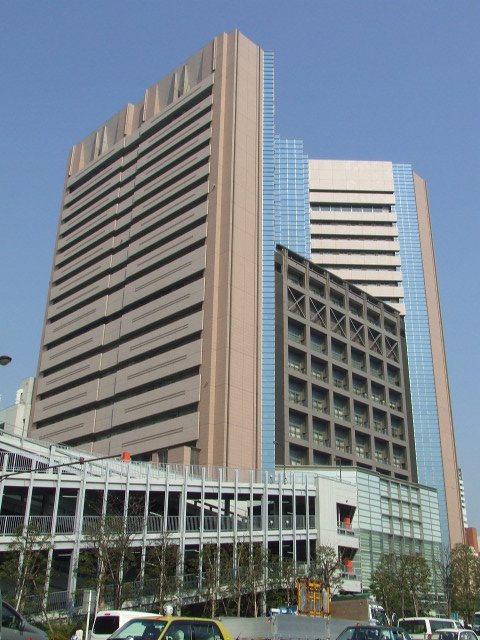
Ospedale del Centro nazionale per il cancro nel quartiere di Tsukiji di Tokyo.

Il sistema sanitario in Giappone è pubblico e prevede il pagamento di una forma assicurativa obbligatoria per tutti coloro che si trovano a essere residenti nel Paese. Esistono due categorie assicurative: la Kenkō-Hoken, un'assicurazione definita sociale (per i lavoratori indipendenti e per gli studenti) e la Kokumin-Kenkō-Hoken, l'assicurazione sanitaria nazionale in uso tra i lavoratori dipendenti. L'assicurazione pubblica giapponese copre il 70% delle cure, il paziente è responsabile per il restante 30%, nei limiti previsti da regolamenti particolari. Sono disponibili assicurazioni sanitarie di tipo privato atte a coprire esclusivamente quel 30% dei costi attribuibili al cittadino. In Giappone il servizio ospedaliero viene praticato dagli ospedali nazionali e regionali pubblici e privati; il paziente ha completo accesso ai servizi medici.

#### Forze armate

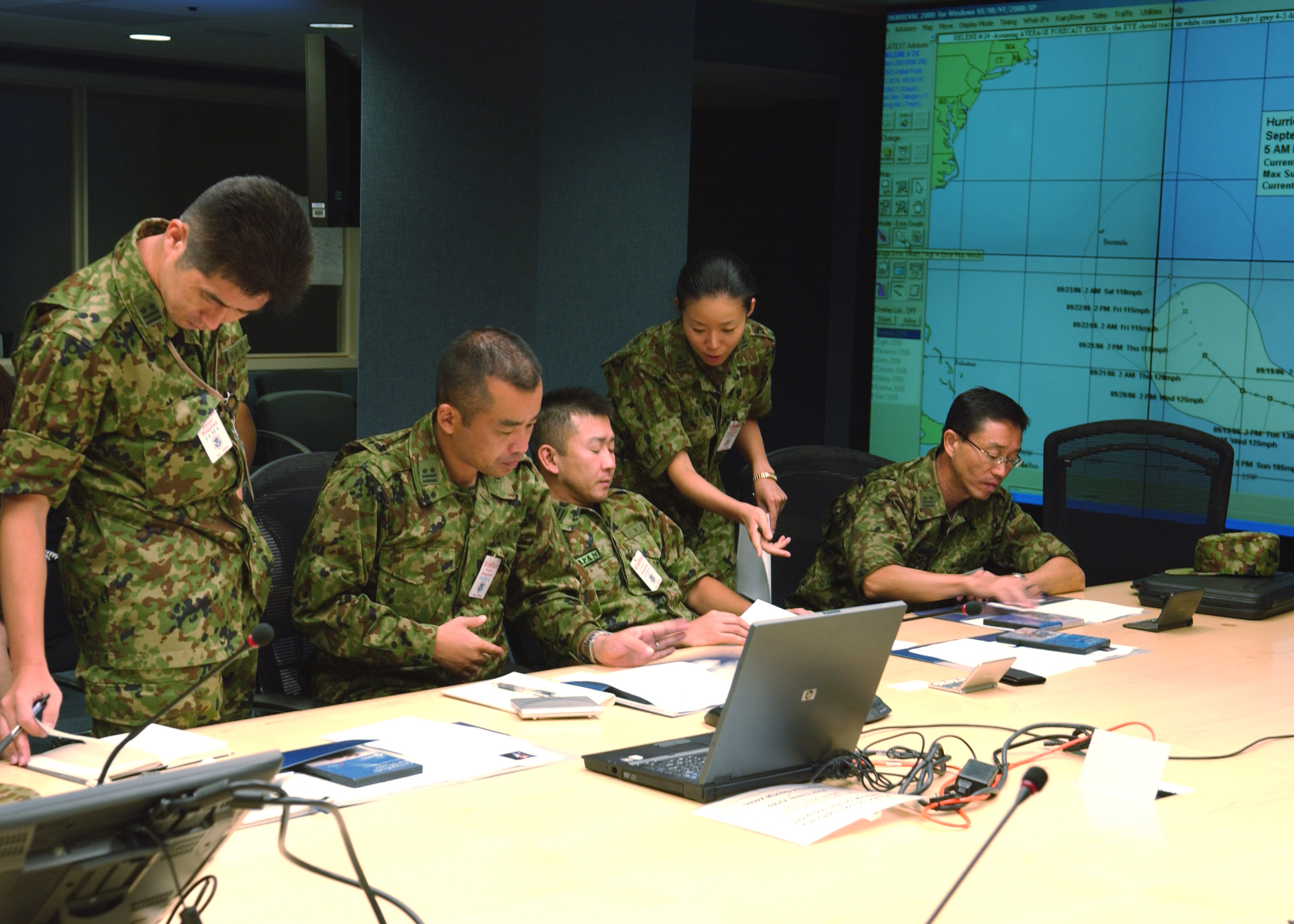
Militari della forza di autodifesa terrestre nel 2006

A seguito della sconfitta del Giappone nella seconda guerra mondiale l'atteggiamento nei confronti della guerra, delle forze armate e del coinvolgimento militare nella politica ebbe un cambiamento sostanziale portando allo smantellamento totale di ogni struttura e alla rimozione di tutte le cariche militari. Inoltre il trauma della sconfitta produsse un forte sentimento pacifista che trovò la sua espressione nella Costituzione del 1947 (Nihonkoku Kenpō), la quale, all'articolo 9 dichiara:
(Articolo 9 della Costituzione del Giappone)
Così dopo la guerra fu istituito il corpo delle Forze di autodifesa giapponesi (Jieitai) la cui unica funzione era quella di difendere il territorio nazionale da eventuali attacchi o invasioni esterne. Tuttavia, a seguito degli attentati dell'11 settembre 2001, fu approvata la legge antiterrorismo, la quale autorizzava l'invio di unità delle JSDF oltremare in supporto alle forze americane e della coalizione, supporto però limitato solo alla logistica, consentendo la partecipazione delle JSDF a operazioni quali trasporto di munizionamento, supporto medico, ricerca e salvataggio trasporto e distribuzione di aiuti umanitari, opere di ricostruzione di infrastrutture. Nel 2003 vennero inviate, disarmate, in Iraq per la ricostruzione del Paese e la fornitura alle popolazioni locali di generi e aiuti di prima necessità. Nel 2007 si incominciò a discutere di una modifica dell'articolo 9 della Costituzione, con l'intento di dotare il Giappone di un esercito ufficiale, e l'argomento è tornato d'attualità nel 2012, soprattutto dopo l'incrinamento dei rapporti con le altre due potenze asiatiche, Cina e Corea del Sud. In Giappone è tuttora in vigore il divieto di esportare armi e tecnologia militare.
Le JSDF, formate esclusivamente da civili volontari, si dividono in forze terrestri (Rikujō Jieitai), marittime (Kaijō Jieitai) e aeree (Kōkū Jieitai) per un totale di 239 430 volontari attivi (nel 2011), numeri che collocano formalmente il Giappone al 9º posto al mondo per potenza militare.

### Simboli
I principali simboli del paese sono stati definitivamente decretati mediante una legge apposita del 1999: la bandiera nazionale del Giappone, conosciuta anche con il nome di Hinomaru o Nisshōki, e l'inno nazionale (Kimi ga yo).

## Diritti civili

### Uguaglianza di genere
Il Giappone è al 121º posto su 149 Paesi nel rapporto del World Economic Forum sulla disuguaglianza di genere nel 2020.
Secondo l'avvocato Yukiko Tsunoda, parte del motivo è che i principi sessisti sono profondamente radicati nel sistema giudiziario e sfidano sistematicamente i diritti delle donne: "quando il codice penale fu creato nel 1907, il Giappone era una società estremamente patriarcale [...] Lo stupro fu allora criminalizzato per garantire che una donna sposata partorisse un figlio solo dal marito e che nessun altro uomo potesse avere rapporti con lei [...] Era una legge di castità al solo servizio del marito o del padre ". Nel 2017, il Giappone ha rivisto le sue leggi sulla violenza sessuale per la prima volta in 110 anni, per riconoscere le vittime maschili e aumentare la pena detentiva minima per lo stupro. Tuttavia, il fatto che la vittima debba dimostrare di non essere in grado di resistere è stato mantenuto nella legge, nonostante le proteste degli esperti.
Una donna divorziata o vedova deve aspettare poco più di tre mesi prima di potersi risposare. Fino al 2016 questo periodo era di sei mesi.
Nel 2018 l'Università di Medicina di Tokyo ha ammesso di aver manipolato i risultati del suo esame di ammissione in modo da svantaggiare le ragazze. Nelle settimane successive, nove delle 81 scuole di medicina del Paese hanno ammesso a loro volta di praticare la stessa politica discriminatoria.
Per quanto riguarda la custodia dei figli di genitori separati, il Paese non riconosce il diritto di visita o l'autorità parentale condivisa. Il sistema giapponese si basa su principi ereditati dall'era Meiji (1868-1912). Una nuova forma giuridica della famiglia doveva rafforzare il suo aspetto patriarcale. Basata sulla "continuità e il mantenimento della famiglia", prevede che in caso di separazione uno dei genitori lasci la famiglia. La custodia dei figli viene affidata a uno dei genitori, di solito quello che li porta via per primo, senza garantire all'altro la possibilità di vederli.
In un contesto in cui la politica giapponese è tradizionalmente un "affare da uomini", le donne rappresentano solo il 10% dei parlamentari. Il governo guidato dal primo ministro Yoshihide Suga ha solo due donne su ventuno ministri.
Le disuguaglianze sul posto di lavoro sono significative e la cultura aziendale rimane particolarmente sessista in Giappone. Una legge sull'uguaglianza di genere del 1987 ha aumentato la percentuale di donne occupate dal 53% del 1985 al 64% del 2016; tuttavia, solo il 44% delle donne ha un impiego stabile e a tempo pieno, mentre la percentuale di lavori precari aumenta ogni anno. Molte donne subiscono discriminazioni, in quanto i dirigenti aziendali sono riluttanti ad affidare loro responsabilità. Anche la maternità rappresenta un ostacolo importante per le prospettive di carriera delle donne. Sebbene il congedo di maternità esista, in pratica poche donne lo utilizzano (17%) perché subiscono pressioni da parte dei superiori. Questa situazione, unita alla mancanza di asili nido, porta il 60% delle lavoratrici a smettere di lavorare dopo la nascita del primo figlio.

## Economia

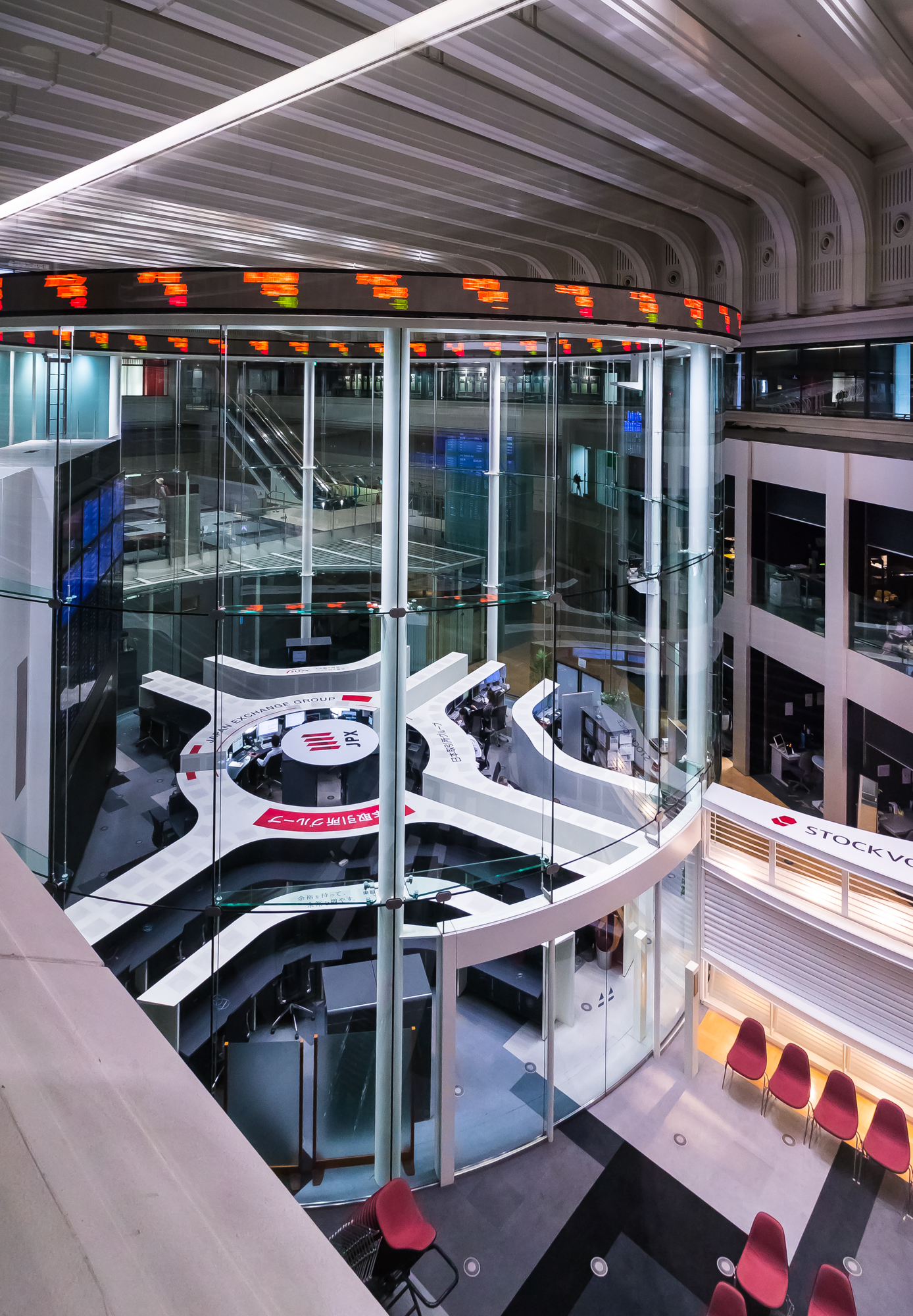
Sala principale della borsa di Tokyo, dove tutte le transazioni avvengono telematicamente

A partire dal 1868 iniziò la prima espansione economica del Giappone, grazie all'imperatore Mutsuhito. Il Paese adottò le idee anglosassoni del libero mercato e molti giapponesi iniziarono a studiare all'estero e viceversa. In quel periodo sorsero alcune delle maggiori aziende del Paese, che così già all'inizio del Novecento divenne il più sviluppato dell'Asia. Dopo la seconda guerra mondiale il Giappone fu protagonista di un "miracolo economico": il suo prodotto interno lordo crebbe in media del 10% negli anni sessanta, del 5% nei settanta e del 4% negli ottanta. La crescita rallentò fortemente negli anni novanta, con lo scoppio della bolla speculativa e l'emersione di alcune debolezze locali sul mercato interno, in politica, nel settore bancario e in quello finanziario e nei conti pubblici (il debito pubblico giapponese ammonta a ben oltre il 200% del PIL). Il Paese tentò anche di riprendersi leggermente, almeno fino al collasso delle dot com nel 2000. Dopo il 2005 l'economia ha ricominciato a crescere del 2,8%, fino a punte del 5,5 negli anni immediatamente successivi, più degli Stati Uniti e dell'Unione europea.
Il Giappone è la seconda potenza economica dell'Asia e la quarta al mondo per PIL nominale dopo Cina e Stati Uniti; è quarta per PIL a parità di potere d'acquisto, sorpassata nel 2012 dall'India. L'industria è tra le più imponenti e avanzate al mondo: è dominata da due settori chiave, la produzione di automobili e l'elettronica di consumo, seguite dai settori siderurgico, chimico, farmaceutico, della gomma, petrolchimico, cantieristico, motociclistico, aerospaziale, microelettronico, videoludico, tessile, alimentare, del legno, dei laterizi, del tabacco e degli strumenti musicali. Nel Paese si trovano sia grandi multinazionali (Toyota, Honda, Sony, Panasonic Corporation, Yamaha Corporation, Toshiba, Sharp Corporation, Canon, Nikon Corporation, Nintendo, SEGA, Bridgestone, Japan Tobacco, Nippon Telegraph and Telephone, Nippon Steel & Sumitomo Metal, Nippon Oil), sia piccole e medie aziende. Inoltre hanno sede alcune delle maggiori banche mondiali, e la Borsa di Tokyo, seconda al mondo per capitalizzazione. Più limitato è il ruolo dell'agricoltura (riso, tè, patate, ortaggi) e dell'allevamento, mentre la pesca locale è seconda al mondo dopo quella della Cina.
Nel 2001 il Giappone contava su una popolazione attiva di 67 milioni di persone, e solo il 4% degli adulti era disoccupato. Nonostante il reddito pro capite dei giapponesi sia ancora 19º al mondo e il salario orario sia il più alto in assoluto, il Paese deve fare i conti con l'aumento della povertà (venti milioni di persone).
Le esportazioni del Giappone ammontavano a 4 210 dollari pro capite nel 2005 e sono rappresentate in primo luogo da automobili e prodotti elettronici. I suoi principali clienti sono Stati Uniti 22,8%, Unione europea 14,5%, Cina 14,3%, Corea del Sud 7,8%, Taiwan 6,8% e Hong Kong 5,6%. Il Paese importa soprattutto materie prime agricole e minerarie, da Cina 20,5%, Stati Uniti 12,0%, Unione europea 10,3%, Arabia Saudita 6,4%, Emirati Arabi Uniti 5,5%, Australia 4,8%, Corea del Sud 4,7% e Indonesia 4,2%. Il 4,7% dell'economia appartiene al settore primario, il secondario per il 29,7% e il terziario occupa il 65,6%
Nel 2016 il debito pro capite del Giappone è stato il più alto al mondo.

### Agricoltura e pesca

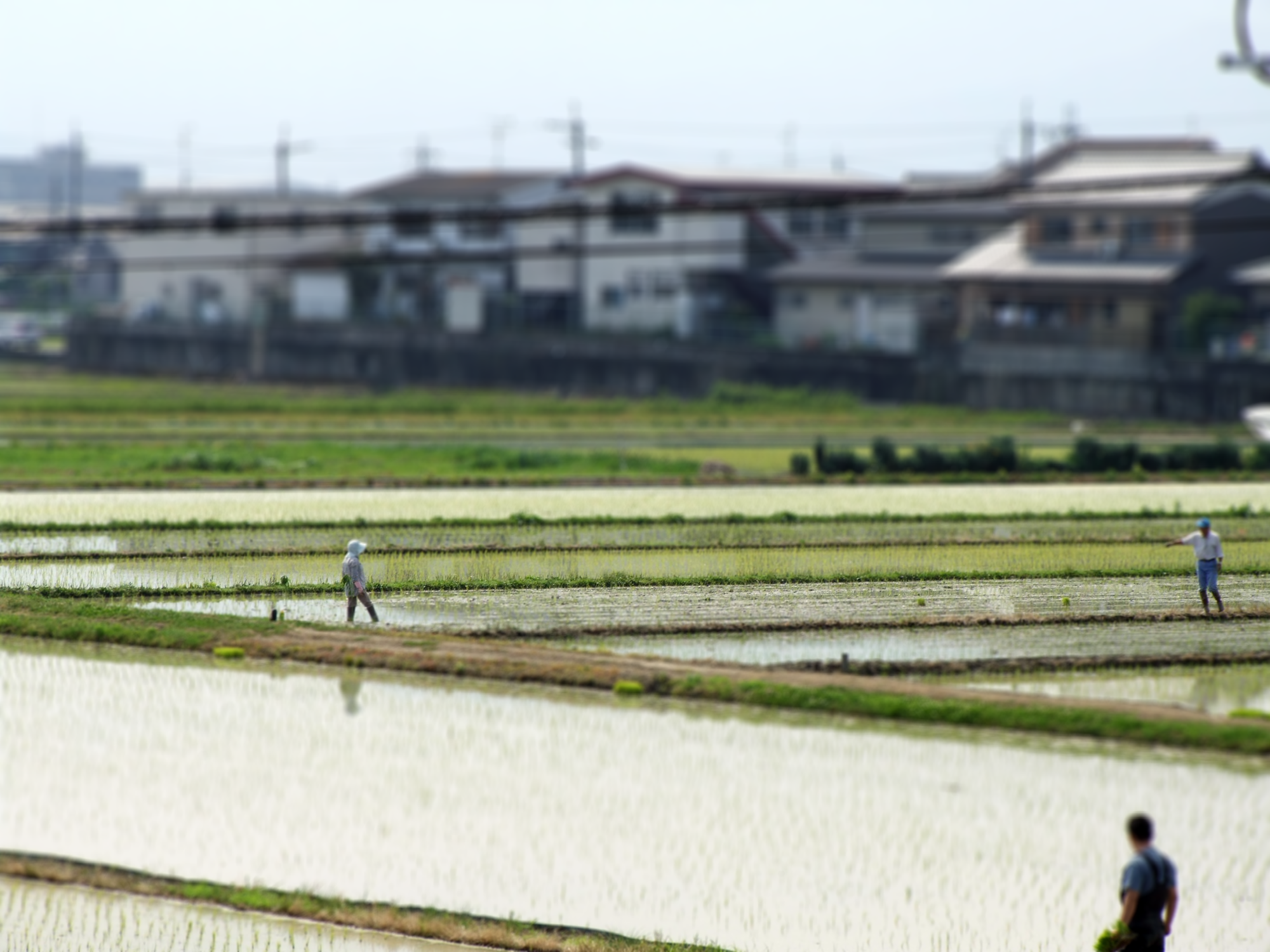
Una coltivazione di riso giapponese

Come in passato, la coltura principale giapponese è tuttora il riso; durante il periodo Edo il valore di un feudo era misurato in koku, un'unità di misura che indicava quanto riso era in grado di produrre tale feudo, corrispondente alla quantità di riso necessaria a sfamare una persona per un anno. Il riso ha sempre rivestito un ruolo chiave nell'alimentazione giapponese, come dimostrato dal fatto che le coltivazioni fossero considerate obiettivi principali degli alleati durante la seconda guerra mondiale; ciò portò a diverse carestie che vennero superate solo tramite delle speciali riforme agrarie mirate. Nel luglio 1999 fu approvata una nuova legge che indirizzava l'agricoltura giapponese al mercato internazionale. In Giappone l'agricoltura ha pochi addetti, poiché la maggioranza della forza lavoro è impiegata nel settore dell'industria e dei servizi. Si pratica inoltre un'agricoltura di tipo intensivo, con lo scopo di sfruttare al massimo il poco terreno pianeggiante disponibile, corrispondente al circa 15% del suolo giapponese. La grande estensione latitudinale del Giappone consente la coltivazione di molti prodotti differenti: oltre al riso si coltivano anche ortaggi, cereali e legumi tipici delle zone a clima temperato e prodotti tipici dei climi subtropicali come la canna da zucchero, il tè, tabacco e alberi da frutto (soprattutto ciliegi).
Fin dall'antichità anche la pesca ha avuto un ruolo importante nell'alimentazione dei giapponesi, che a differenza degli europei hanno una cucina basata sull'utilizzo del pesce più che della carne. I prodotti ittici sono infatti la maggiore fonte di proteine per la popolazione giapponese. La conformazione territoriale del Giappone è particolarmente adatta alla pratica della pesca: il mare che bagna le zone costiere e le numerose baie è molto pescoso grazie all'azione benefica della corrente calda Kuroshio a sud e di quella fredda Oyashio a nord, creando una situazione particolarmente favorevole, che ha portato il Giappone ad affermarsi al secondo posto nell'industria della pesca mondiale dopo la Cina.
Dal periodo Edo al 1972 si passò da una raccolta di pesce di circa 4 milioni di tonnellate a circa 10 milioni, soprattutto grazie ai provvedimenti che lo Stato implementò dopo la guerra. Oltre alla pesca di merluzzi, tonni, sardine, aringhe, salmoni, crostacei, molluschi e altri pesci per il fabbisogno alimentare, in Giappone vengono pescate anche le ostriche perlifere, utilizzate per la raccolta di perle.

### Scienza e tecnologia

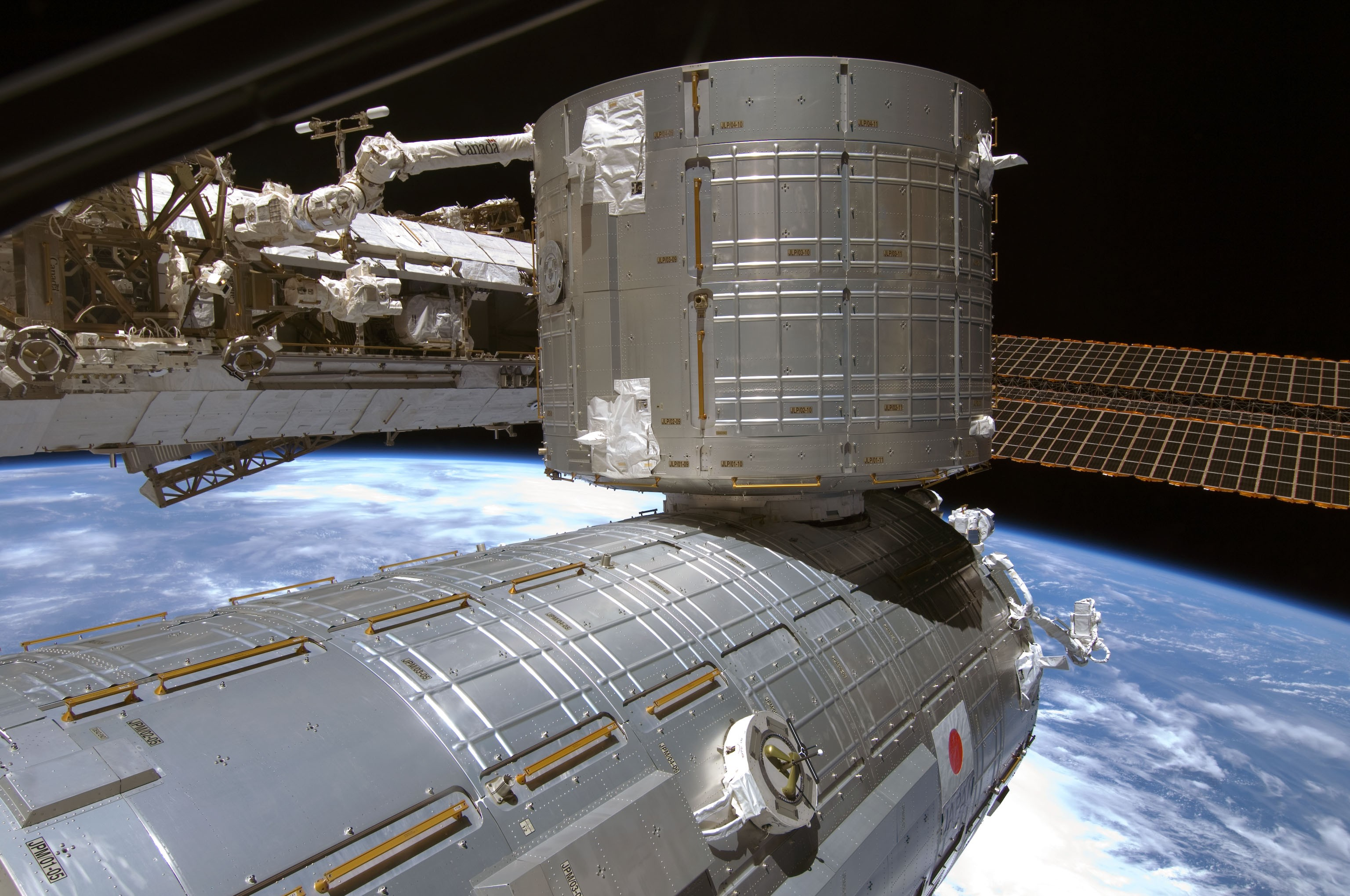
Il Japanese Experiment Module sulla Stazione Spaziale Internazionale

Il Giappone è ai primi posti nel campo della ricerca scientifica, in particolare nella tecnologia, nella produzione di macchinari e nella ricerca biomedica. Nella ricerca e sviluppo vengono impiegati circa 700 000 ricercatori con un fondo destinato di 130 miliardi di dollari, il terzo al mondo dopo Stati Uniti e Cina. Il Giappone è ai primi posti anche nella ricerca scientifica fondamentale, avendo prodotto sedici premi Nobel per la chimica, la fisica e la medicina, tre medaglie Fields, e un Gauss Prize.
I contributi più importanti del Giappone nel progresso tecnologico sono nei campi dell'elettronica, automobili, macchinari, ingegneria sismica, robotica industriale, ottica, chimica, semiconduttori e metalli. Il Giappone inoltre è leader mondiale nella produzione e nell'uso della robotica, possedendo più della metà (402 200 su 742 500) dei robot industriali del mondo.

### Tecnologia aerospaziale
La JAXA è attiva nella ricerca aerospaziale occupandosi dello sviluppo di razzi e satelliti e partecipando alle missioni della Stazione Spaziale Internazionale: il Japanese Experiment Module (Kibo) ha partecipato alle missioni di assemblaggio dello Space Shuttle nel 2008.
Il 14 settembre 2007 fu lanciata dal centro spaziale di Tanegashima la sonda lunare SELENE su un razzo vettore H-IIA (modello H2A2022). SELENE è anche conosciuta con il nome di Kaguya, ispirandosi al racconto della principessa lunare in Taketori monogatari. Lo scopo della sonda era quello di raccogliere dati sull'origine della Luna e sulla sua evoluzione. Entrò nell'orbita lunare il 4 ottobre 2007, volando a un'altitudine di circa 100 km. Una volta terminata la missione fu fatta deliberatamente schiantare dalla JAXA sulla Luna l'11 giugno 2009.
Le missioni previste dalla JAXA nel campo dell'esplorazione spaziale sono il lancio della sonda spaziale Akatsuki su Venere, lo sviluppo della missione BepiColombo (inizialmente prevista nel 2013, il lancio della missione ha subito vari spostamenti ed è stata rimandata di diversi anni; fino all'aprile 2018) e la costruzione di una base lunare entro il 2030.
Il primo satellite giapponese, Ōsumi, venne lanciato l'11 febbraio 1970, mentre il primo giapponese ad andare nello spazio fu Toyohiro Akiyama, il 2 dicembre 1990; la prima donna astronauta giapponese ad andare nello spazio, l'8 luglio 1994, fu Chiaki Mukai

### Energia e trasporti

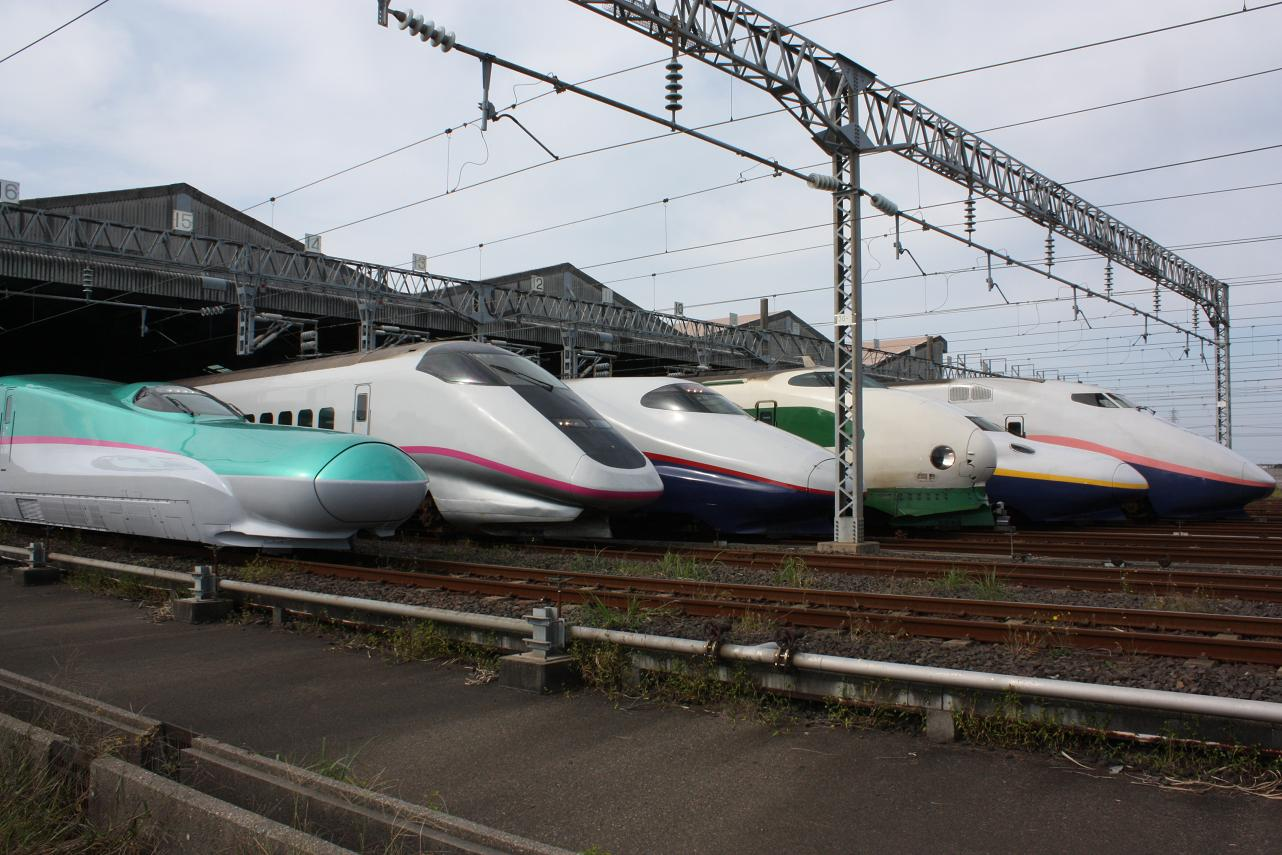
Capolinea della East Japan Railway Company, con in primo piano dei treni Shinkansen

Nel 2008, il 46,4% dell'energia del Giappone veniva prodotta dal petrolio, il 21,4% dal carbone, il 16,7% dal gas naturale, il 9,7% dal nucleare il 2,9% dall'energia idroelettrica. Nel 2009 l'energia nucleare prodotta rappresentava il 25,1% di tutta l'energia elettrica del Giappone. Tuttavia, a partire dal 5 maggio 2012, tutte le centrali nucleari del Paese sono state dismesse a causa della continua opposizione dell'opinione pubblica a seguito del disastro nucleare di Fukushima Dai-ichi, anche se da settembre 2012 sono stati riattivati i reattori considerati sicuri per far fronte al fabbisogno delle aziende, con il programma di chiuderli definitivamente entro il 2030. Data la sua forte dipendenza dalle importazioni di energia, il Giappone ha l'obiettivo primario di diversificare le fonti e mantenere elevati i livelli di efficienza energetica.
La rete dei trasporti giapponese dispone di 1,2 milioni di chilometri di strade asfaltate, tutte le autostrade sono a pagamento e sono disponibili aree adibite al noleggio auto nella maggior parte delle città di medie e grandi dimensioni, così come negli aeroporti e nelle principali stazioni ferroviarie del Paese. È diffuso anche l'utilizzo di autobus, taxi e delle cosiddette step-thru, motociclette con 50 cm³ di cilindrata che possono essere guidate senza patente.
Il mezzo di trasporto più utilizzato in Giappone rimane comunque il treno, con decine di imprese ferroviarie che competono nel mercato regionale e locale dei trasporti per passeggeri; tra le maggiori aziende del settore vi sono la Japan Railways Group, le ferrovie Kintetsu, le ferrovie Seibu e la Keiō Corporation. I treni ad alta velocità Shinkansen collegano le principali città e sono sinonimo di sicurezza e puntualità. Inoltre è in progetto il prototipo di una nuova generazione di treni ad alta velocità a levitazione magnetica chiamati JR-Maglev, progettati per operare a una velocità di crociera di oltre 480 chilometri orari.
Tra i novantanove aeroporti del Giappone il più grande è quello di Tokyo, che è il più trafficato in Asia. I principali aeroporti internazionali in Giappone sono l'Aeroporto Internazionale di Narita, a Tokyo, e l'aeroporto Internazionale del Kansai, situato nei pressi di Osaka.

### Turismo

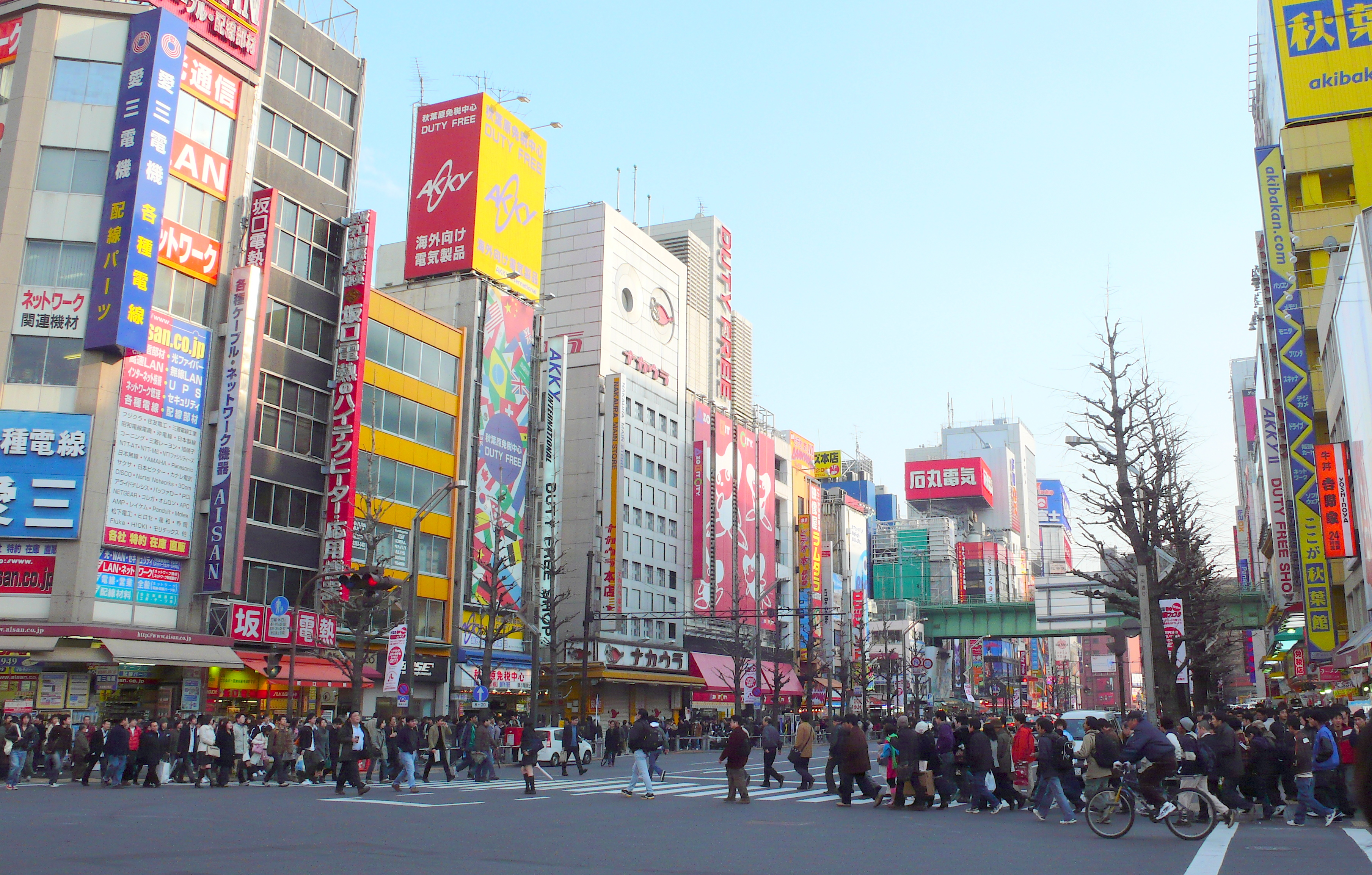
Akihabara (Tokyo), uno dei luoghi più visitati del Giappone

Il turismo in Giappone ha attirato 8 611 175 visitatori stranieri nel 2010, dei quali il 27% erano sudcoreani. Tuttavia il turismo interno rimane una parte vitale dell'economia giapponese e della cultura giapponese; difatti il Giappone è solo al 25º posto nella classifica delle più importanti destinazioni in termini di spesa dei visitatori stranieri. Nel 2011, prima del terremoto dell'11 marzo, l'apporto del settore turistico in Giappone era di circa 10,5 trilioni di yen (equivalenti a circa 120 miliardi di dollari), ovvero un contributo diretto del 2,2% al PIL Giapponese, contribuendo alla creazione di quasi 1,5 milioni di posti di lavoro.
Dopo l'11 marzo gli arrivi turistici internazionali nel mese di marzo sono diminuiti del 50,3%, con una diminuzione che va tra il -35% e il -65% considerando gli arrivi dai singoli Paesi, mentre i viaggi di piacere in entrata nel periodo marzo-aprile sono calati di circa il 90% sia in marzo sia in aprile. Le zone che più hanno risentito dalla catastrofe sono la zona di Sendai, colpita dallo tsunami, e Tokyo, che pur non essendo stata toccata direttamente ha registrato un calo nella domanda di prenotazioni nel mese di marzo con una diminuzione del 34% rispetto all'anno precedente. Per contrastare questo andamento negativo il governo del Giappone ha deciso di regalare 10 000 biglietti aerei ai turisti stranieri nel tentativo di risollevare il turismo della nazione. Nonostante ciò, il Giappone è risultato la terza meta turistica per quanto concerne le destinazioni più popolari secondo un sondaggio del 2011, dopo Stati Uniti e Gran Bretagna.

## Ambiente

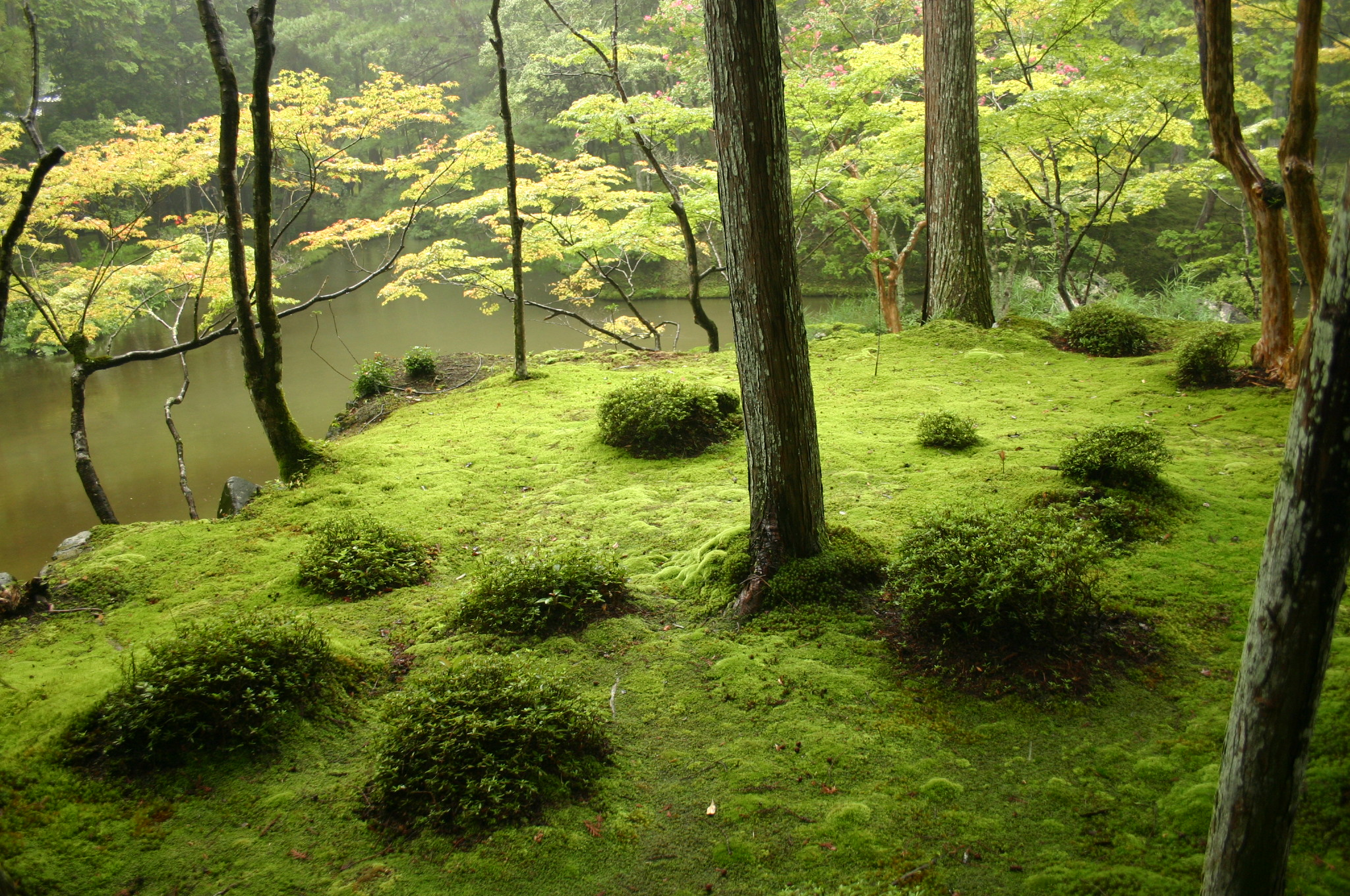
Saihouji (Kyoto), patrimonio mondiale dell'UNESCO

La politica di preservazione ambientale del Giappone risale all'era Tokugawa (circa 1603-1867) e seguì una strategia top-down (letteralmente "dall'alto verso il basso") di cui si fece promotore lo shogun stesso. All'epoca il Giappone viveva infatti un periodo di pace e prosperità che aveva ben presto portato a un eccessivo sfruttamento delle risorse forestali del Paese, a causa dell'eccessivo uso del legname per costruzioni, concime e combustibile sommato ai frequenti incendi e all'isolamento vissuto in quel momento dal Paese, che lo costringeva all'autosufficienza anche per il legname.

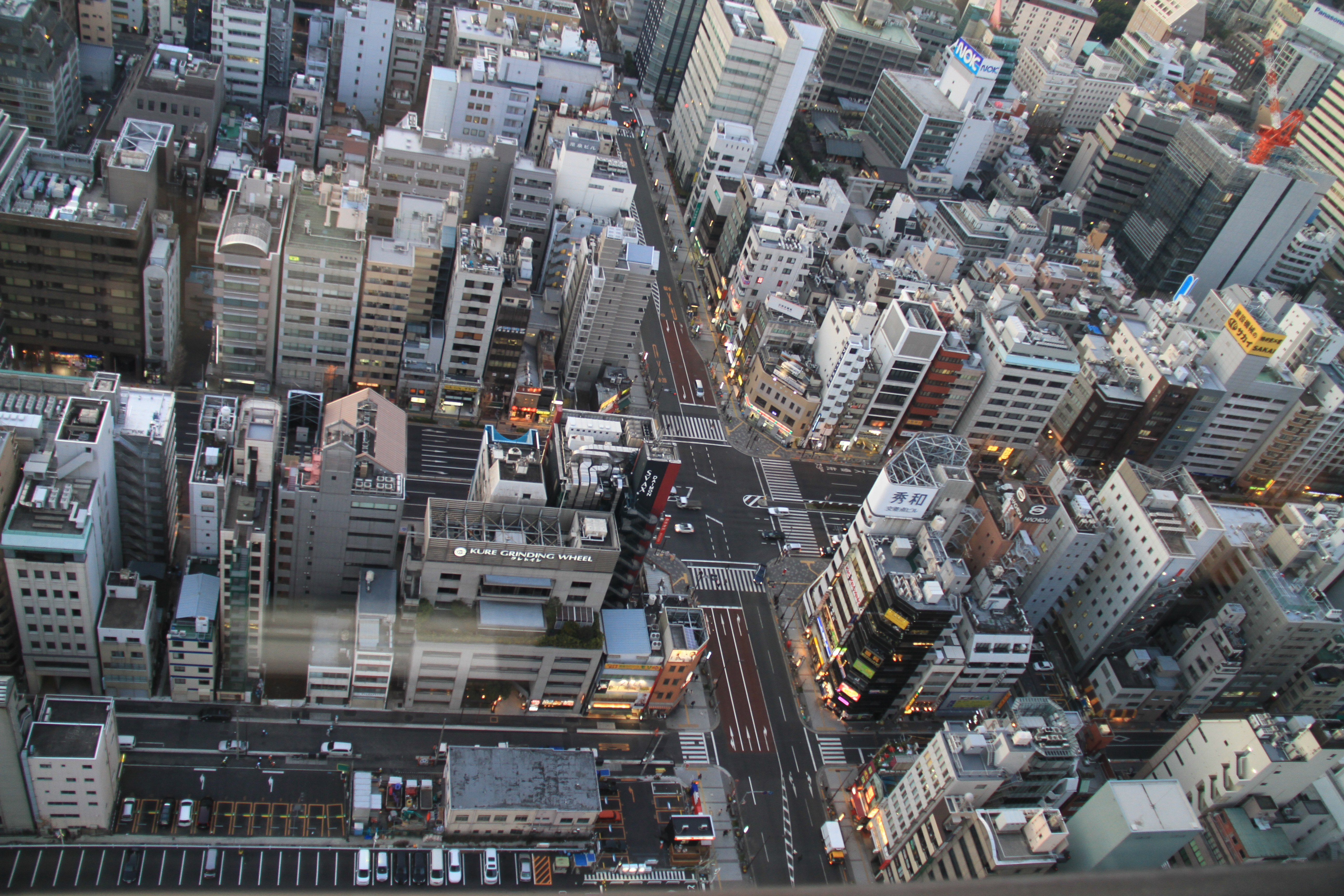
Una zona densamente popolata di Hamamatsuchō, a Tokyo

Il disboscamento ebbe la sua acme, assieme al boom edilizio, nel periodo 1570-1650. La gravità della situazione venne messa a nudo dal grande incendio del 1657 e gli shogun dell'epoca reagirono esortando alla parsimonia nello stile di vita (limitazioni nel fasto delle case) e imponendo delle rigide regole allo sfruttamento delle foreste. Già nel 1666 venne vietato il taglio degli alberi, incentivato il rimboschimento e un editto dello shogun metteva in guardia contro l'erosione, la deforestazione e l'impoverimento dei suoli. Dal 1700 fu attivo un articolato corpo di leggi per la gestione forestale (demandata al Ministero delle Finanze), che prevedeva anche una capillare rete di gestione sul territorio con diversi ambiti e gradi di responsabilità (chi poteva rilasciare il permesso di taglio, quanto tagliare, chi era demandato al controllo). Inoltre, lungo le strade principali e i fiumi, vennero istituiti dei posti di guardia per assicurarsi che tutto il legname in transito avesse rispettato le leggi. Venne inoltre ridotto l'impiego di legname nelle costruzioni e anche per il riscaldamento delle abitazioni (sostituito dal carbone); si ridusse il rischio di incendi.
Durante il periodo di rapida crescita economica dopo la seconda guerra mondiale, le politiche ambientali vennero trascurate dalle aziende governative e industriali, di conseguenza, negli anni cinquanta e sessanta l'inquinamento ambientale subì un incremento notevole. In risposta alla crescente preoccupazione per il problema, il governo introdusse diverse leggi di protezione dell'ambiente nel 1970. La crisi petrolifera del 1973 inoltre incoraggiò l'uso di energia pulita a causa della mancanza del Giappone di risorse naturali. Gli attuali problemi in materia ambientale riguardano l'inquinamento dell'aria urbana (NOx, particolato sospeso, e sostanze tossiche), la gestione dei rifiuti, l'eutrofizzazione delle acque, il cambiamento climatico, la gestione dei prodotti chimici e la cooperazione internazionale per la conservazione.
Il Giappone è uno dei leader mondiali nello sviluppo di nuove tecnologie rispettose dell'ambiente, ed è al 20º posto al mondo secondo l'Indice di sostenibilità ambientale 2010. In quanto firmatario del Protocollo di Kyoto, il Giappone ha l'obbligo di ridurre le proprie emissioni di anidride carbonica e di adottare altre misure per contrastare il cambiamento climatico.

### Aree protette
Il 66,8% del territorio del Giappone è ricoperto da foreste e le aree protette in Giappone si suddividono in parchi nazionali, controllati e gestiti dal Ministero dell'Ambiente, e parchi seminazionali, più piccoli e meno rinomati, che vengono gestiti direttamente dalle prefetture, sempre sotto la supervisione del Ministero. Al 31 marzo 2008 in Giappone si contavano 29 parchi nazionali e 56 parchi seminazionali. L'area dei primi copre 20869 km² (il 5,5% della superficie nazionale), mentre i secondi coprono 13614 km² (il 3,6% del totale). Inoltre i 309 parchi prefetturali si sviluppano su un'area di 19608 km² (il 5,2% del totale).
In Giappone inoltre vi sono 21 siti riconosciuti patrimoni mondiali dall'UNESCO, tra i quali le Isole Ogasawara, la penisola di Shiretoko, Shirakami-Sanchi, e Yakushima.

### Biodiversità
Il Giappone ha nove eco-regioni forestali che riflettono il clima e la geografia delle isole. In queste regioni si possono annoverare sia le foreste umide subtropicali di latifoglie delle Ryūkyū e Ogasawara, sia le foreste temperate di latifoglie nelle regioni a clima mite delle isole principali, sia le foreste boreali di conifere delle isole del nord. Il Giappone inoltre ha oltre 90 000 specie di fauna selvatica, tra cui l'orso bruno, il macaco giapponese, il cane procione giapponese, la vipera giapponese, il gatto di Iriomote, la salamandra gigante giapponese, e varie specie autoctone tra cui diverse specie di mammiferi (ad esempio il roditore Apodemus speciosus), molte specie di uccelli e una nutrita varietà di rettili, anfibi, pesci, e insetti, come le cicale e la Vespa mandarinia. Oltre alla grande rete di parchi nazionali sono state create 37 zone umide Ramsar.

## Cultura
La cultura giapponese ha subito molte modifiche nel corso dei secoli, cambiando da quella originaria (risalente al periodo Jōmon), fino a quella contemporanea, che combina influenze asiatiche, europee e statunitensi. L'arte tradizionale giapponese include le arti dell'ikebana, dell'origami, dell'ukiyo-e, delle bambole, delle lacche, delle ceramiche, il teatro (bunraku, kabuki, nō e kyōgen, questi ultimi due noti complessivamente come nōgaku) e le tradizioni (i giochi, la cerimonia del tè, il budō, le spade, l'arte della calligrafia, il vestiario, la figura della geisha, ecc.).
Il Giappone inoltre ha un sistema sviluppato per la tutela e la promozione delle proprietà materiali e immateriali culturali e del patrimonio nazionale.

### Arte

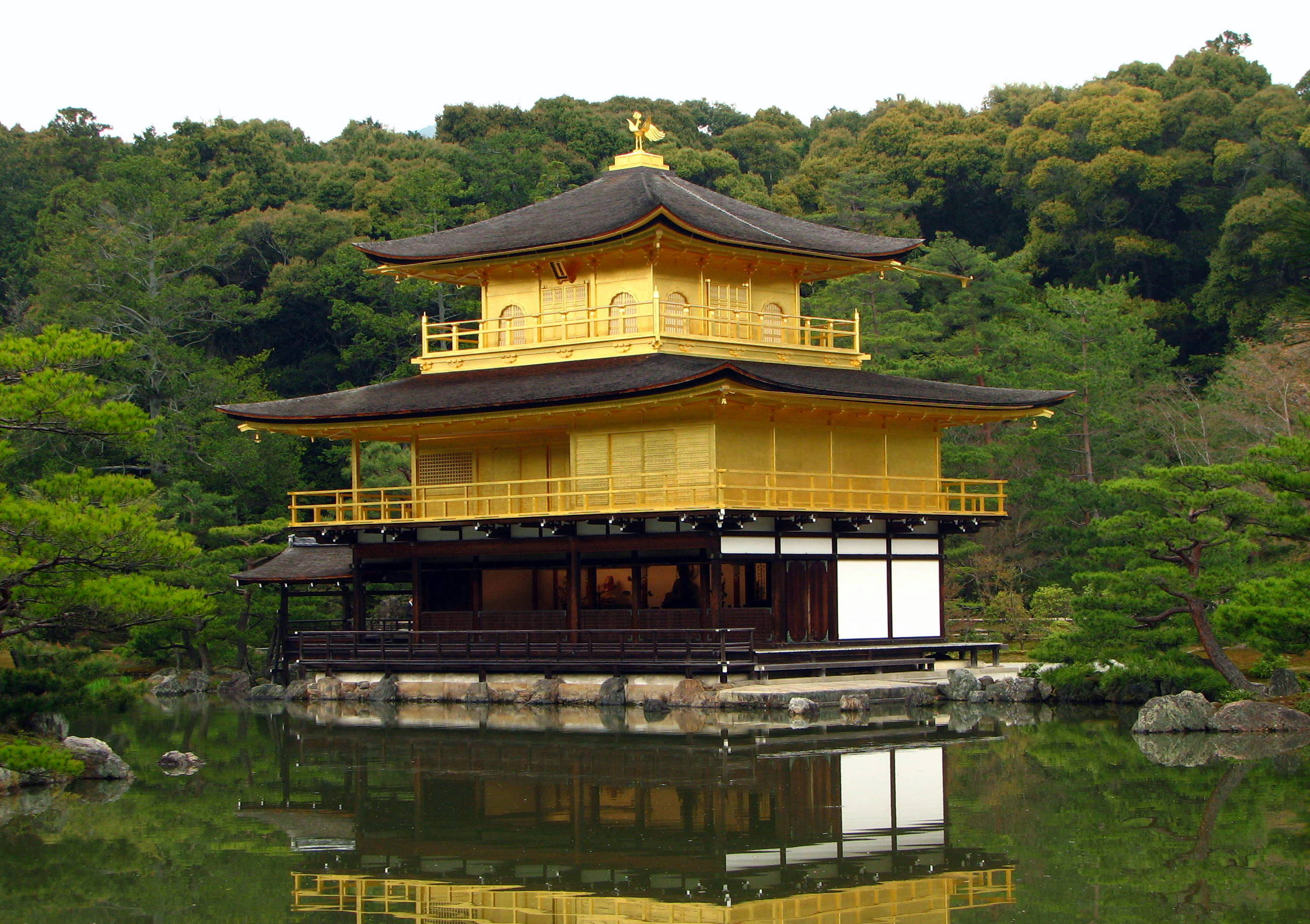
Il tempio Kinkaku-ji a Kyoto, esempio di architettura giapponese e patrimonio mondiale dell'UNESCO

Con l'arrivo della civiltà occidentale non si può più parlare di un'arte autonoma, ma l'arte giapponese si inserisce vigorosamente nelle più moderne correnti artistiche, specie architettoniche. Per quanto riguarda le arti tradizionali giapponesi, che sono tutte permeate dalla filosofia buddhista, esse hanno costituito per secoli un unicum che non ha corrispondenza in occidente. Giunte fino a noi pressoché intatte, sono tuttora vive e vitali; sono praticate in tutto il mondo da decine di migliaia di persone e hanno costituito un vettore essenziale della conoscenza all'estero della cultura giapponese. Tutte sono fondate sul principio della "via" (dō), cioè su un cammino interiore da percorrere per giungere all'illuminazione. Ma, al di là della loro valenza filosofica, hanno comunque un contenuto estetico che può essere percepito autonomamente. Queste forme espressive costituiscono il nucleo più autentico della cultura giapponese e a esse i giapponesi sono stati e sono molto legati.
Elemento costante e centrale di esse è la rappresentazione istantanea della bellezza, espressa il più sinteticamente possibile con il segno, la forma o il gesto. Le più note sono: il cha no yu (o sadō), la via del tè, l‘ikebana (o kadō), la via dei fiori, lo shodō, la via della calligrafia, il kōdō, la via dell'incenso.

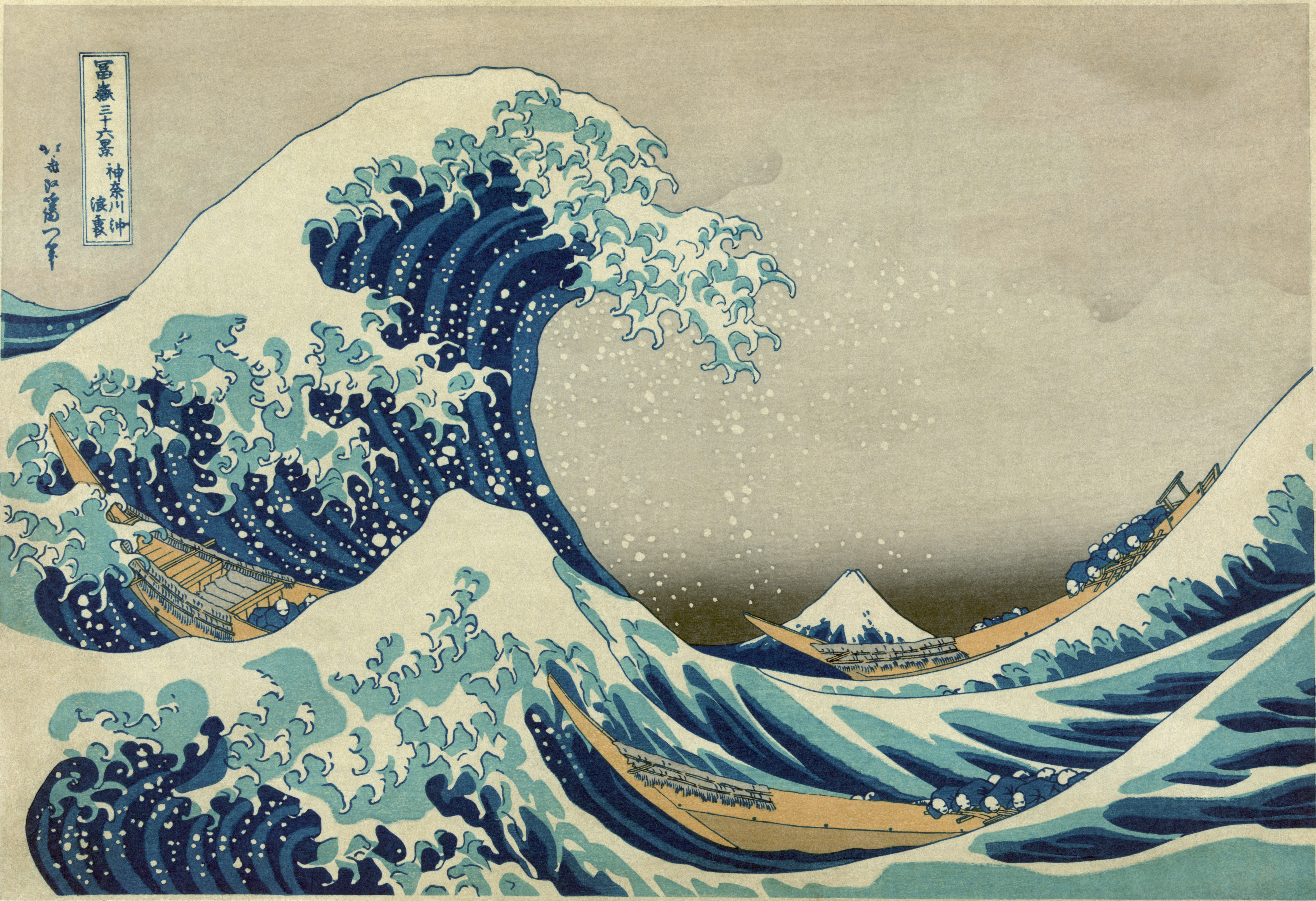
La grande onda di Kanagawa, ukiyo-e dell'artista Katsushika Hokusai

Una menzione a parte la merita la corrente artistica del mono-Ha, originatasi sul finire degli anni 1960 per mano di un gruppo di artisti concentratisi sull'aspetto effimero e impermanente di oggetti ed eventi, messi in relazione allo spazio, all'uomo e alla realtà.
Nell'architettura giapponese le case tradizionali e le strutture dei templi sono caratterizzate da pavimenti rivestiti da particolari tappeti chiamati tatami, pareti in legno, porte laccate, muri di argilla, soffitto a cassettoni, un tetto di tegole, muri di legno e gesso, oltre che porte scorrevoli note come shoji, le quali hanno la funzione di dividere le stanze e gli spazi interni da quelli esterni.
La fusione della pittura tradizionale giapponese e di quella occidentale ha dato vita all'influenza artistica nota come giapponismo, sviluppatasi nella seconda metà del XIX secolo, e iniziatasi con la diffusione delle tipiche stampe giapponesi ukiyo-e in Europa; oltre che ai manga, i fumetti tradizionali del Giappone, diventati famosi anche nel resto del mondo. I cartoni animati influenzati dallo stile dei manga vengono chiamati anime. I videogiochi giapponesi hanno incominciato ad avere grande successo a partire dagli anni ottanta, grazie soprattutto all'opera di Nintendo, che si è lanciata con successo in questo mercato, seguita poi da Sony, SEGA, Konami e altre aziende negli anni 1990.

### Patrimoni dell'umanità
Il ricco patrimonio culturale giapponese è testimoniato anche dalla presenza di numerosi siti iscritti nella Lista dei patrimoni dell'umanità dell'UNESCO.

### Letteratura

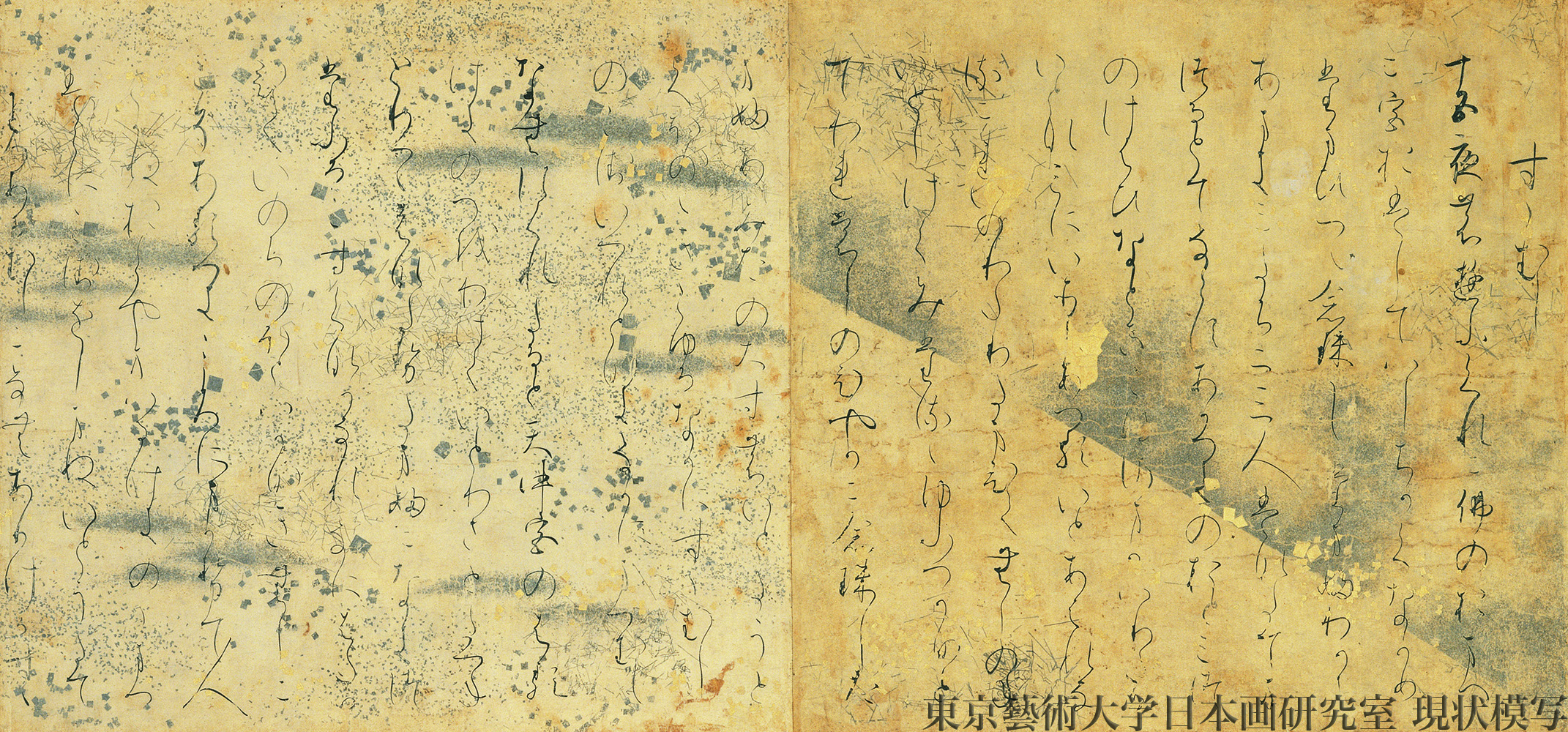
Parte di Genji monogatari risalente al XII secolo

Tra i primi manoscritti della letteratura giapponese i più importanti sono il Kojiki, il Nihongi, e il Man'yōshū, raccolta di poesie dell'VIII secolo. Tutti vennero scritti in caratteri cinesi. All'inizio del periodo Heian venne creato il sistema di trascrizione fonetica detto kana (formato da hiragana e katakana). Il Taketori monogatari (竹取物語? "Storia di un tagliabambù") è considerato il primo racconto della letteratura giapponese. Una descrizione della vita di corte dell'epoca Heian viene data da Sei Shōnagon nel Makura no sōshi (枕草子?, "Note del guanciale"), mentre il Genji monogatari (源氏物語? "Storia di Genji") di Murasaki Shikibu è considerato il primo romanzo della storia.
Nel periodo Edo il mondo letterario generò le due correnti di pensiero kangakusha, sostenitrice del neoconfucianesimo, e wagakusha, rifacentesi allo shintoismo e alla civiltà giapponese: Kaibara Ekken, Arai Hakuseki, Motoori Norinaga e Hirata Atsutane erano alcuni dei principali esponenti. Furono i pensatori wagakusha, paradossalmente, a favorire la nascita della Dai Nihon-shi, scritta in cinese ma che esaltava la storia dell'arcipelago. La letteratura popolare sbocciò con Ihara Saikaku e i suoi racconti naturalistici detti ukiyō-zōshi, cui seguirono i romanzi licenziosi e di grande successo share-bon e ninjō-bon: i divieti del governo su queste opere volgari furono spesso aggirati. Il teatro, invece, si arricchì della forma Kabuki, un dramma popolare apprezzato, e la poesia fu dominata dal poeta Matsuo Bashō, maestro del genere haiku. In genere si può notare un raffinamento del ceto chōnin, la gente ordinaria; non era più, quindi, prerogativa degli aristocratici. Il cosiddetto Yomihon, ad esempio, divenne famoso, dando prova di questo cambiamento. Il periodo Meiji segnò il declino delle forme tradizionali della letteratura; infatti è proprio in questo periodo che la letteratura giapponese integrò le influenze occidentali. Natsume Sōseki e Mori Ōgai furono i primi scrittori della letteratura giapponese moderna. Vennero seguiti da Ryūnosuke Akutagawa, Jun'ichirō Tanizaki, Yasunari Kawabata, Yukio Mishima fino ad arrivare a Haruki Murakami e Banana Yoshimoto. Il Giappone vanta due scrittori vincitori di un Premio Nobel: Yasunari Kawabata (1968) e Kenzaburō Ōe (1994), mentre tra gli scrittori contemporanei conosciuti e pubblicati in Italia spiccano fra gli altri Yoshimoto (Kitchen, Honeymoon, H/H, Tsugumi, Arcobaleno, Amrita), e Murakami (Norwegian Wood, Underground, La ragazza dello Sputnik). Nel XX secolo tra i più importanti autori di letteratura per ragazzi possiamo ricordare Kenji Miyazawa. E ancora da ricordare Akiko Yosano, tra le prime donne femministe e pacifiste giapponesi.

### Fumetto
Un importante aspetto della cultura giapponese viene rivestito dal fumetto, di rilevanza internazionale, che viene chiamato in Giappone anche con il termine di manga, molti divenuti celebri come One Piece, Naruto, Dragon Ball, Slam Dunk, Jojo's bizarre Adventure, Neon Genesis Evangelion, Sekirei e altri.

### Mitologia
La mitologia giapponese si basa su un sistema di credenze e culti.

### Musica

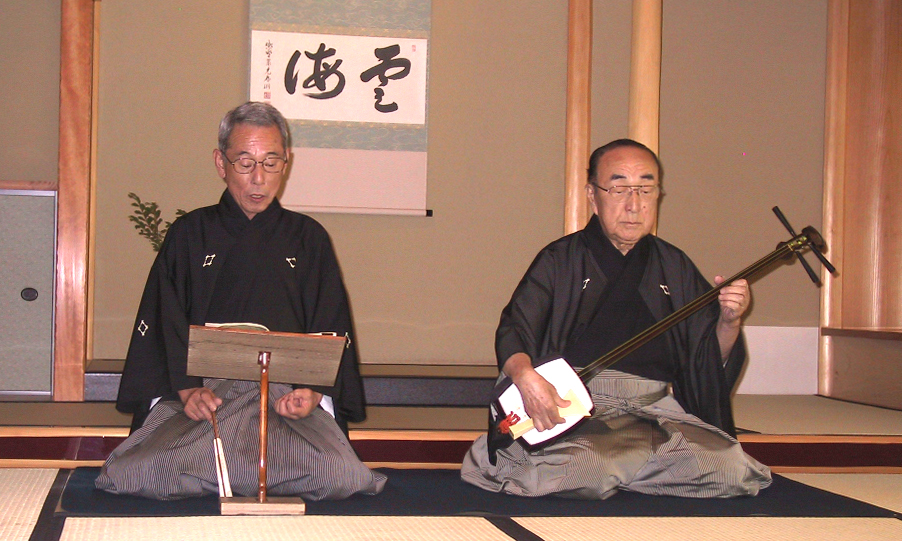
Un uomo giapponese suona uno shamisen accompagnato da un cantante

Avendo preso in prestito dalle vicine culture strumenti, scale e stili, la musica giapponese è particolarmente eclettica. Molti strumenti musicali come il koto (simile al salterio) o la biwa (specie di liuto) vennero introdotti nel IX secolo e X secolo. L'accompagnamento del teatro nō nasce nel XIV secolo, e la musica popolare folcloristica con lo shamisen (chitarra a 3 corde a plettro) nel XVI secolo. La musica occidentale venne introdotta nel XIX secolo, ed è ormai diventata parte integrante della cultura giapponese.
Per molto tempo i musicisti giapponesi si sono nutriti di elementi prevalentemente germanici; dopo la prima guerra mondiale i favori si sono, invece, volti sempre più verso la musica francese e italiana. Successivamente con l'avvento della globalizzazione anche i giapponesi si sono scoperti anglofili, imitando la musica pop e rock d'oltre oceano e cantando in inglese. Sono nati così negli anni ottanta due filoni (interconnessi al punto che spesso si contaminano l'un l'altro) che vengono definiti j-pop (legato soprattutto al fenomeno delle idol) e j-rock (che si suddivide a sua volta in diverse sotto categorie), dove la lettera J sta appunto a indicare la parola japanese. Accanto a j-pop e j-rock si è sviluppato più recentemente anche l'hip hop giapponese. Il karaoke è una delle attività da tempo libero più praticate in Giappone, con appositi locali a esso dedicato in cui si canta all'interno di piccole stanze in compagnia di pochi amici o del partner.. Un importante festival di danza Awa è rappresentato dall'Awa Odori, che si tiene dal 12 al 15 agosto. Fuori dall'Asia la musica contemporanea giapponese è conosciuta quasi esclusivamente grazie alle colonne sonore e musiche di sottofondo di videogiochi e anime.

### Cinema

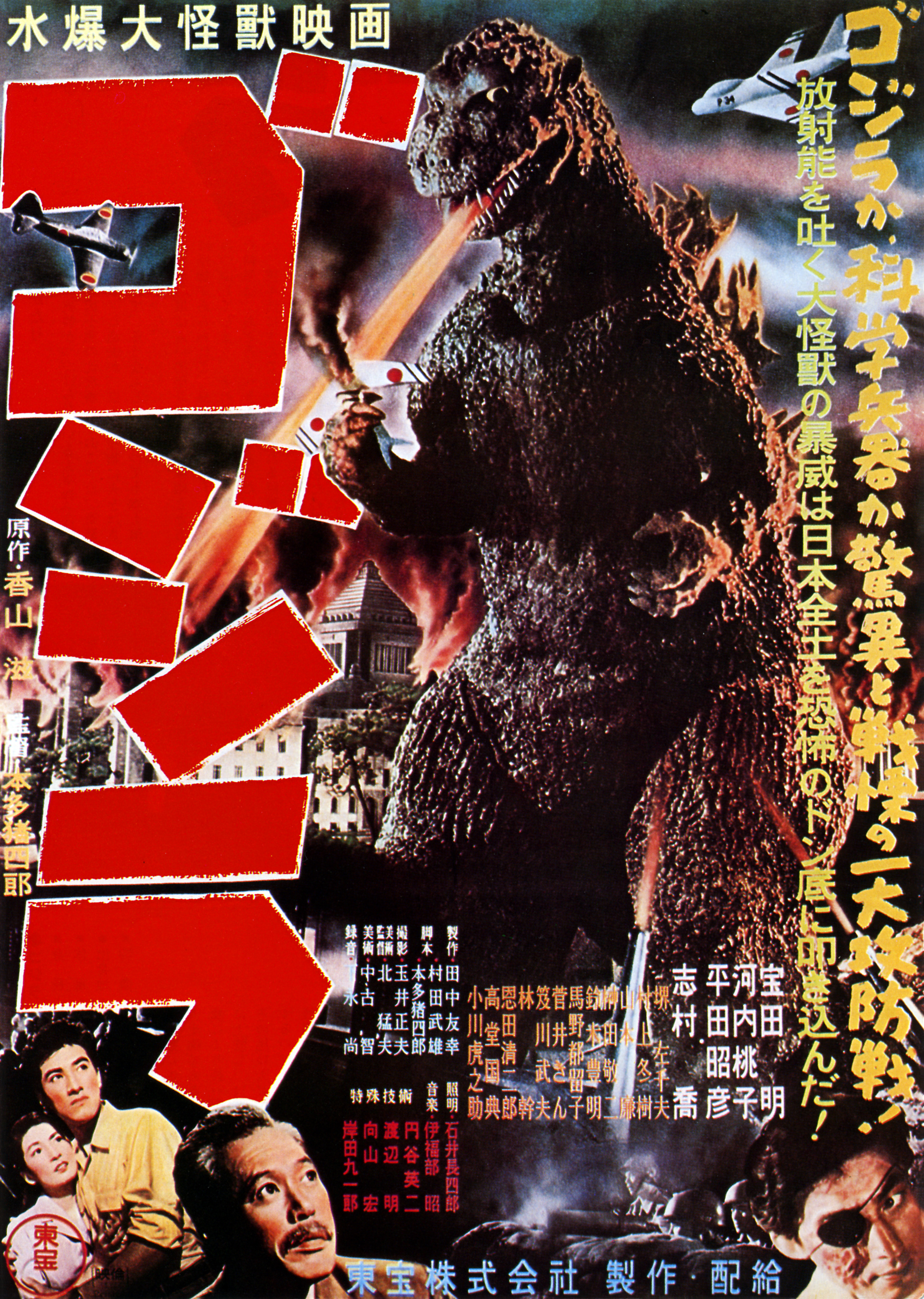
Locandina del film Godzilla (1954).

La settima arte in Giappone ha una storia per molti versi analoga a quella di altre cinematografiche mondiali, con alcune proprie specificità. L'industria cinematografica giapponese, fortemente strutturata in case di produzione maggiori, come a Hollywood, ha avuto una prima età dell'oro negli anni venti e trenta, con una produzione di eccezionale ricchezza che non ha però varcato i confini nazionali, e ha raggiunto il proprio apogeo negli anni 1950, quando la produzione ha raggiunto la sua massima prolificità, con oltre cinquecento film all'anno, e le opere di eccezionale qualità artistica di alcuni autori, come Akira Kurosawa, Kenji Mizoguchi e Yasujirō Ozu, hanno fatto scoprire in Occidente, attraverso i festival, l'esistenza del cinema nipponico, a partire dal film Rashomon (1950), vincitore del Leone d'oro alla Mostra del cinema di Venezia e dell'Oscar al miglior film straniero.
Tra la fine degli anni cinquanta e l'inizio dei sessanta anche il cinema giapponese è stato interessato dal fenomeno internazionale delle nouvelles vagues e sono emersi nuovi autori di rilevanza internazionale come Nagisa Ōshima e Shōhei Imamura. Nel corso degli anni sessanta il sistema produttivo cinematografico ha però subito l'insuperabile concorrenza della televisione e ha imboccato la via del declino, con la progressiva discesa del numero dei film prodotti, delle sale cinematografiche e degli spettatori. E ancora tra i più noti attori giapponesi del XX secolo spicca, tra gli altri, Toshirō Mifune.

### Televisione

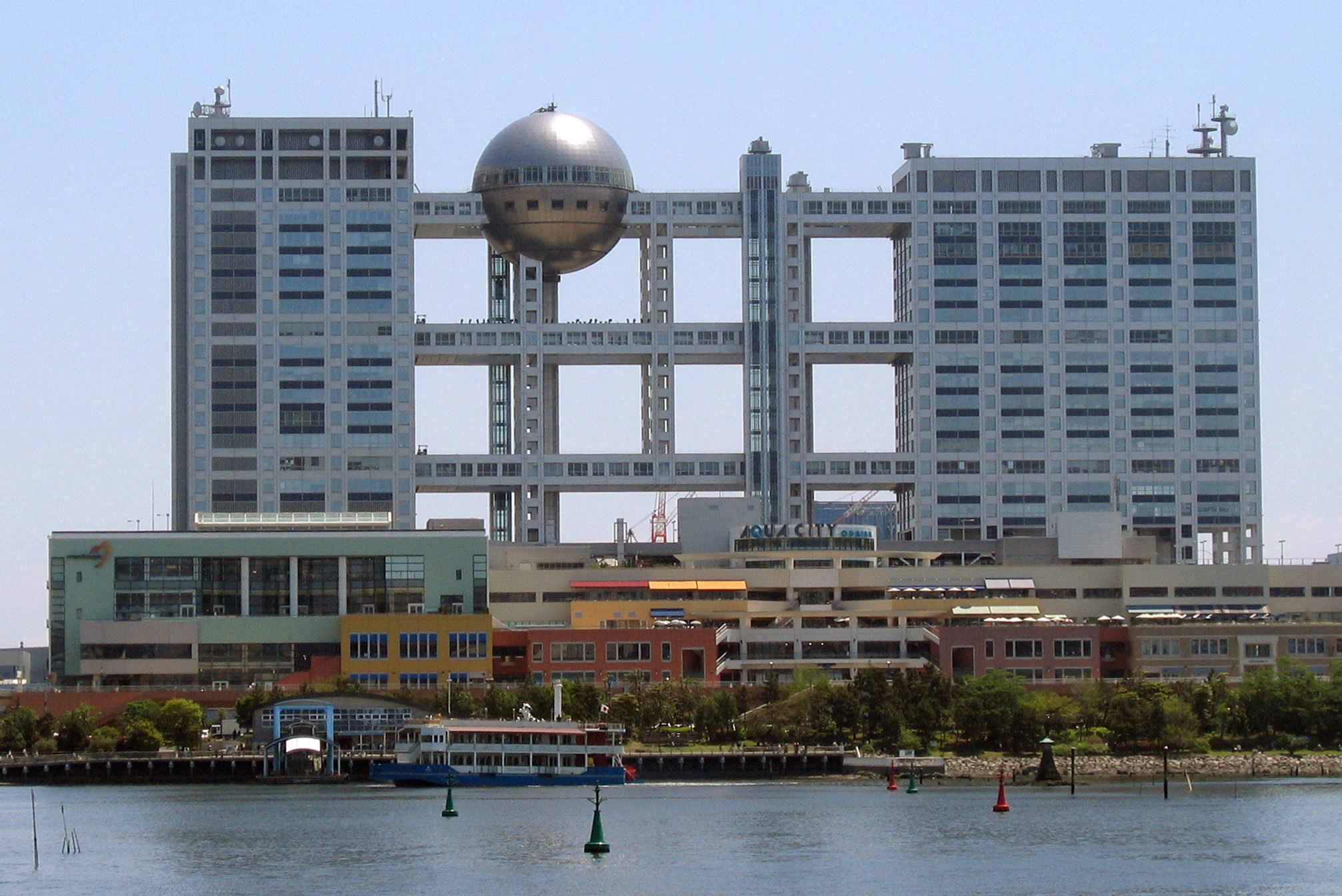
Edificio principale della Fuji TV a Tokyo

Il 13 maggio 1939 fu effettuato il primo esperimento di trasmissione via radio, mentre le trasmissioni regolari ebbero inizio il 1º febbraio 1953.
Oltre alla NHK, la società concessionaria in esclusiva della radiodiffusione pubblica che viene finanziata dal pagamento di un canone televisivo annuale, vi sono altre cinque emittenti TV principali, a cui fanno capo i rispettivi network che coprono l'intera nazione: Nippon Television (Nippon News Network), Tokyo Broadcasting System (Japan News Network), TV Tokyo (TX Network), TV Asahi (All-Nippon News Network) e Fuji Television. Altre importanti stazioni di trasmissioni televisive sono: Kansai Telecasting Corporation, Asahi Broadcasting Corporation, Nagoya Broadcasting Network e Mainichi Broadcasting System. A esse fanno capo diverse TV locali legate alle varie prefetture. In Giappone ci sono anche 130 scuole di doppiatori, di cui la maggior parte destinati negli anime, che costituiscono il 60% dell'animazione mondiale.

## Sport

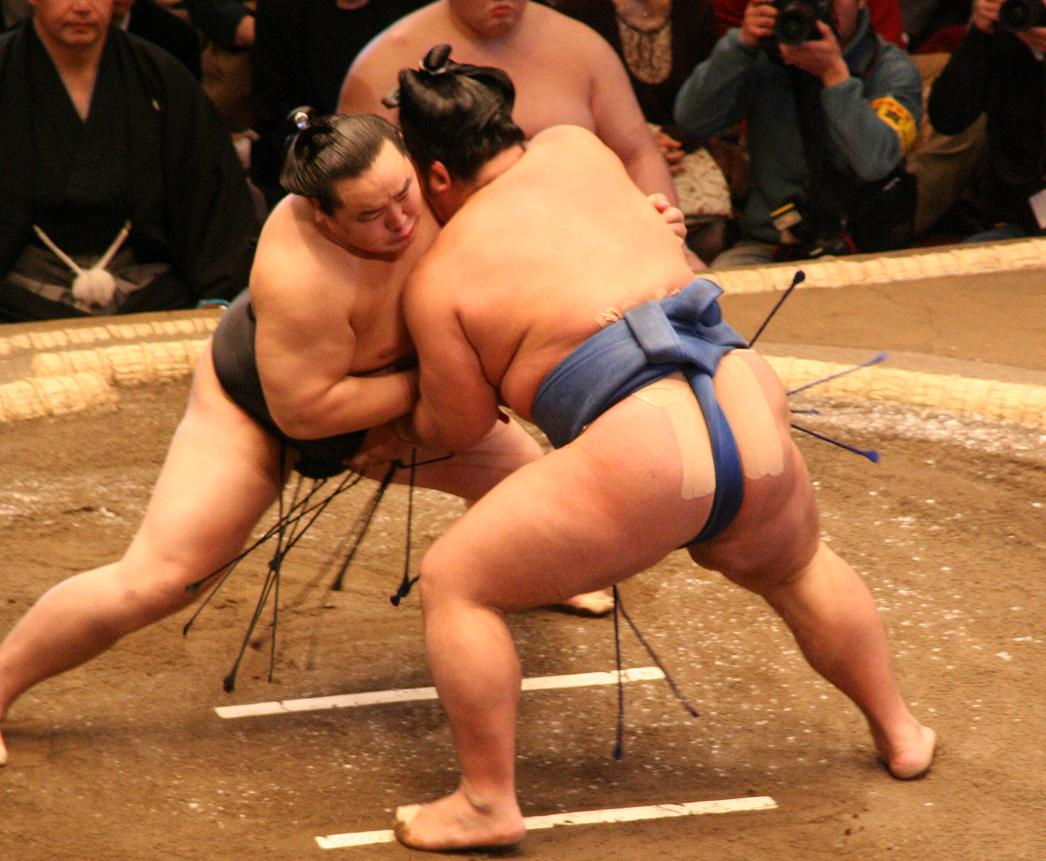
Un incontro tra due lottatori di sumō

All'inizio del XX secolo il Giappone ha dato vita a una serie di arti marziali denominate collettivamente budō (via marziale), originatesi dalle arti praticate dai guerrieri nei secoli precedenti, chiamate bujutsu (arte marziale). Tra le vie marziali moderne vengono inclusi alcuni stili di karate, originario dell'isola di Okinawa, il jūdō, l'aikidō (derivati entrambi dal jūjutsu) il kendō (derivato dal kenjutsu) e il kyūdō (discendente del kyūjutsu). In epoca feudale ogni arma aveva la sua propria arte marziale, e dunque le arti marziali antiche sono estremamente numerose. Il sumō viene inoltre considerato il più caratteristico sport nazionale giapponese, con i suoi lottatori che si sfidano in piccole arene circolari.
Il baseball è uno degli sport più popolari in Giappone, dove la prima squadra professionale fu istituita nel 1938. Il massimo campionato è denominato Nippon Professional Baseball ed è suddiviso in due leghe. La nazionale giapponese rappresenta il Giappone nelle competizioni internazionali organizzate dalla International Baseball Federation.
Per quanto riguarda il calcio la J1 League professionistica è nata soltanto nel 1992, guadagnando popolarità negli ultimi anni, grazie soprattutto alla vittorie della nazionale maschile nella Coppa d'Asia e di quella femminile nel campionato mondiale. Molto popolari sono anche la pallavolo, che ha visto la squadra femminile vincitrice del torneo olimpico nel 1964, il rugby (il Giappone è stato il Paese ospitante della Coppa del Mondo 2019), l'automobilismo e il motociclismo. Abbastanza diffusi sono anche la pallacanestro, il golf, che ha come rappresentante migliore Hideki Matsuyama, unico giapponese a vincere un Major, il nuoto (alcuni nuotatori giapponesi sono tra i più competitivi al mondo, come ad esempio Kōsuke Kitajima, che ha conquistato quattro medaglie d'oro alle Olimpiadi e tre medaglie d'oro ai campionati mondiali di nuoto nei 100 e 200 metri rana), la ginnastica artistica e l'atletica leggera.

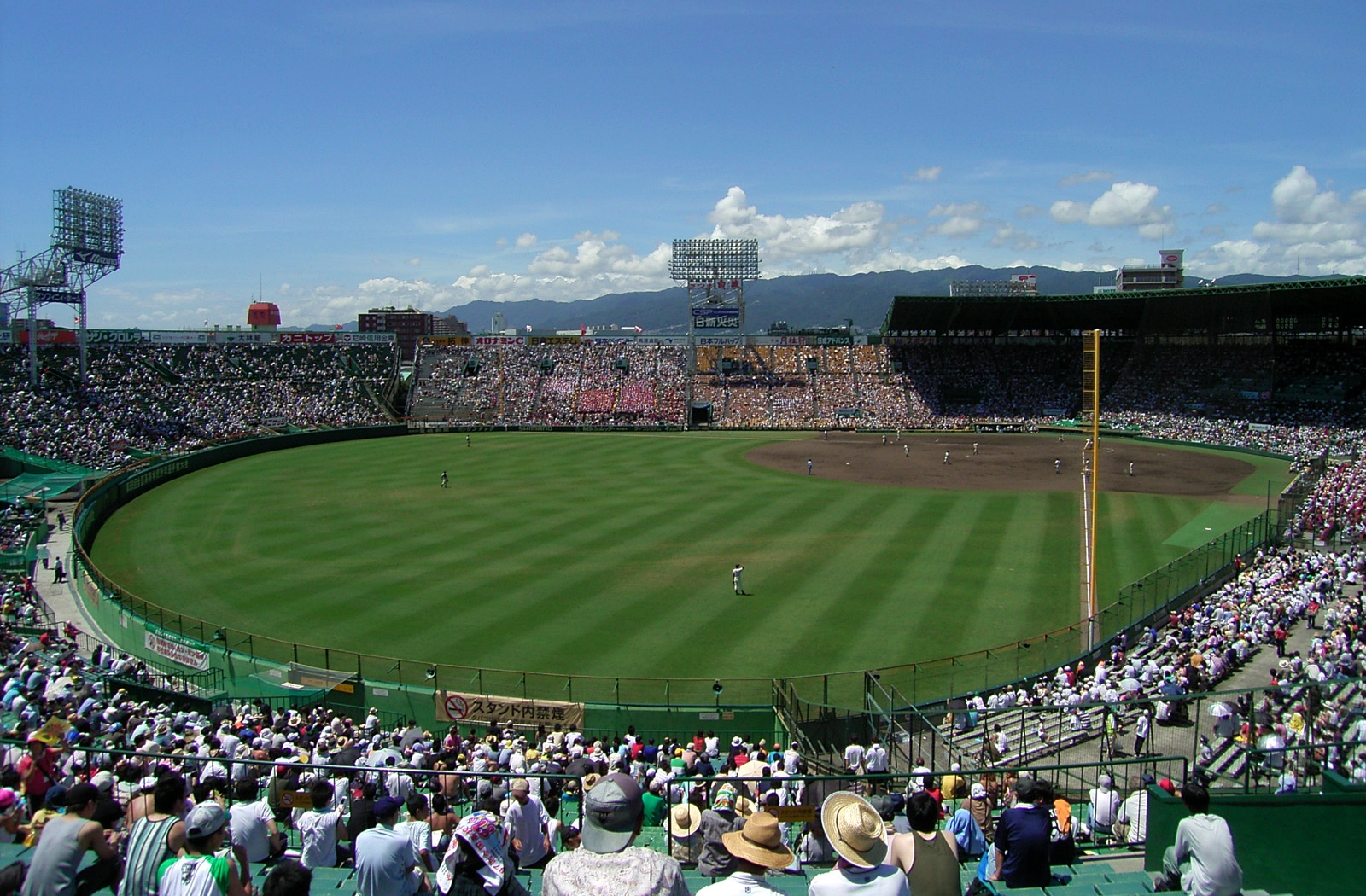
Il Koshien Stadium, lo stadio da baseball di Nishinomiya

Il Giappone festeggia il Taiiku no hi (体育の日?), ovvero la giornata dello sport e della salute, il 10 ottobre in commemorazione della XVIII Olimpiade (quella del 1964). Altri eventi degni di nota sono stati gli XI Giochi olimpici invernali del 1972 a Sapporo, i XVIII Giochi olimpici invernali del 1998 a Nagano, i mondiali di calcio del 2002, organizzati in collaborazione con la Corea del Sud, i Giochi della XXXII Olimpiade, previsti per il 2020 ma rinviati a causa dell'epidemia COVID-19 e svoltisi nel 2021 a Tokyo.
Oltre alle attività sopra elencate, in Giappone sono estremamente diffusi gli sport da combattimento, in particolare il K-1 e le arti marziali miste. Infatti è in questa nazione che sono stati fondati i più importanti tornei al mondo di K-1 (K-1 World Max e K-1 World Grand Prix) e alcune delle prime e più importanti promozioni di arti marziali miste (Pride, Shooto e Pancrase).
Il wrestling in Giappone è considerato uno sport vero e proprio con spazi sulle riviste e giornali sportivi del Paese; il termine con cui ci si riferisce a esso è puroresu (la traslitterazione dell'inglese professional wrestling); la prima federazione, la Japan Pro Wrestling, fu fondata nel 1953 da Rikidōzan: da questa federazione provengono Antonio Inoki e Giant Baba, fondatori delle federazioni New Japan Pro-Wrestling e All Japan Pro Wrestling e per anni avversari. Nel panorama attuale, oltre a queste federazioni (a eccezione della Japan Pro Wrestling, chiusa nel 1973), le più importanti sono la Pro Wrestling Noah, la GLEAT, la Dragon Gate, la Pro Wrestling ZERO1, la DDT Pro-Wrestling e la Big Japan Pro Wrestling; oltre a queste ci sono numerose federazioni minori e indipendenti. Nel panorama wrestling giapponese un grande spazio hanno le federazioni di joshi puroresu (wrestling femminile), assai numerose, come la World Wonder Ring Stardom.
Inoltre per quanto concerne l'alpinismo ricordiamo l'impresa di Junko Tabei, la prima donna a raggiungere la vetta dell'Everest, il 16 maggio 1975.

## Tradizioni

### Folclore
Il folclore giapponese rappresenta parte integrante della civiltà giapponese.

### Galateo
Il galateo giapponese consiste in un insieme di comportamenti che aiutano a districarsi correttamente e con educazione nelle più differenti situazioni sociali. L'attuale galateo diffuso in Giappone è in parte condizionato da usanze mutuate anticamente dalla Cina e più di recente dalla civiltà occidentale, pur mantenendo salde numerose caratteristiche peculiarmente autoctone. Alcune pratiche sono cambiate nel corso della storia, mentre altre variano a seconda della regione del Giappone in cui ci si trova. Esistono tuttavia molteplici pratiche comuni per lo più in tutta la nazione e che costituiscono gli usi e i costumi tipici del Giappone.

### Gastronomia

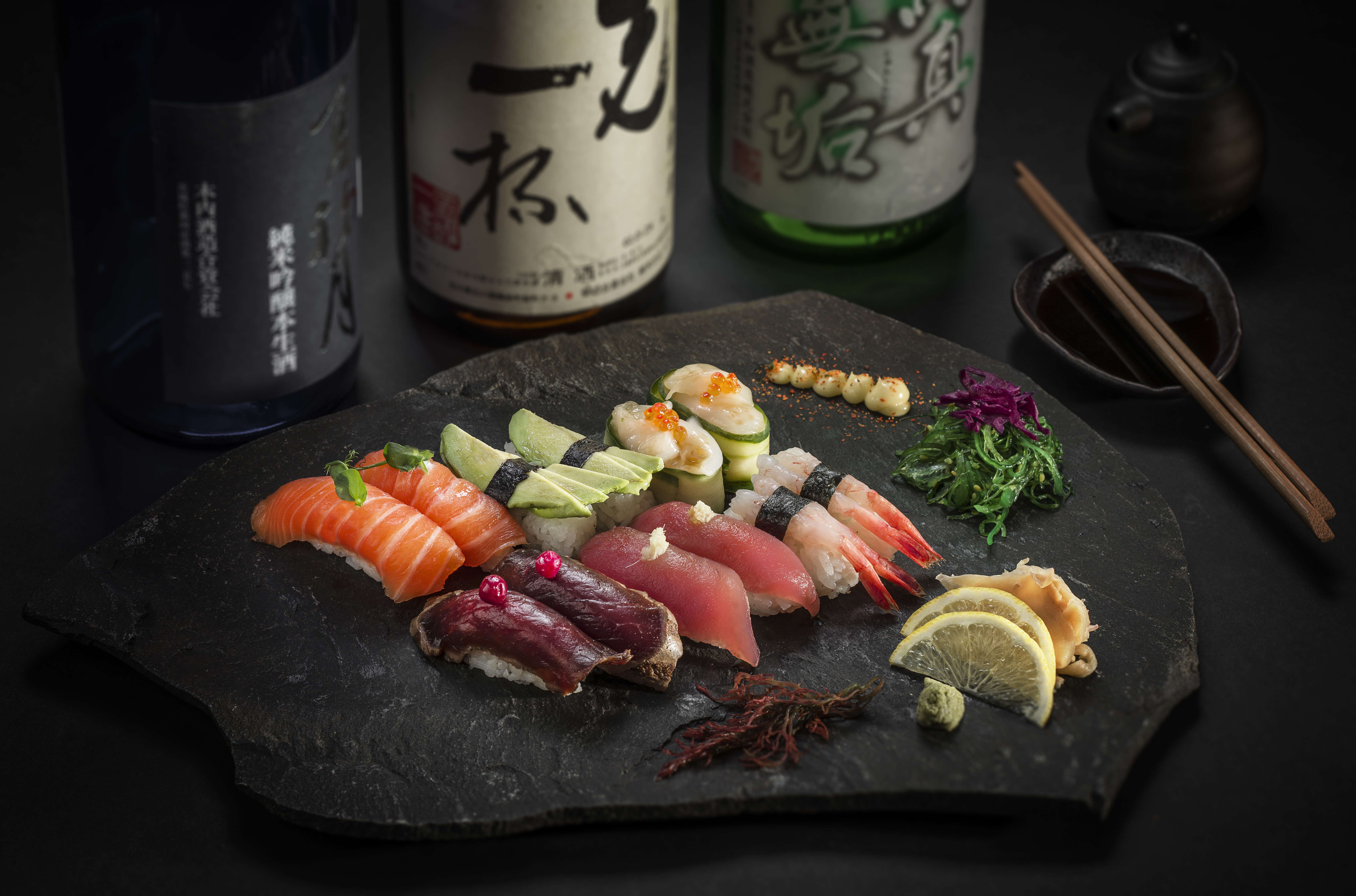
Sushi, uno dei piatti più conosciuti della cucina giapponese

La cucina giapponese è caratterizzata dalla presenza di pietanze derivate da combinazioni di prodotti alimentari di base tipiche del Giappone come riso o noodles, zuppe e okazu (piatti a base di pesce, verdure, tofu e simili) per insaporire l'alimento di base. Sono utilizzati vari tipi di pasta, spesso di derivazione cinese, come i rāmen, specie di tagliatelle di frumento, soba, tagliatelle di grano saraceno, o gli udon, simili a tagliolini di grano tenero. Nei primi anni dell'era moderna vennero introdotti ingredienti come le carni rosse, che in precedenza erano scarsamente utilizzate in Giappone. La cucina giapponese è conosciuta per prestare particolarmente attenzione al cibo di stagione, offrendo una vasta gamma di specialità regionali che usano le ricette tradizionali e gli ingredienti locali. Il piatto giapponese più conosciuto al mondo è molto probabilmente il sushi. Altri alimenti tipicamente giapponesi sono i dorayaki, il takikomi gohan, i takoyaki, gli yakitori, i gyoza, l'harumaki, l'okonomiyaki, il sashimi, il tempura e il matcha.

## Ricorrenze

### Ricorrenze nazionali
In genere come ricorrenza nazionale è celebrato il compleanno dell'attuale imperatore del Giappone: in questo caso si celebra il 23 febbraio, genetliaco dell'imperatore Naruhito: questa celebrazione è chiamata Tennō tanjōbi. Durante i festeggiamenti si svolge una cerimonia pubblica all'interno del Palazzo imperiale di Tokyo, dove i cittadini hanno straordinariamente il permesso di entrare per poter rendere omaggio all'imperatore e per ricevere i suoi ringraziamenti.
Altra ricorrenza è quella dell'11 febbraio: Kenkoku kinen no hi, che ricorda la data della fondazione dell'Impero giapponese da parte di Jinmu nel 660 a.C.
Il 15 novembre di ogni anno si celebra invece lo Shichi-Go-San, dedicato alla crescita e al benessere dei più piccoli.

### Festività

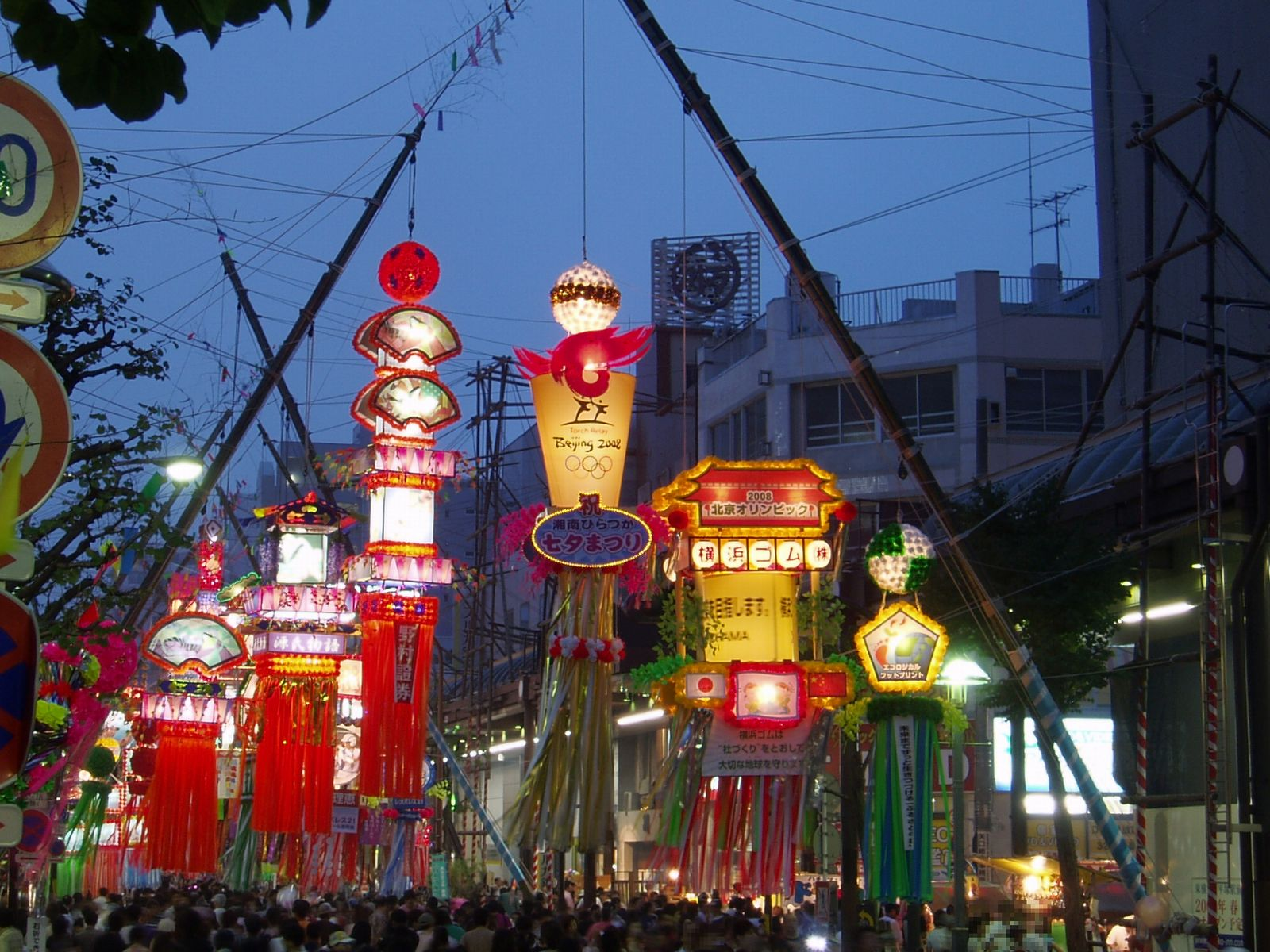
La festa del Tanabata a Hiratsuka

Il termine utilizzato dai giapponesi per indicare una festa tradizionale è matsuri, eventi annuali originari della Cina che prevedono processioni durante le quali si trasportano le statue dei kami dal santuario fino all'interno delle vie della città. Uno dei più famosi e importanti festival del Giappone è l'Hakata Gion Yamakasa di Fukuoka, caratterizzato da una sfilata di carri allegorici trasportati in spalla dagli stessi cittadini.
Il 3 febbraio si celebra il Setsubun, o festa del lancio dei fagioli, che ha per oggetto delle celebrazioni il cambio di ogni stagione.
Il 3 marzo ha luogo invece l'Hinamatsuri nota anche come festa delle bambole o festa delle bambine.
Nella settimana che va dal 29 aprile al 5 maggio si svolgono una serie di avvenimenti collettivamente detti "settimana d'oro", durante la quale si registrano picchi di vendite nel settore dell'intrattenimento, motivo stesso per cui fu istituita nel 1948.
Il 7 luglio si svolge il Tanabata, durante il quale si festeggia il ricongiungimento delle stelle Vega e Altair, seguendo un'antica leggenda popolare di origine cinese. L'usanza principale è quella dei tanzaku, piccole strisce di carta colorata dove sopra vengono scritti desideri e preghiere rivolti alle stelle protagoniste della festa e successivamente legati a rami di bambù. Tanabata è una delle festività stagionali, o Gosekku, celebrate in Giappone. Le altre sono Jinjitsu (7 gennaio), Hinamatsuri, Kodomo no hi (5 maggio) e Kiku no sekku (9 settembre).
Il terzo lunedì di luglio si celebra il giorno del mare, festività istituita nel 1995 con la quale i giapponesi ringraziano la generosità dell'oceano e ne onorano l'importanza.
Tra le altre festività nazionali giapponesi recita un ruolo fondamentale il Capodanno, istituito nel 1873 e durante il quale si allestiscono i cosiddetti kadomatsu (portatori di longevità, forza e prosperità), si preparano pietanze a base di mochi, si gioca a hanetsuki, si inviano nengajō e ci si reca ai templi per pregare e bere sakè.
Un'altra festività pubblica giapponese è il rispetto per il giorno di età (敬老 の 日?, Keirō no hi), che viene celebrata ogni anno per onorare i cittadini anziani. Promossa nel 1966, si svolge il terzo lunedì di settembre.
Da una legge del 2014, l'11 agosto di ogni anno si celebra una nuova festa nazionale giapponese: il Giorno della Montagna.

### Commemorazioni nazionali
- 6 agosto e 9 agosto: giorno della memoria per l'anniversario dei bombardamenti atomici di Hiroshima e Nagasaki, 1945.
- 15 agosto: giorno della memoria per la fine della guerra, 1945.